# Archanioł Uriel
Uriel (hebr. ‏אוּרִיאֵל‎, Fanuel – „ogień Boży” lub „światło Boga”) – w tradycji żydowskiej i w niektórych wierzeniach chrześcijańskich jeden z siedmiu archaniołów. Jest dobrze znany w tradycji prawosławnej i w katolicyzmie ludowym. W Kościele anglikańskim jest uznawany za czwartego archanioła, czasem za świętego. Jest dobrze znany w europejskiej średniowiecznej literaturze ezoterycznej.

## Opis

### Patronat
Jako anioł światłości oświeca umysły ludzi. Jako anioł boskiego ognia rozpala serca tych, którzy zwracają się do niego z miłością do Boga. Niszczy wszystko to, co w sercu nieczyste i grzeszne. Uważany jest za opiekuna wszystkich, którzy pracują na rzecz szerzenia wiary (np. misjonarzy) i ludzi, którzy poświęcili się nauce (pisarze, poeci, naukowcy). Pomaga wszystkim ludziom w pokonaniu trudnych etapów, daje duchową i ziemską łaskę, przynosi wewnętrzny spokój i harmonię. Ma za zadanie ochraniać Ziemię i dbać o środowisko naturalne, jest więc patronem ekologów. Uriel jest mecenasem sztuki.

### Ikonografia i symbolika
Jest przedstawiany z mieczem uniesionym do góry i trzymanym w prawej ręce przy piersi oraz z ogniem w lewej ręce zwróconej w dół. Pojawia się też z księgą lub zwojem, symbolami mądrości.
Jego kolorem jest głęboka czerwień. Inne źródła przypisują mu kolor żółty lub złoty. Opiekuje się piątkiem.
Jego imię nie występuje w Piśmie Świętym. Znane jest tylko z pism apokryficznych. Może przyjmować różne brzmienie: Usiel, Uzziel, Oriel, Auriel, Suriel, Urian i Uryan.

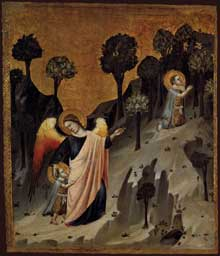
Uriel ratujący Jana Chrzciciela przed rzezią niewiniątek, 1330

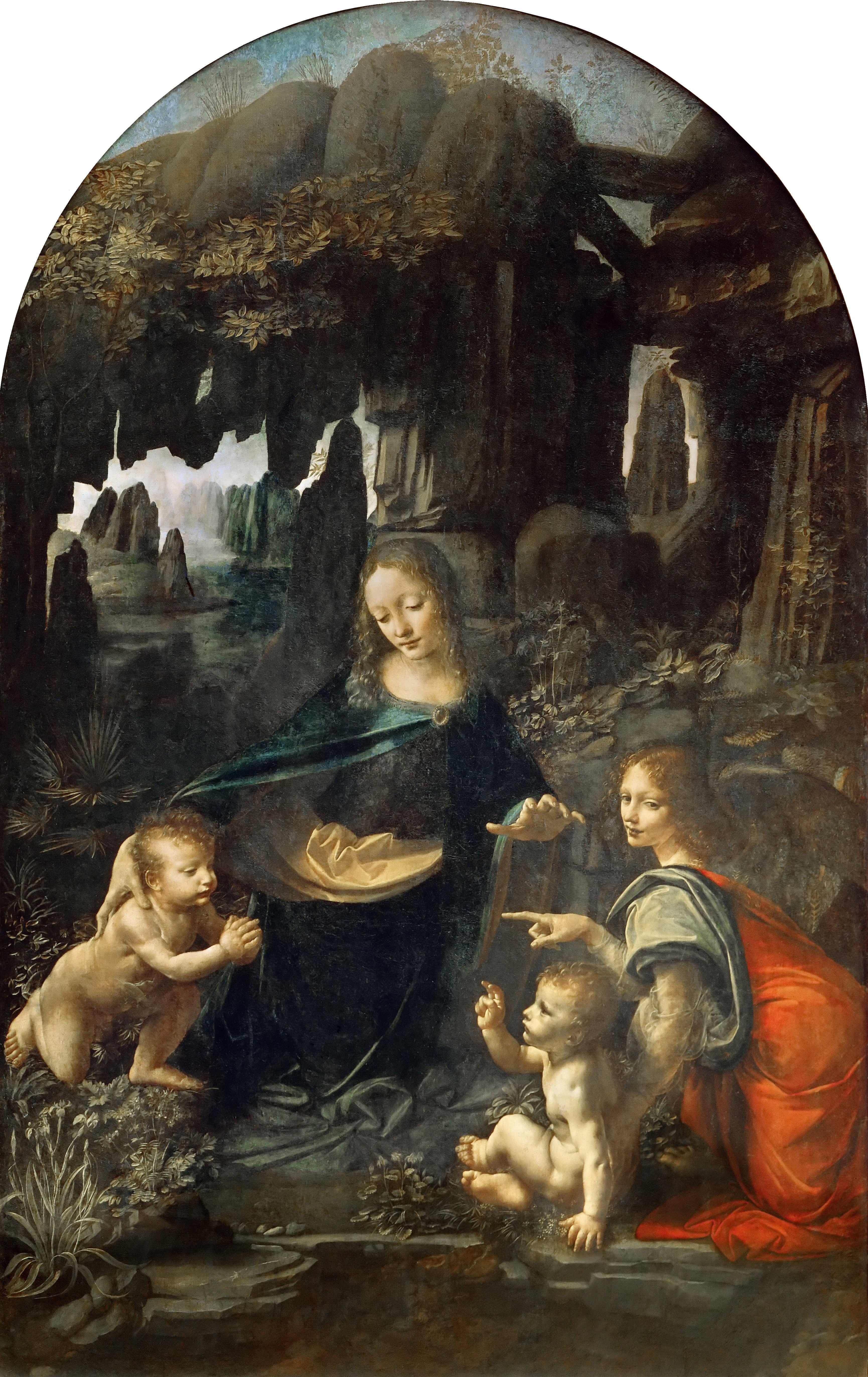
Leonardo da Vinci, Madonna w grocie, 1483–1486 (Uriel po prawej)

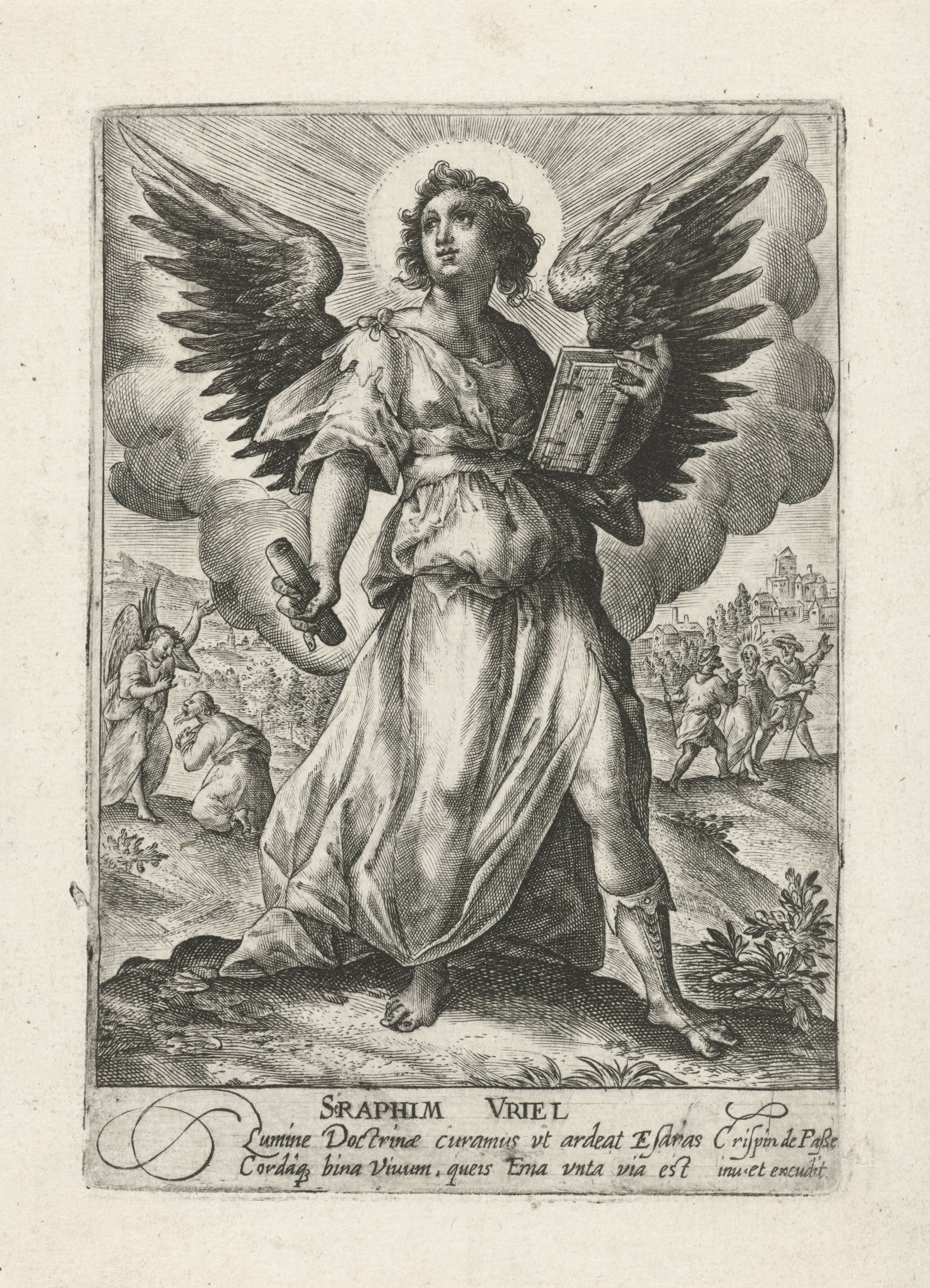
Uriel na rycinie autorstwa Crispijna van de Passe będącej częścią książki Deus Pater ex quo Omnia Angeli, 1585–1637, Rijksmuseum

## Apokryfy
W etiopskiej Księdze Henocha to archanioł „sprawujący władzę nad gromem i trwogą”. Prorok Ezdrasz zadaje Bogu wiele pytań, a Uriel, wysłany przez Boga, poucza proroka. Uriel jest archaniołem grzmotu i trzęsienia ziemi. To jego Bóg posłał, aby ostrzegł Noego przed zbliżającym się potopem (Księga Henocha 10, 1–3). W rozdziale IX księgi wymieniono z imienia czterech aniołów (Michał, Uriel, Raphael i Gabriel). Niektóre wersje podają piątego anioła (Suryal lub Suriel). Rozdział XX wymienia imiona i funkcje siedmiu aniołów. Według Objawienia Ezdrasza aniołami, którzy będą rządzić na końcu świata, są Michał, Gabriel, Uriel, Rafael, Gabuthelon, Beburos, Zebuleon, Aker i Arphugitonos. Ostatnich pięciu pojawia się tylko w tym źródle. W księdze Uriel to „jeden ze świętych aniołów, który jest nad światem i nad Tartarem”. Księga Obserwatorów podaje, że Uriel, Rafael i Gabriel byli obecni przed Bogiem, aby świadczyć w imieniu ludzkości.
W Czwartej Księdze Ezdrasza (IV Ezd 4, 1) Uriel to archanioł zbawienia oraz światłości.
Według Ewangelii Bartłomieja Uriel został stworzony jako piąty archanioł, po Satanaelu, Michale, Gabrielu i Rafale. W Apokalipsie Eliasza Uriel jest jednym z dwóch Archaniołów (drugim jest Michał), który w Dniu Sądu Ostatecznego zaprowadzą do raju naznaczonych pieczęcią Chrystusa.
W Życiu Adama i Ewy Uriel jest aniołem skruchy, jednym z „cherubów” strzegących bram raju (Rdz 3).
W apokryfie „Modlitwa Józefa” Jakub mówi: Kiedy szedłem z Mezopotamii syryjskiej, Uriel, anioł Boży, stanął na mojej drodze i rzekł: Zstąpiłem na ziemię, aby zamieszkać wśród ludzi, i teraz zowią mnie Jakubem. Niektórzy interpretują ten fragment tak, że Uriel „wstąpił” w Jakuba w czasie walki w Penuel, ale temu przeczy relacja z Księgi Rodzaju.
W chrześcijańskich ewangeliach apokryficznych Uriel uratował Jana Chrzciciela przed masakrą niewinnych zarządzoną przez króla Heroda. Archanioł niósł Jana i jego matkę, św. Elżbietę, by dołączyli do Świętej Rodziny po ich ucieczce do Egiptu. Spotkanie Jezusa i Jana Chrzciciela w towarzystwie Maryi i Uriela (według innych opracowań Gabriela) przedstawił Leonardo da Vinci na obrazie „Madonna w grocie”.
W Apokalipsie Piotra pojawia się jako anioł pokuty, który jest przedstawiany jako bezlitosna postać.
Uriel występuje w spisie chórów anielskich kilkukrotnie jako: Sarim – „Anielscy książęta”/Anioł otchłani/archanioł zbawienia/cherubin; regent Słońca; nadzorca Tartaru. „aniołem ustanowionym nad światem i Tartarem”.
We współczesnej angelologii Uriel jest identyfikowany jako serafin, cherubin, regent słońca, płomień Boży, anioł boskiej obecności, przewodniczący Tartaru (piekła), archanioł zbawienia. W późniejszych pismach utożsamiany z Fanuelem.

## Uriel w Biblii
W Starym Testamencie (Iz 29, 1) występuje słowo Uriel (Ariel), jednak nie można jednoznacznie utożsamić go z imieniem anioła bez użycia źródeł pozabiblijnych.
Na początku rozdziału 29 Księgi Izajasza (wersety 1–10) pojawia się Ariel (Uriel). Według biblisty i demonologa z Katolickiego Uniwersytetu Lubelskiego Romana Zająca to na pewno nie jest imię anioła, a symboliczna nazwa Jerozolimy. Według wydawców Biblii Tysiąclecia jest to „symboliczna nazwa (por. Iz 1,26), którą Izajasz nadaje Jerozolimie (por. Iz 33,7). Hebr. słowo czytane: 1. Ariel znaczy lew Boży, tj. miasto wzmocnione pomocą Boga; 2. Uriel, ołtarz Boży, ognisko Boże, z powodu ołtarza w Świątyni”. Prawdopodobnie esseńczycy z Kumran zmienili dawną nazwę Uruszalimmu, miasta Jebusytów, które oznaczało „stworzenie Szalima”, na Uruel („stworzenie Ela”). Szalim (Szalem) to bóg kananejski, El jest ogólnym określeniem Boga Izraela.
W Nowym Testamencie imię Uriel nie występuje.

## Uriel w judaizmie
Według legend żydowskich Uriel był jednym z aniołów, który pomógł pogrzebać Adama i Abla. To ten archanioł walczył z Jakubem w Penuel. Uriel pogromił wojska Sennacheryba (2 Krl 19, 35; 2 Mch 15, 22). W tradycji żydowskiej Uriel wysuszył Morze Czerwone, aby Izraelici mogli przez nie przejść. Ukazał się rodzicom Samsona, by zapowiedzieć jego narodziny i to, że ocali Izrael przed Filistynami. Jednak wszystkie te czyny tradycja przypisuje również innym aniołom.
W Midraszu Haggada Szemot Uriel ukarał Mojżesza za zaniedbanie obowiązku obrzezania jego syna Gerszona. Według kabalistycznej „Księgi Zohar” zrobił to archanioł Gabriel. W „Księdze Sybilli” Uriel to „jeden z nieśmiertelnych aniołów wiekuistego Boga”, którzy w Dniu Ostatecznym rozbiją wrota Hadesu i „wyprowadzą stamtąd (...) dusze starodawnych Tytanów i gigantów oraz wszystkich, których pochłonął potop (...), a następnie zawiodą je przed Tron Boży (...) na sąd”.
Zdaniem Louisa Ginzberga określenie „Książę Światłości” z kumrańskiej „Reguły Zrzeszenia” odnosi się jedynie do Uriela.
Niektóre teksty podają, że Uriel był aniołem, który wprowadził Ezdrasza w arkana wiedzy niebiańskiej. Poza tym tłumaczył proroctwa i wyprowadził Abrahama z Ur. Sprawdził drzwi domów w Egipcie pod kątem tego, czy są pokropione krwią baranka, by oznaczonych nie niszczyć.
W średniowiecznym mistycyzmie żydowskim Uriel był przedstawiany jako źródło upału w zimie, jako anioł niedzieli, pierwszego dnia tygodnia. Określano go mianem anioł września oraz stróża urodzonych w tym miesiącu.
Uriel jest wymieniony jako anioł czterech wiatrów w średniowiecznej żydowskiej Księdze Anioła Raziela (pojawia się jako Usiel lub Uzziel).
Później jego imię kojarzono głównie ze światłem, ponieważ oświecił Ezdrasza. Kolejni pisarze utożsamiali go z Rafaelem, odkrywcą tajemnic, a imię Uriela nanoszono na amulety mające „oświecać” duszę podczas zgłębiania Tory. Uriel jest wymieniony w magicznych papirusach i zaklęciach babilońskich. Według francuskiego rabina z XIII wieku dziesięciokrotne powtórzenie imienia Uriela jednym tchem rano przynosi szczęście na cały dzień.
W tradycji późnego judaizmu Uriel zajął miejsce Fanuela jako jeden z czterech aniołów obecności.
W kabale Uriel sprowadził na ziemię alchemię i dał ludziom kabałę (według innych źródeł zrobił to Metatron). W „Księgi Zohar” Uriel to dowódca drugiej chorągwi wojsk niebiańskich, jeden z czterech aniołów stojących przy Tronie Chwały.
W Talmudzie za pośrednictwem Uriela „ludzie dostąpili poznania Boga”.
Współcześnie Żydzi przed snem odmawiają modlitwę, w której pojawia się fragment: Winni Pana, Boga Izraela, niech Michał stanie po mojej prawicy, Gabriel po lewicy, Uriel przede mną, Rafael za mną, a ponad głową przebywa obecność Boga.

## Uriel w Kościele katolickim
Pomimo popularności, jaką się cieszył (przedstawiano go na wielu średniowiecznych witrażach), Uriel był jednym z aniołów, których kult został oficjalnie potępiony przez papieża Zachariasza podczas synodu w Rzymie w 745 (ten sam los spotkał m.in. Raguela i Tubuela). Postanowienie powtórzono podczas synodu w 789.   
Uriela przedstawiono na bizantyjskim fresku w kościele San Angelo Carmelitano w Palermo wraz z pozostałymi sześcioma archaniołami. Przy przedstawieniu Uriela znajdowały się słowa fortis socius, czyli silny towarzysz. Odkrycie doprowadziło do rozkwitu kultu siedmiu archaniołów w zachodnim Kościele. W 1698 dekret Kongregacji do spraw Świętych Obrzędów ograniczył kult archaniołów, w tym Uriela. Za namową władz kościelnych jego przedstawienia, podobnie jak innych archaniołów, zostały zamalowane.   
W XV wieku mnich Amadeusz z Portugalii (zm. 1482) opisał siedmiu archaniołów, z których jednego nazwał Urielem. W 1516 Antonio Lo Duce, sycylijskiemu kapłanowi, miał objawić się archanioł Uriel, który nakazał wybudować kościół na terenie Term Dioklecjana w Rzymie. Świątynię na polecenie Piusa IV zaprojektował Michał Anioł. Dziś to bazylika Matki Bożej Anielskiej i Męczenników.   
Pod wezwaniem św. Uriela został zbudowany kościół w Ostrowcu Świętokrzyskim fundacji Janusza Ostrogskiego (1614). W świątyni znajdował się ołtarz z obrazem archanioła. Obiekt uległ zniszczeniu prawdopodobnie podczas najazdu Szwedów. Kiedy w 1672 odbudowano kościół, otrzymał nowe wezwanie – św. Michała Archanioła. Na fresku autorstwa Michaela Willmanna na sklepieniu prezbiterium kościoła p.w. św. Józefa w Krzeszowie przedstawiono go z kociołkiem, z którego jarzą się płomienie.

Wiele katolickich przedstawień Uriela przetrwało na terenie Wielkiej Brytanii i mieści się w świątyniach przejętych przez Kościół anglikański. 

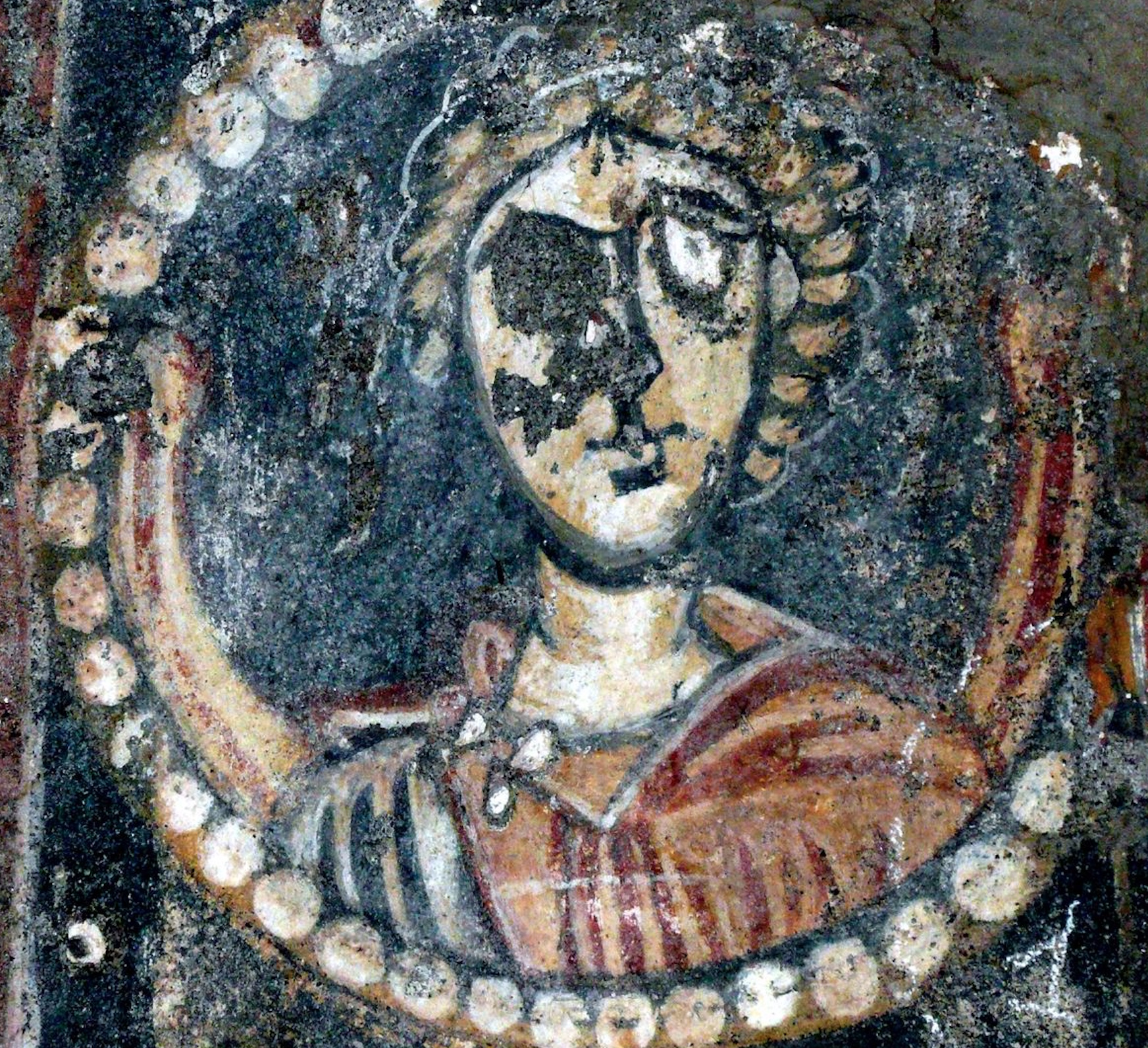
Uszkodzony fresk archanioła Uriela w Hypogeum San Biagio, Castellammare di Stabia, V–IX wiek
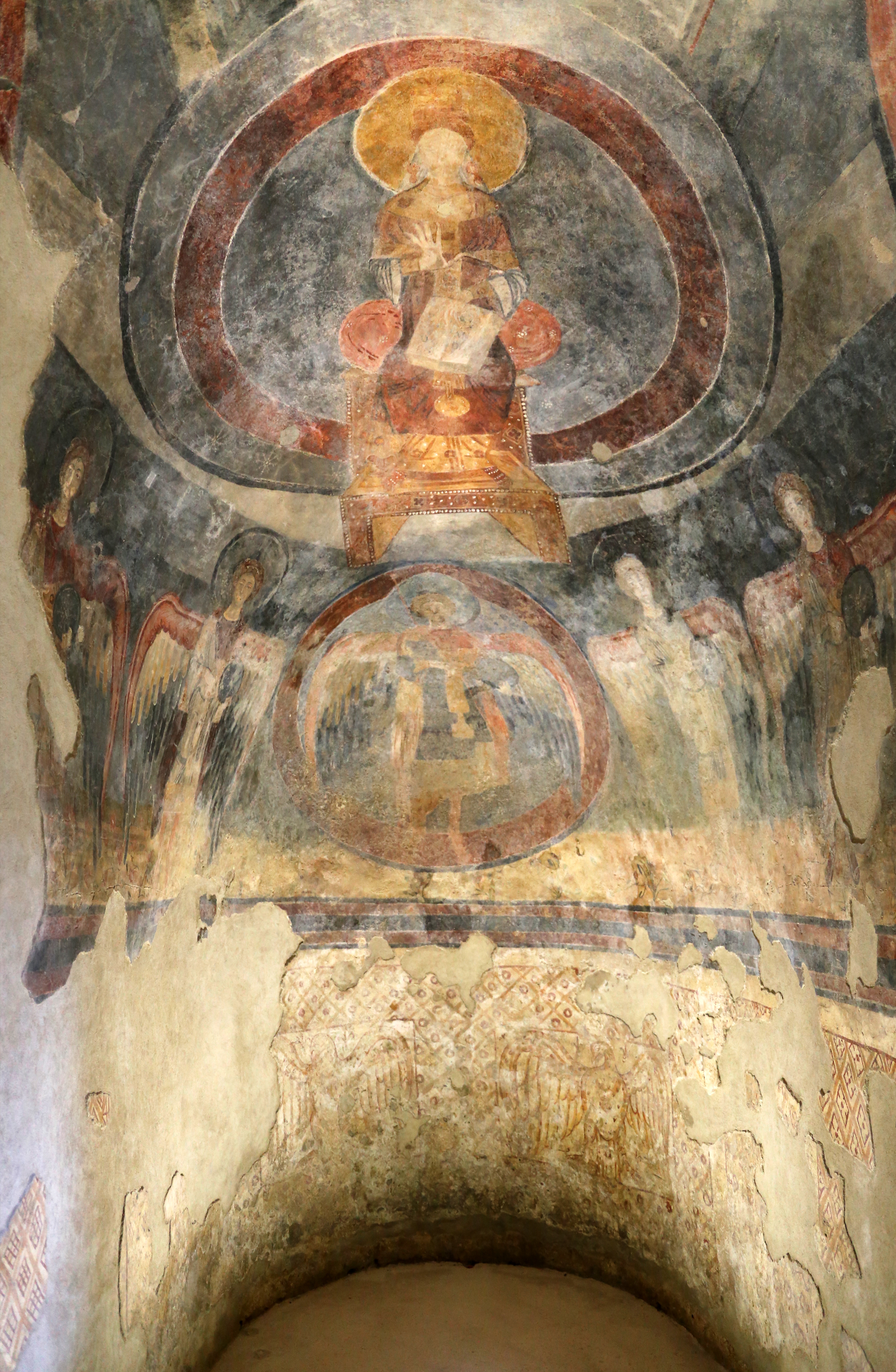
Fresk z IX wieku w krypcie Ofiarowania w opactwie San Vincenzo al Volturno w Castel San Vincenzo. Poniżej Maryi Chrystus otoczony czterema Archaniołami (Uriel prawdopodobnie pierwszy z lewej)
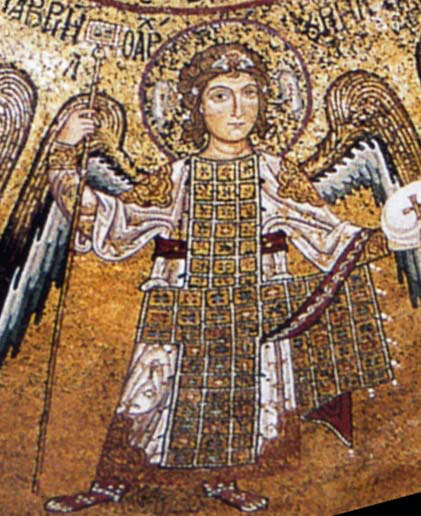
Mozaika z Urielem, Włochy
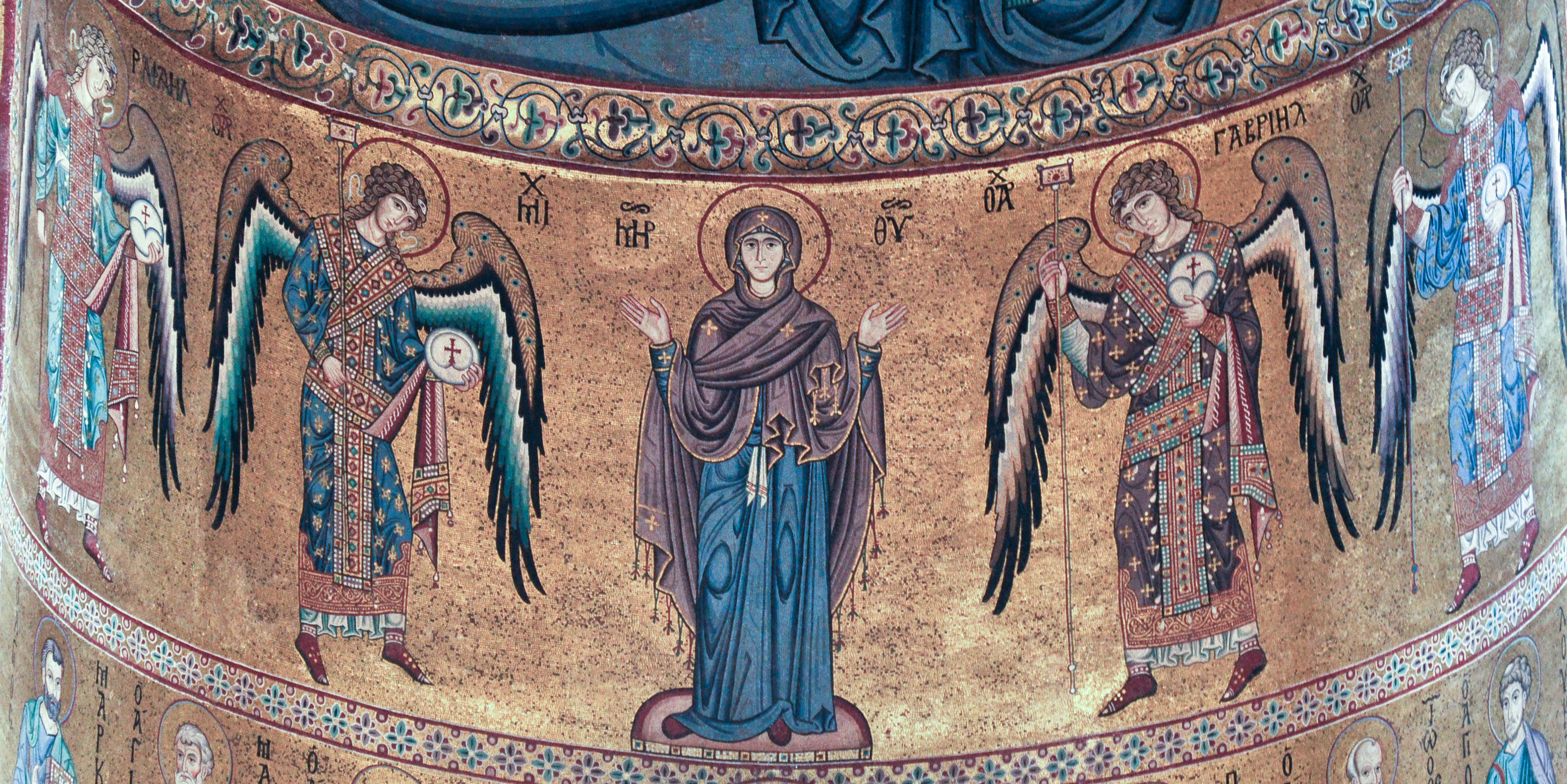
Bizantyjska mozaika w katedrze w Cefalù, Uriel pierwszy z prawej, 1148
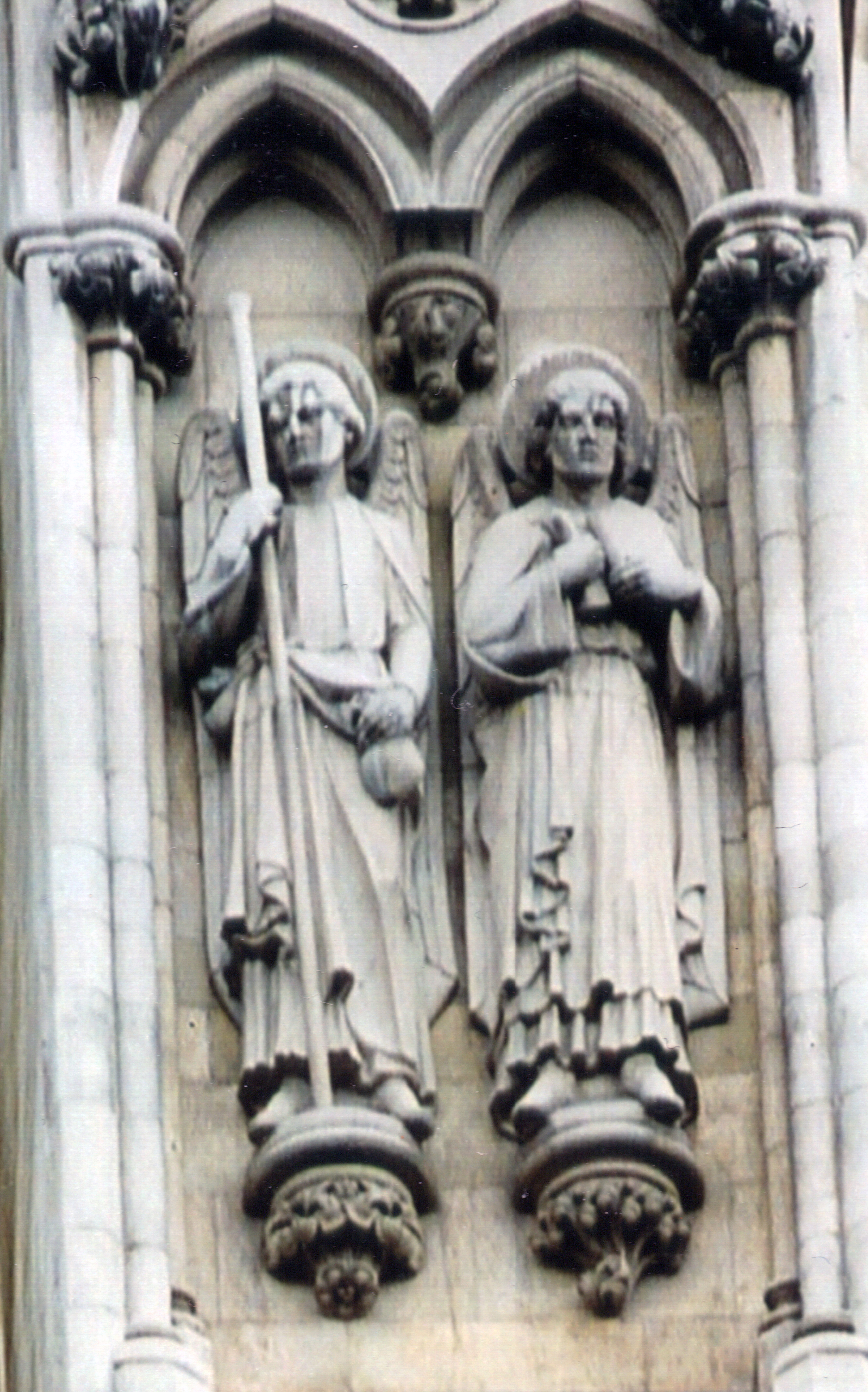
Archaniołowie Rafał i Uriel na fasadzie Opactwa Westminsterskiego
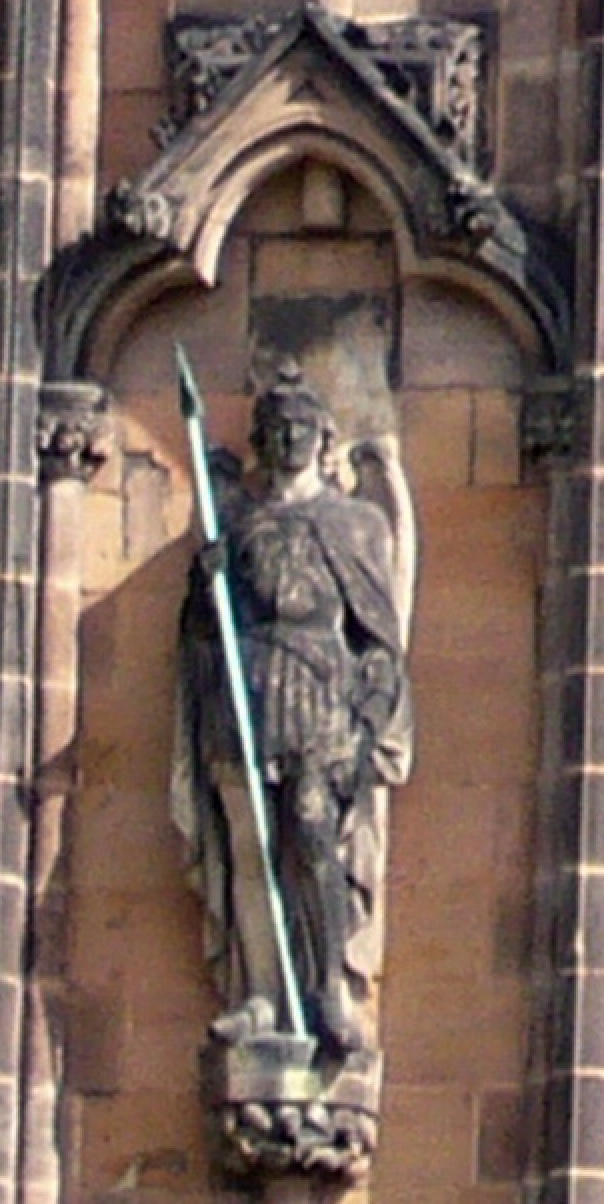
Rzeźba Uriela na fasadzie katedry w Lichfield
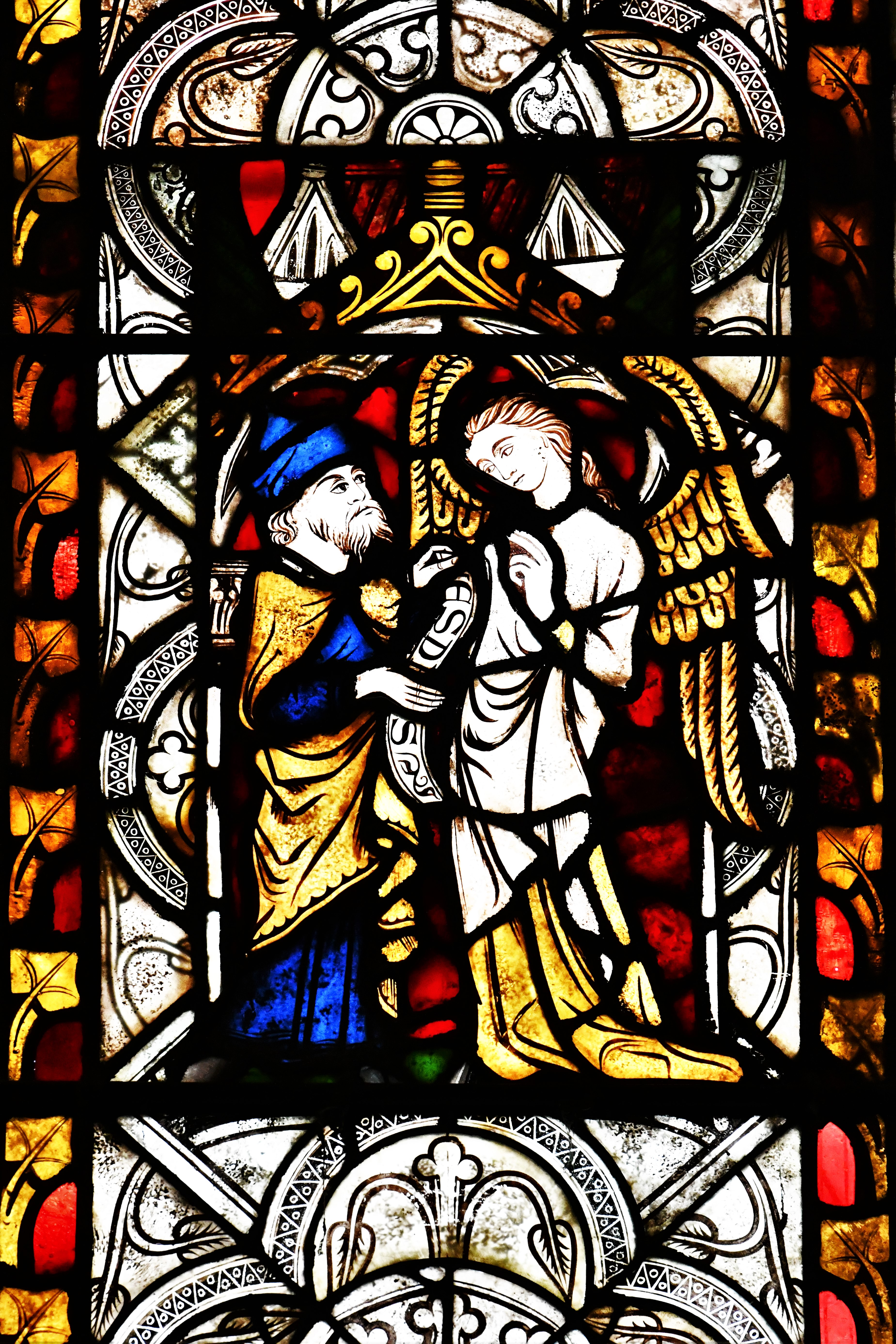
Uriel i Ezdrasz na średniowiecznym witrażu w kościele św. Michała i Aniołów w Kingsland
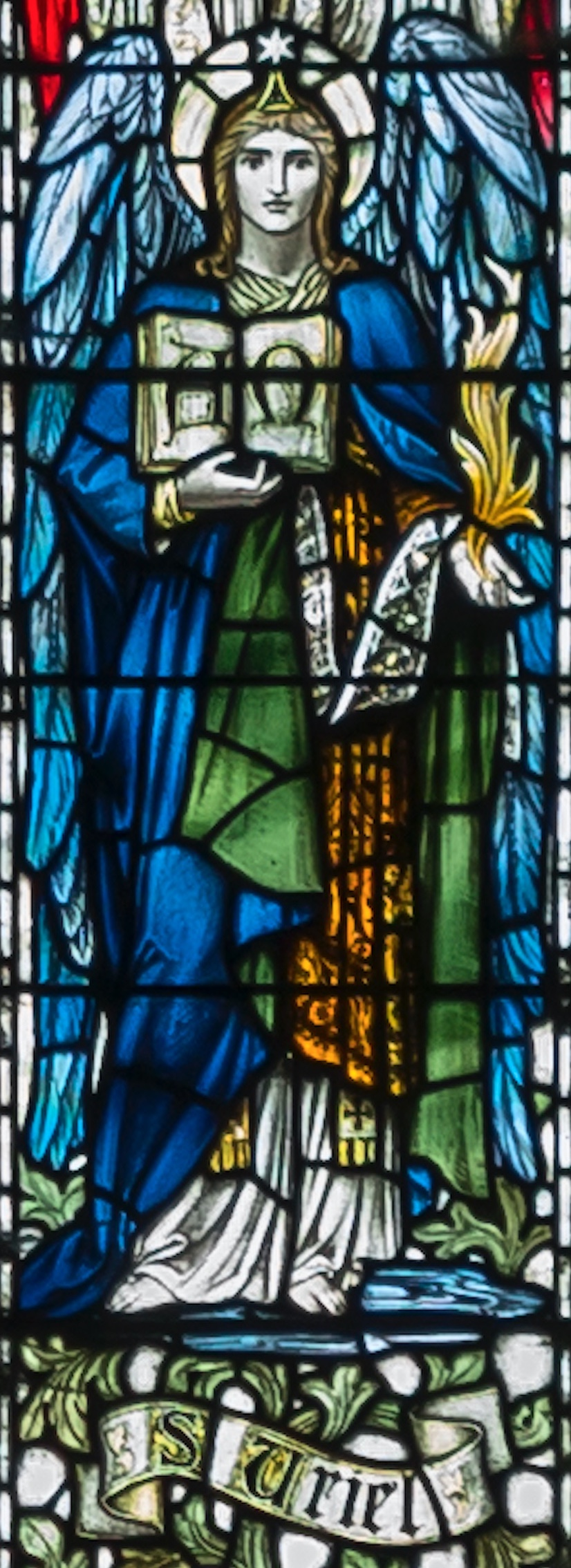
Uriel na XV-wiecznym witrażu w kościele św. Mikołaja w Blakeney
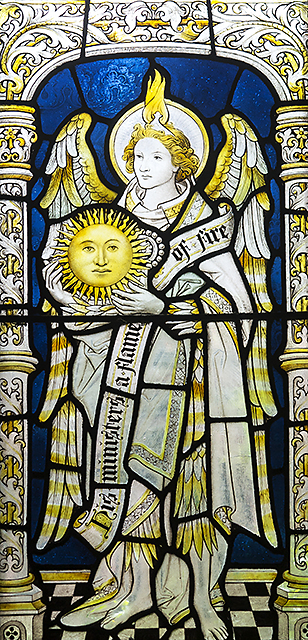
Uriel na średniowiecznym witrażu w katedrze w Chester jako regent słońca
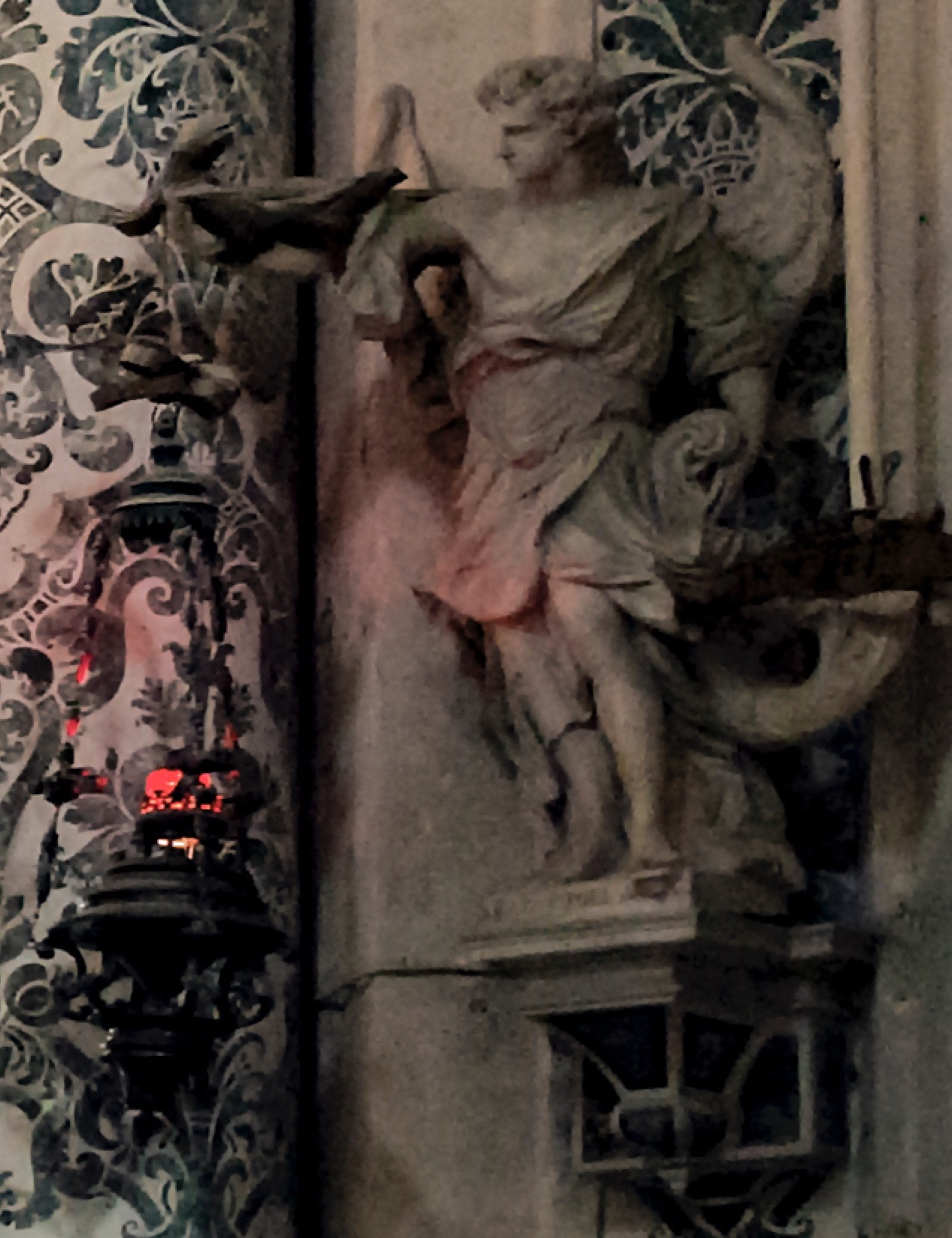
Rzeźba Uriela w kościele Santa Maria Assunta dei Gesuiti w Wenecji
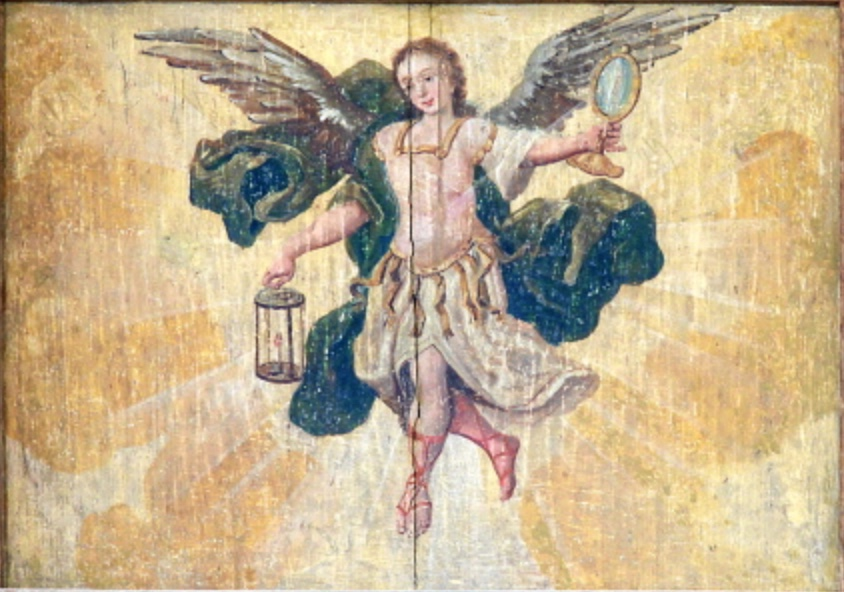
Uriel na obrazie na emporze w kościele farnym w Mattsies, dzielnicy miasta Tussenhausen, około 1680
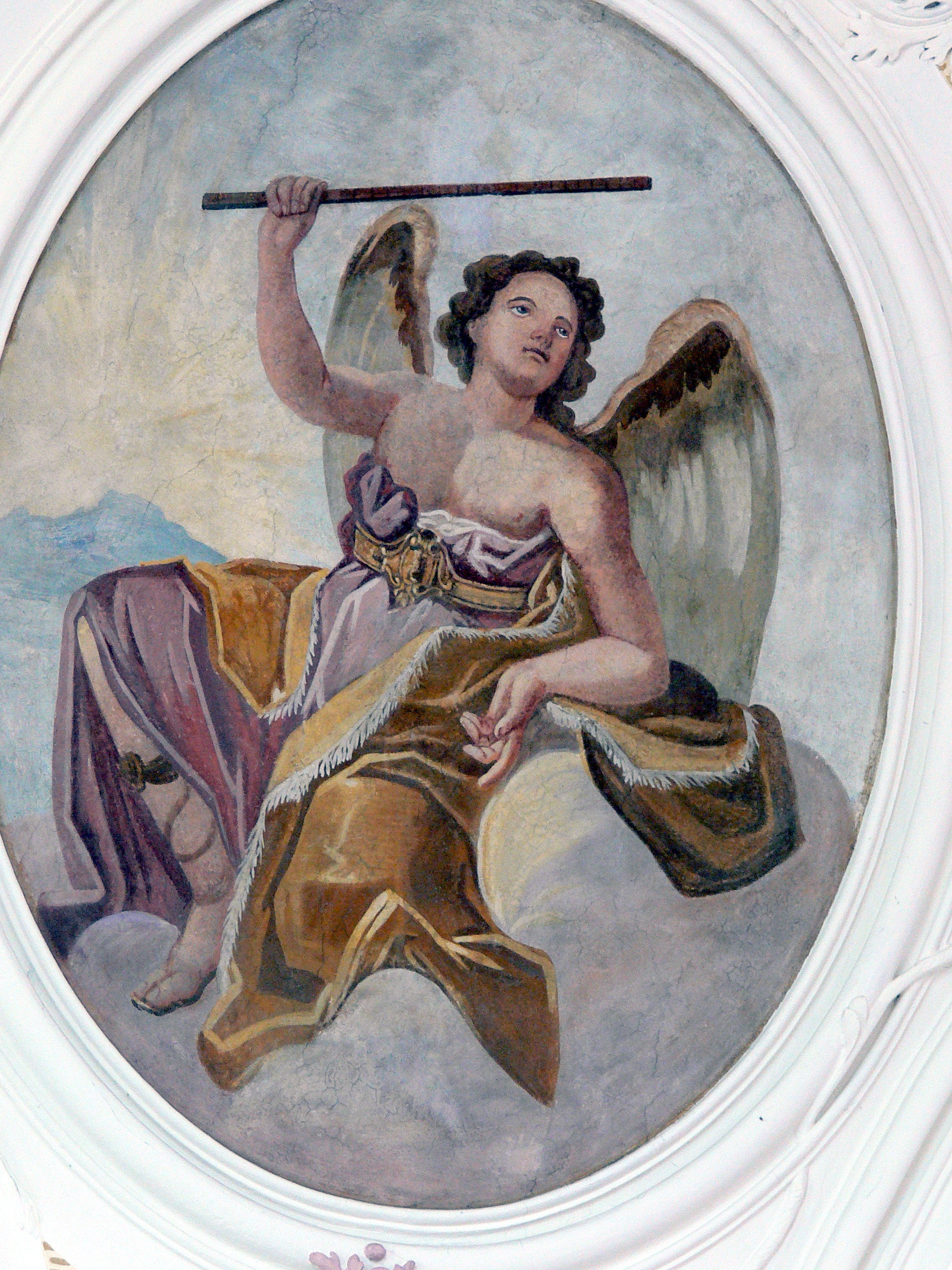
Fresk Uriela autorstwa Johanna Georga Unruhe (1780) w kościele św. Michała w Untergriesbach
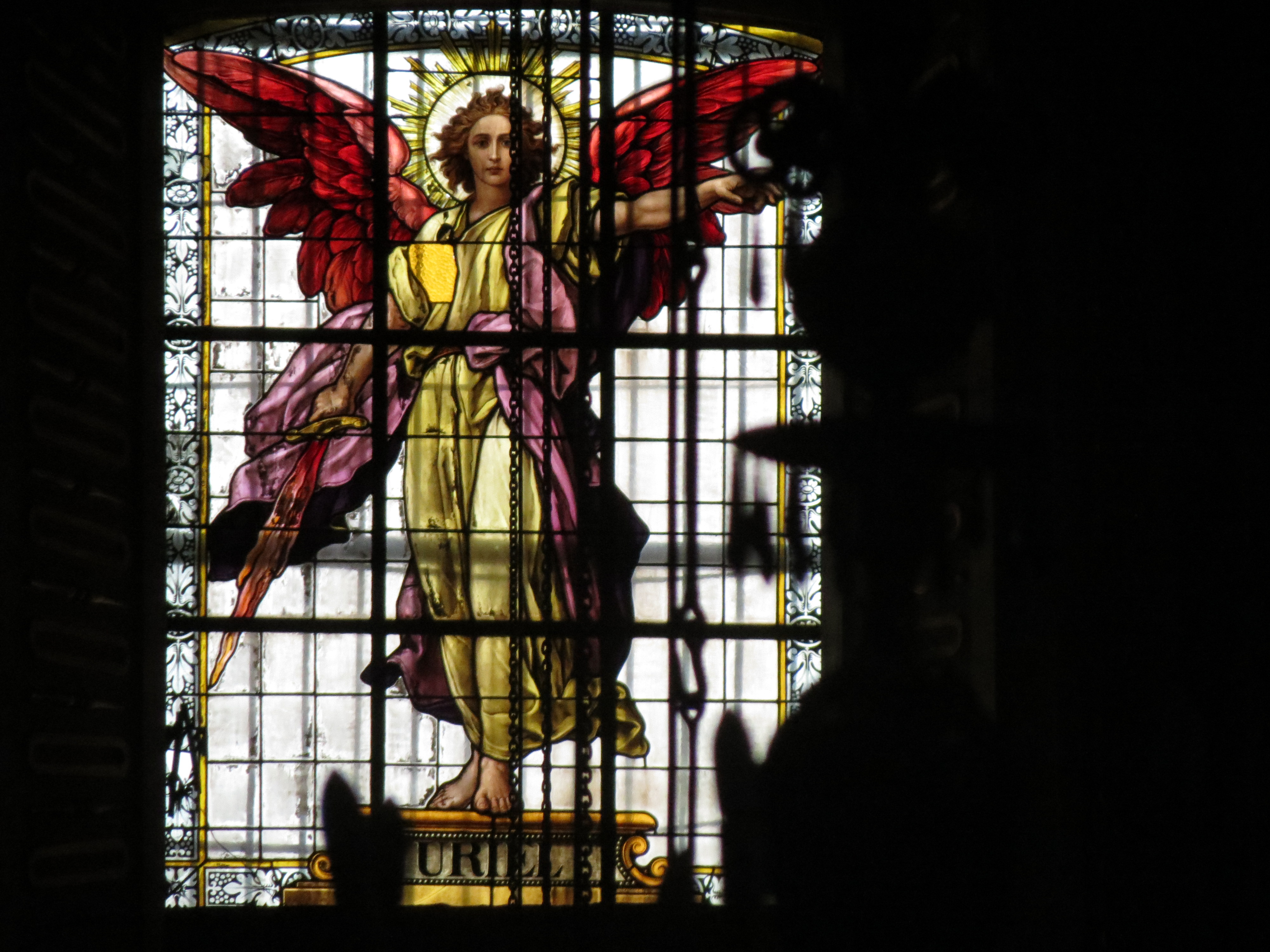
Witraż w katedrze de Puebla w Meksyku
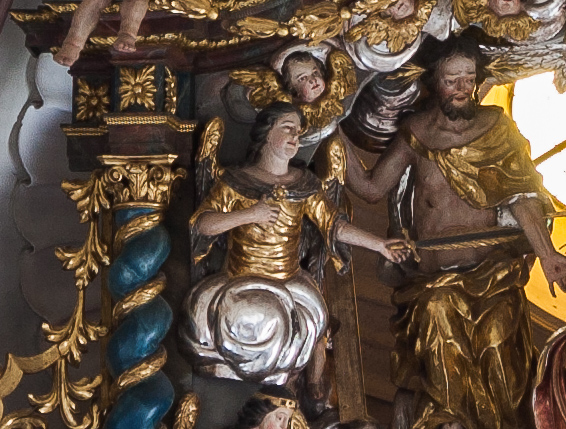
Rzeźba Uriela z mieczem stworzona w 1715 przez rzeźbiarza Georga Andreasa Dietricha w Wallfahrtskirche Mariä Himmelfahrt w Halfing
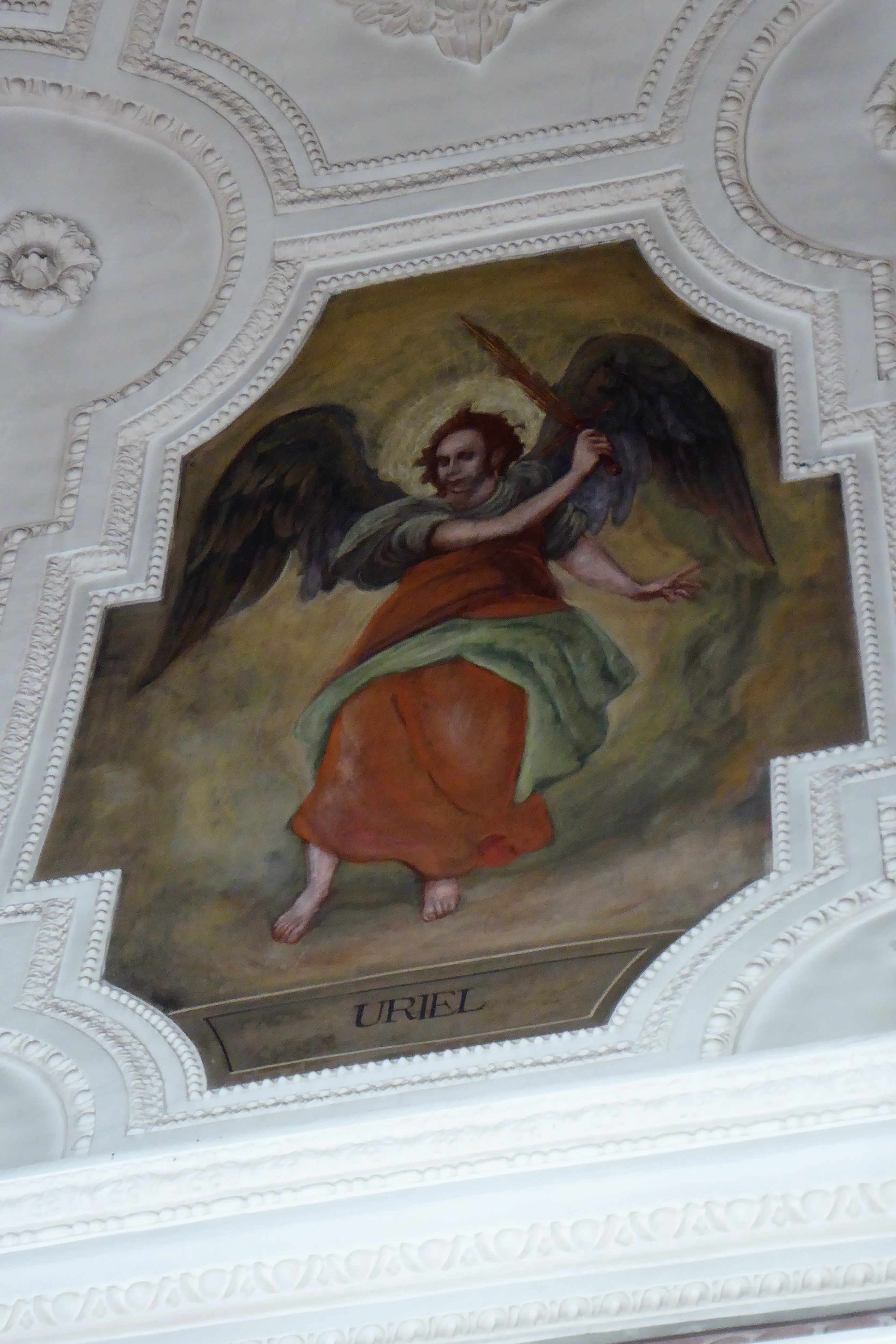
Fresk w kościele Maria Himmelfahrt w Weilheim in Oberbayern
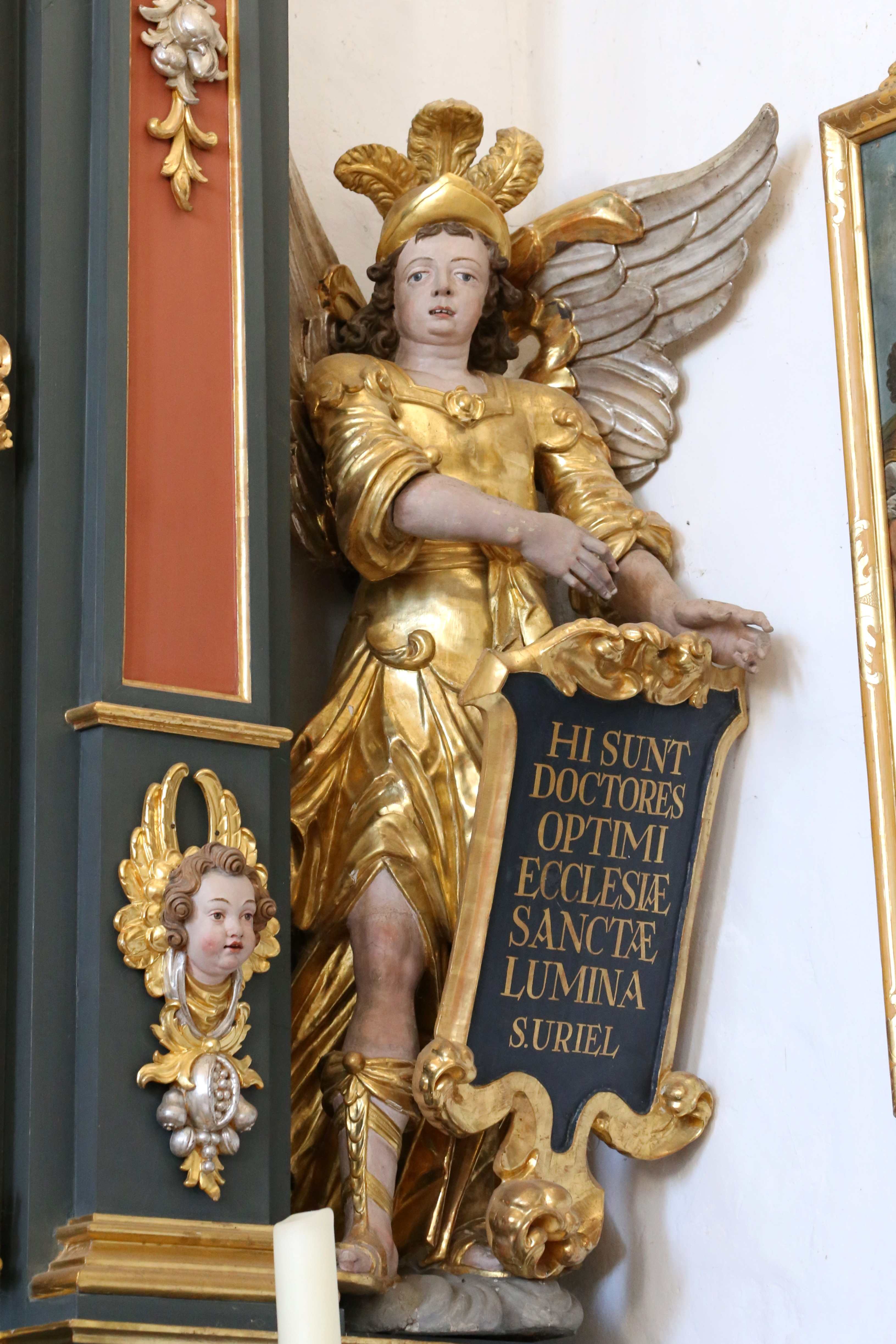
Rzeźba Uriela w kościele Maria Himmelfahrt w Weilheim in Oberbayern
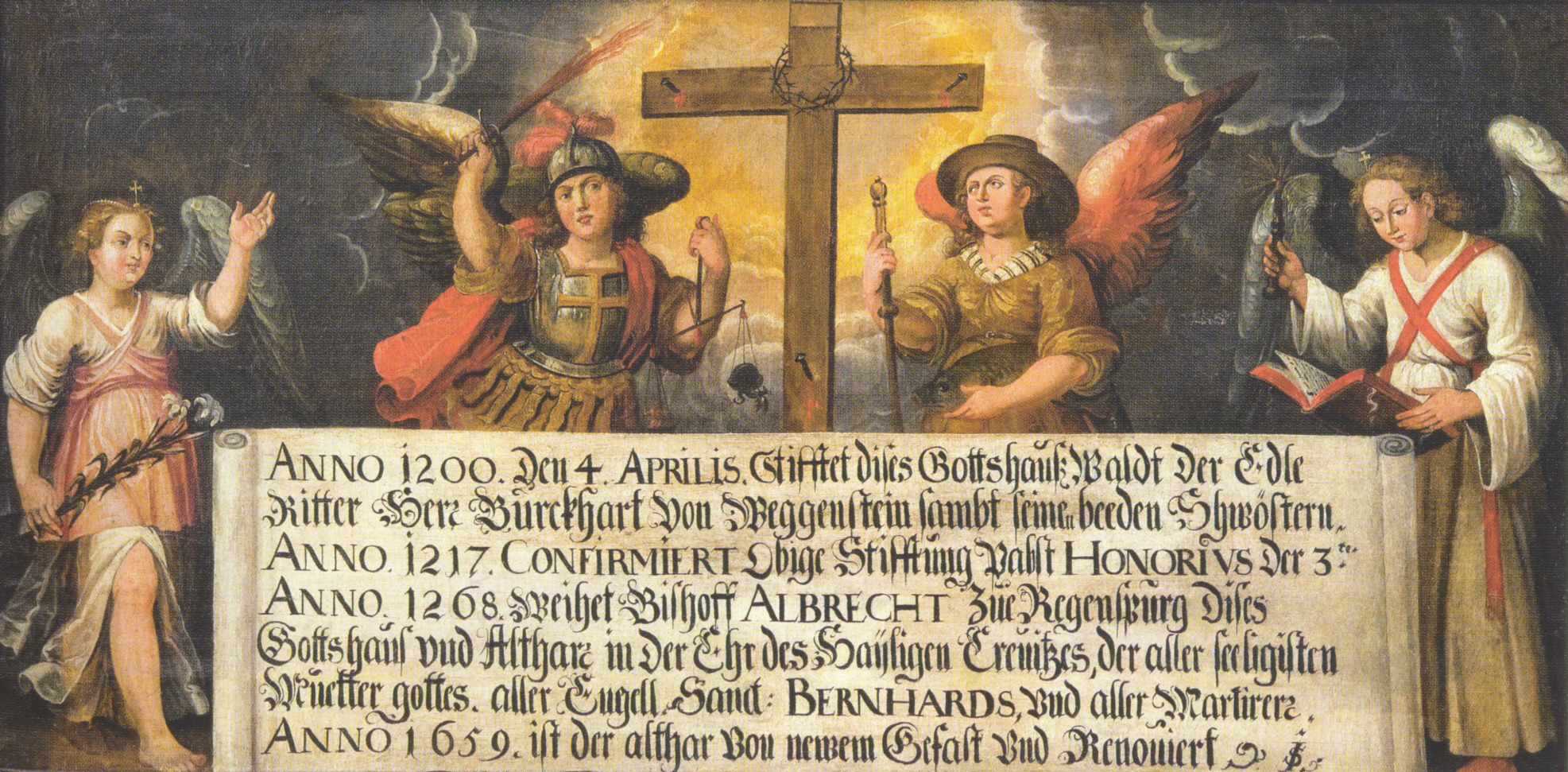
Tablica fundacyjna klasztoru w Wald z czterema Archaniołami (Uriel pierwszy z prawej), XVII wiek
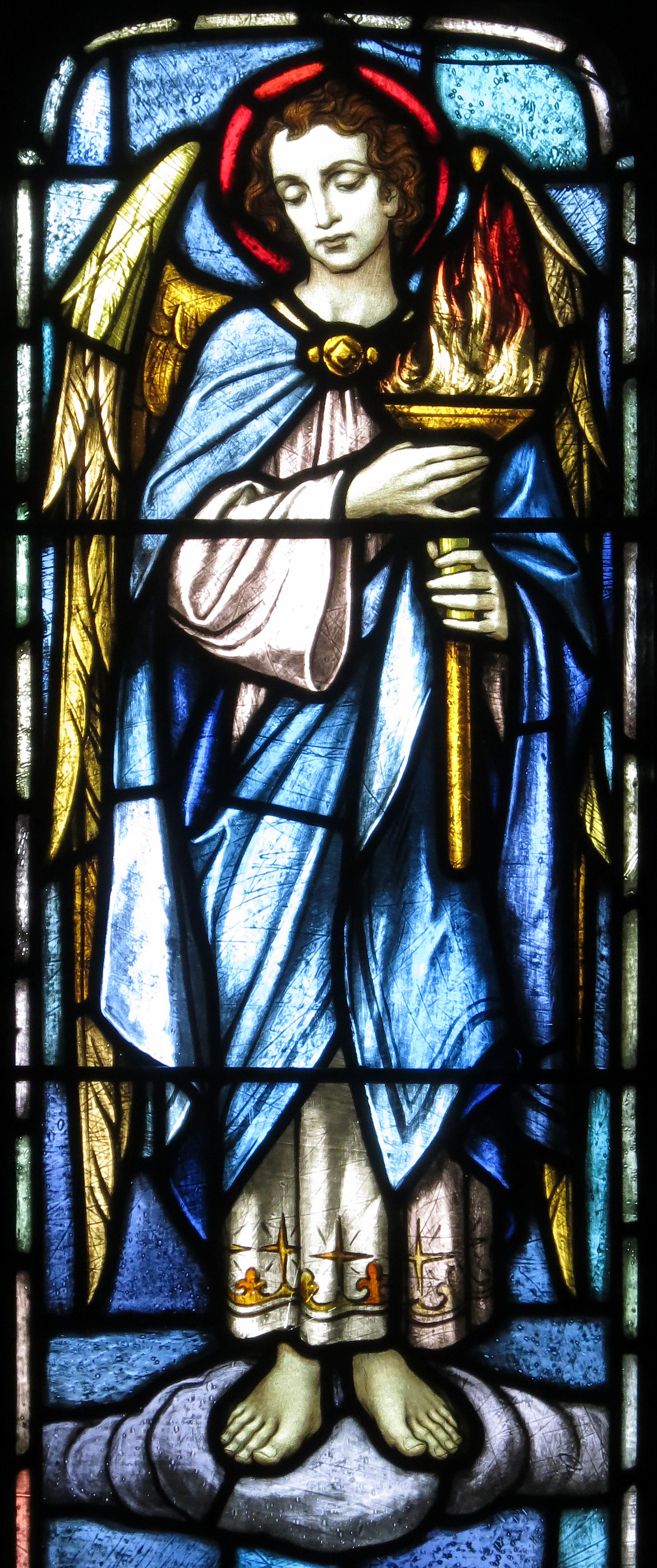
Witraż z Urielem w kościele św. Antoniego Padewskiego w Dayton
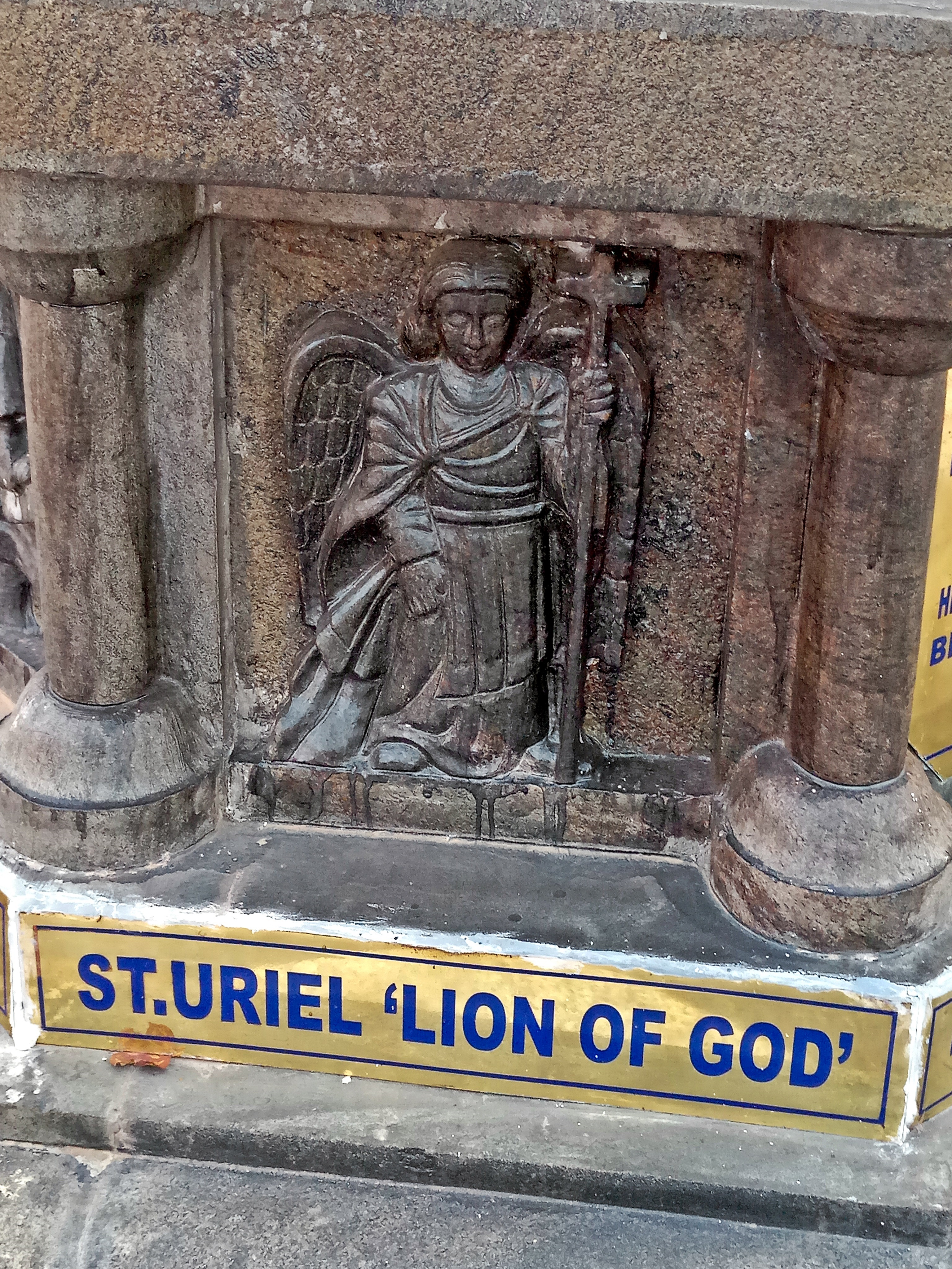
Płaskorzeźba Uriela w kościele św. Michała w Kollam
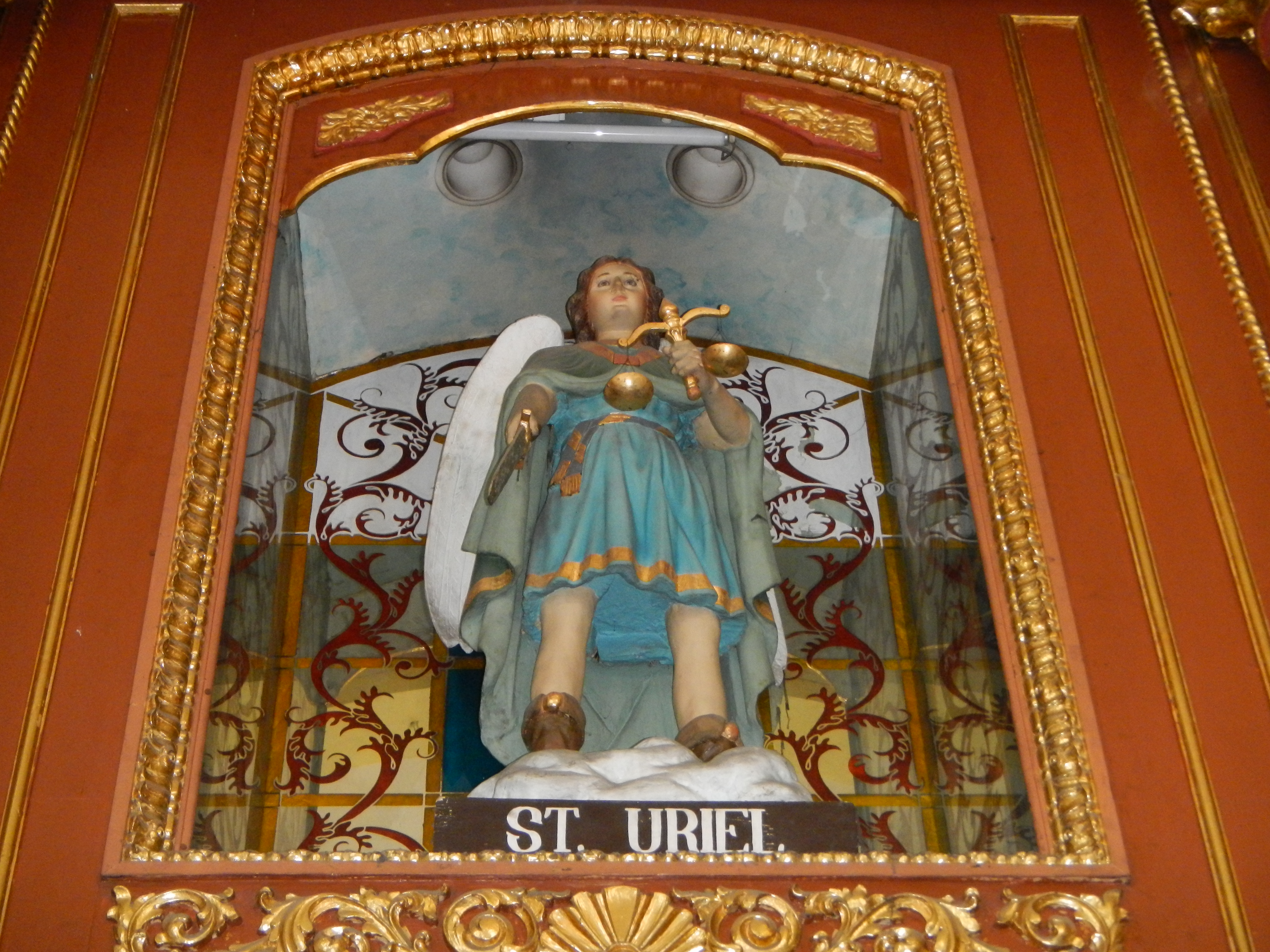
Rzeźba Uriela w ołtarzu w kościele św. Michała w Manili
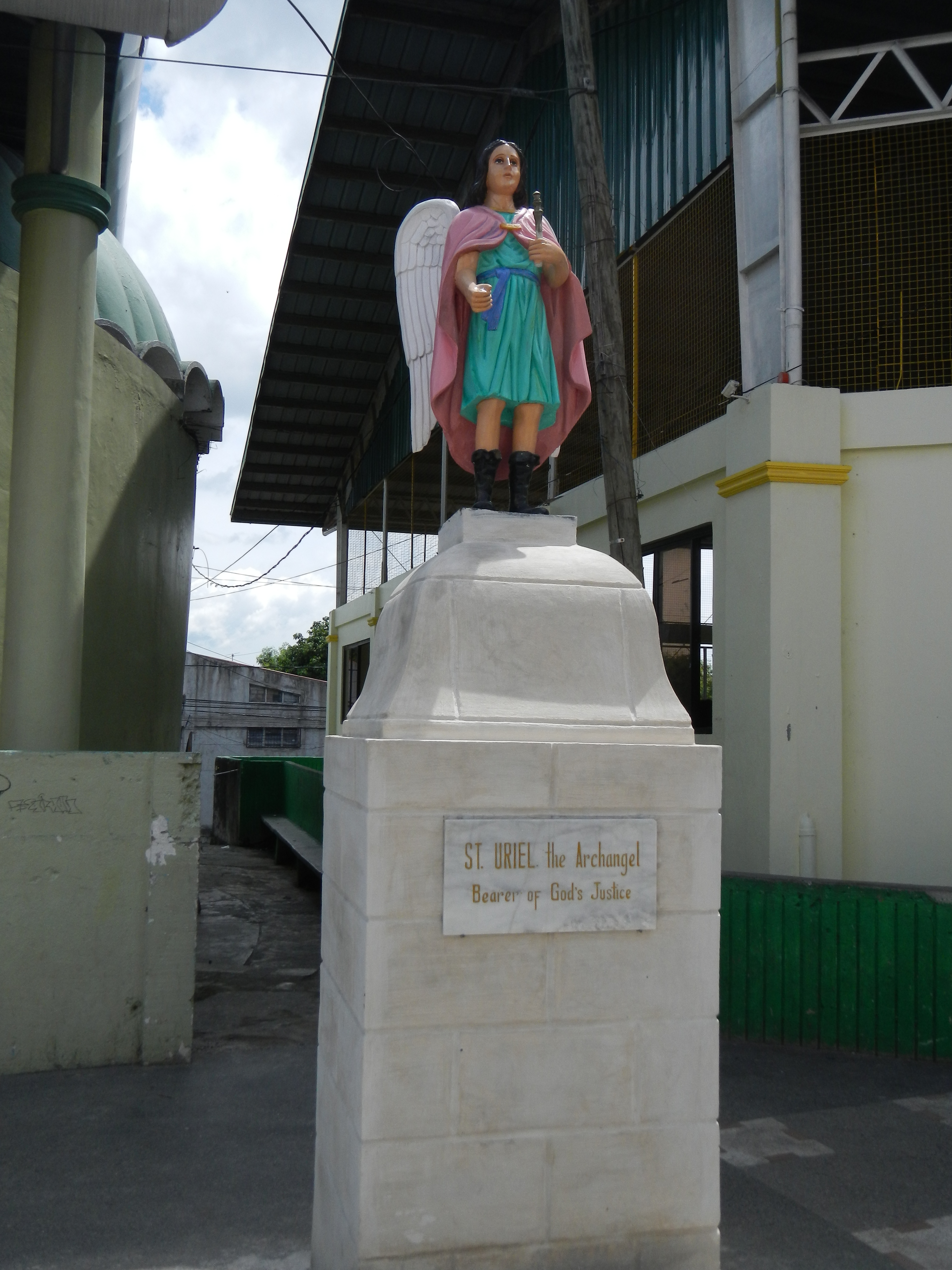
Rzeźba Uriela w Naic w prowincji Cavite na Filipinach
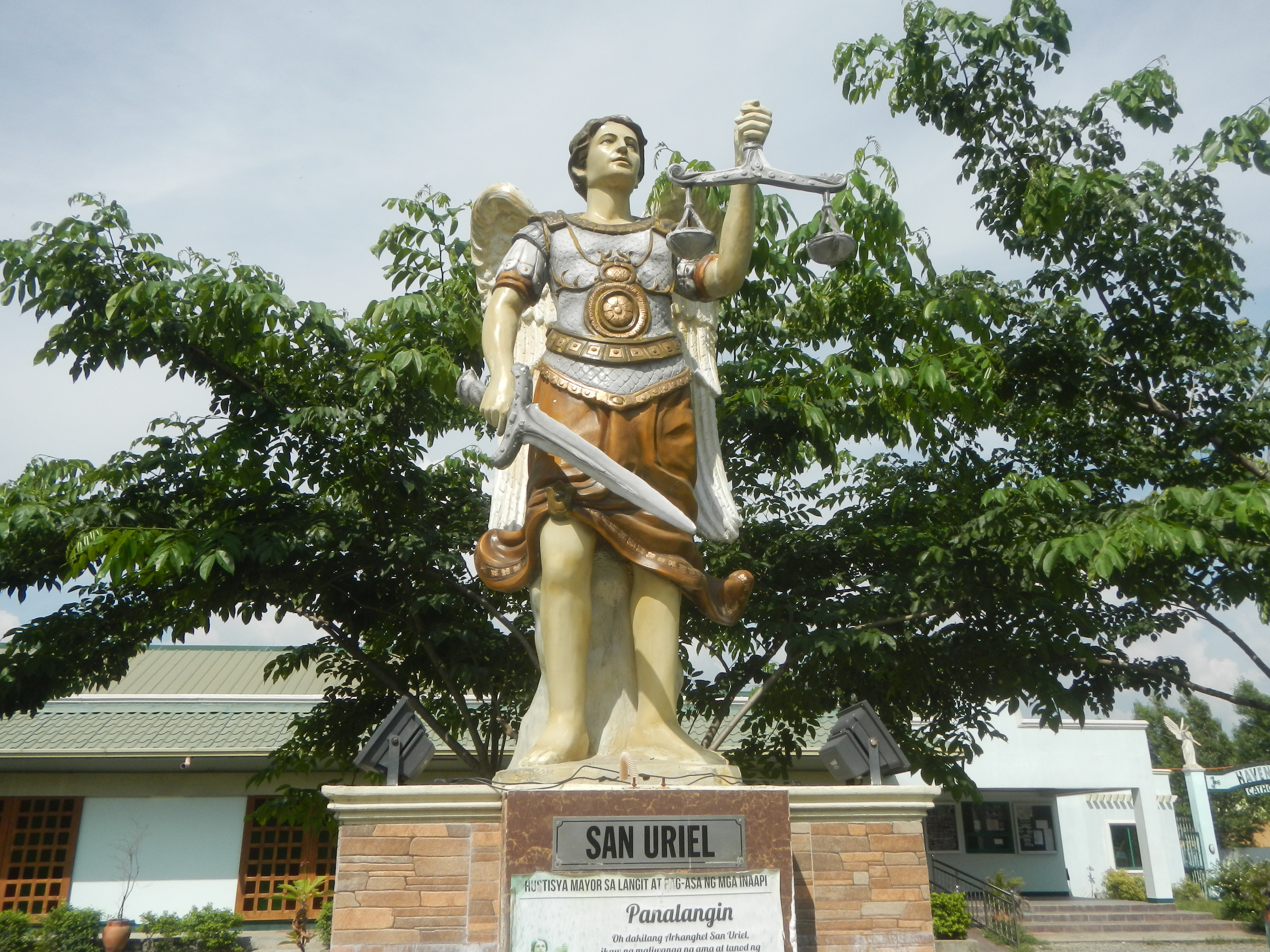
Rzeźba w San Jose del Monte na Filipinach

## Uriel w Kościołach wschodnich

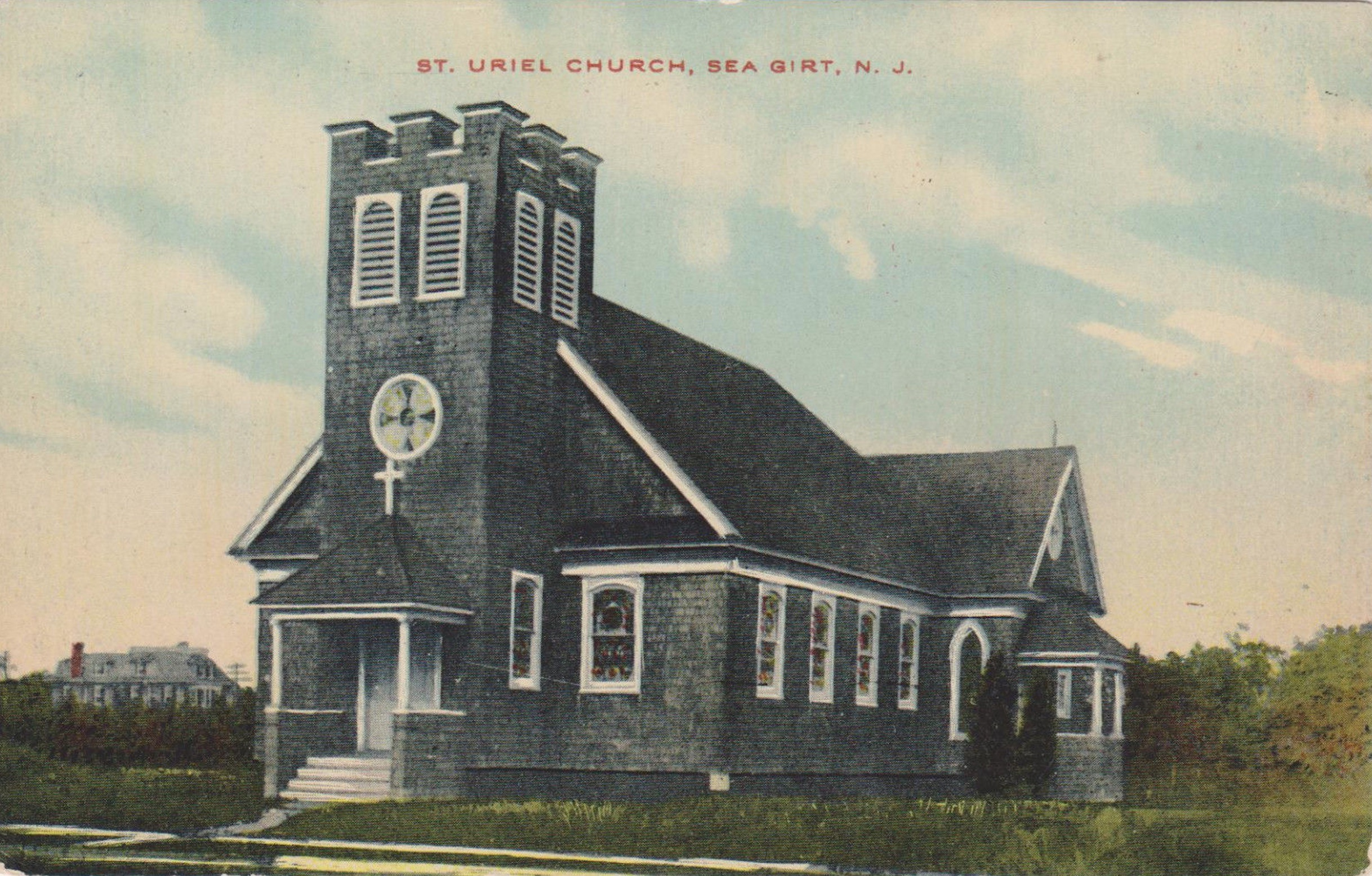
Kościół św. Uriela w Sea Girt na pocztówce z początku XX wieku

Jest wspominany wraz z innymi archaniołami i aniołami podczas święta Soboru Archanioła Michała i innych bezcielesnych mocy 8 listopada (21 listopada według kalendarza gregoriańskiego). Jest uważany za patrona sztuki i nauki.

Jego wizerunek zachował się m.in. w cerkwi św. Mikołaja Cudotwórcy w Michałowie. 

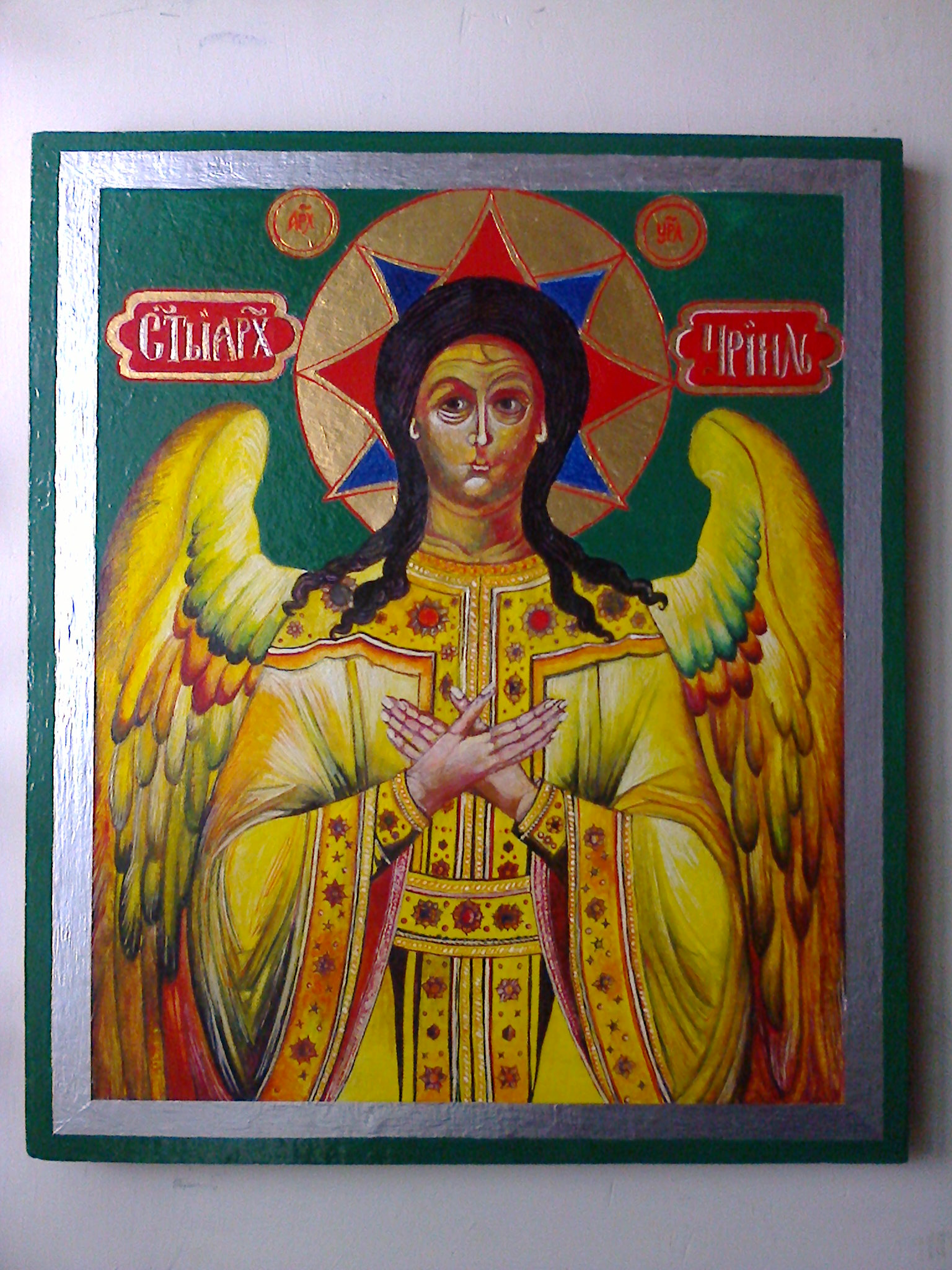
Ikona autorstwa Marka Czekańskiego
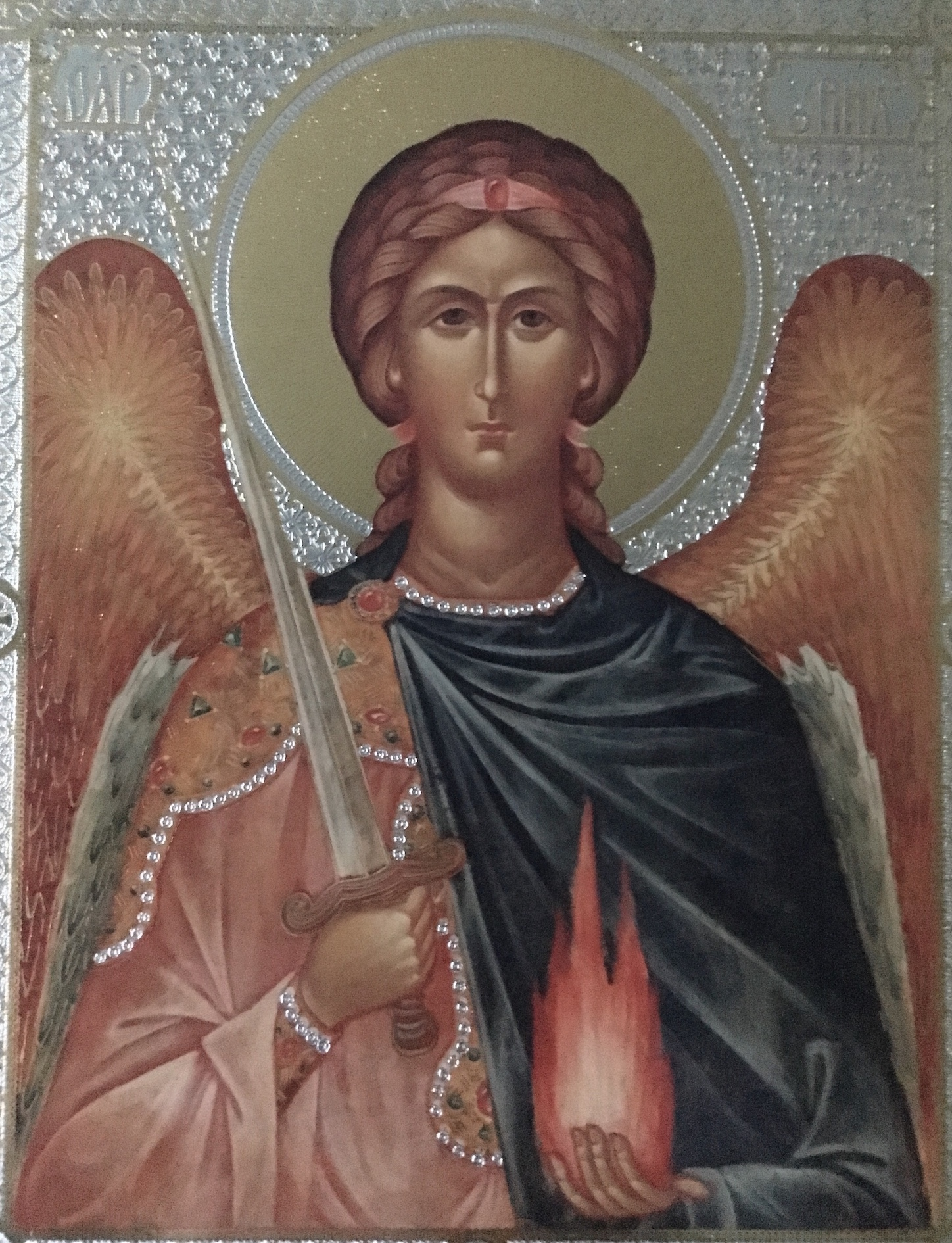
Ikona archanioła Uriela
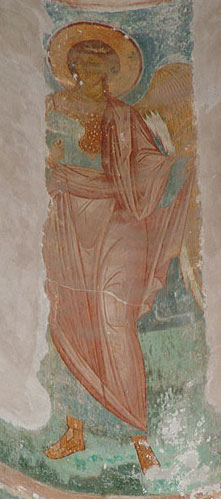
Archanioł Uriel na fresku autorstwa Dionizego, monaster Narodzenia Matki Bożej i św. Pafnucego w Borowsku
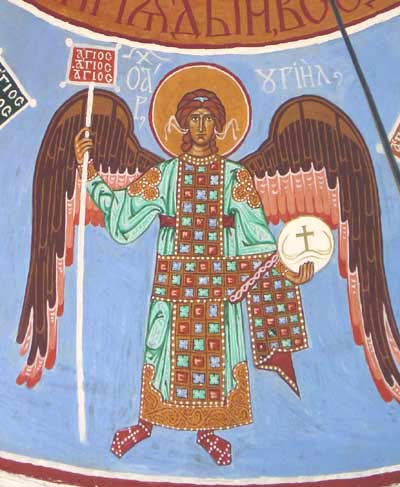
Fresk z Urielem
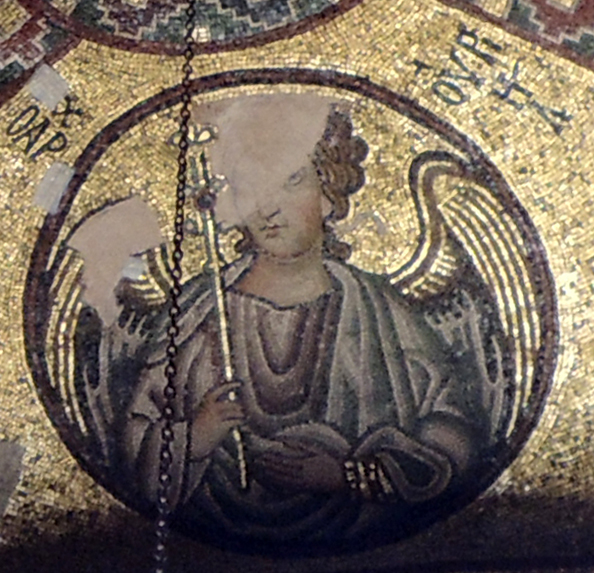
Mozaika w Osios Lukas
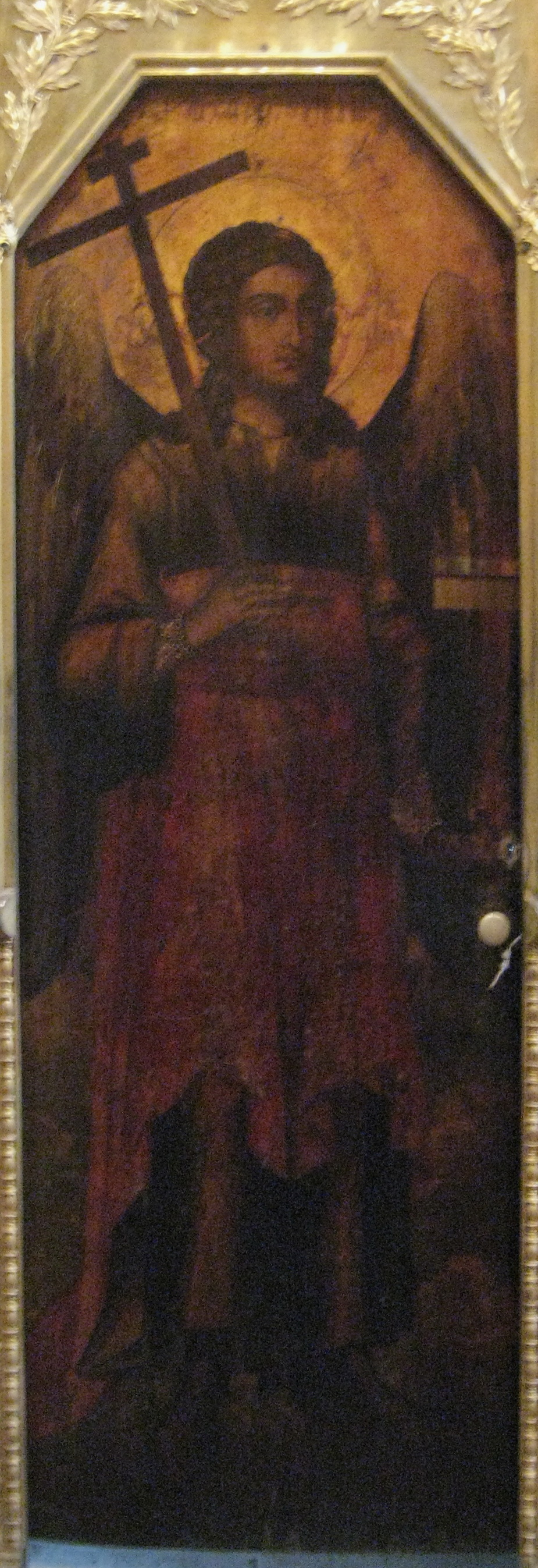
Ikona w Soborze Zwiastowania w Moskwie
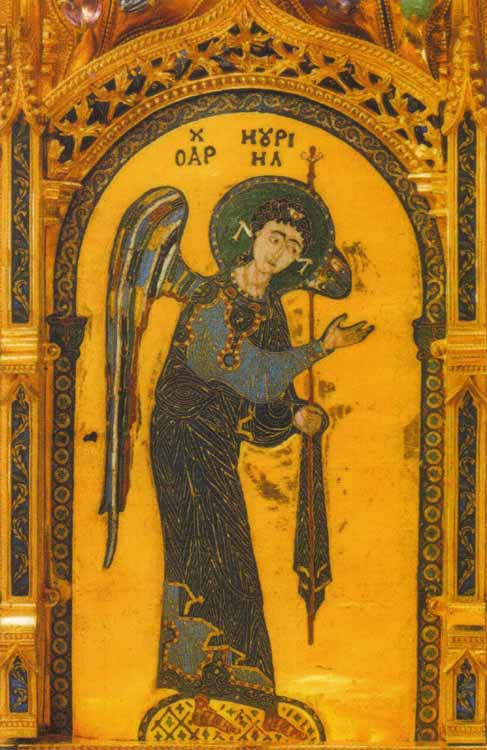
Uriel na bizantyjskiej ikonie w ołtarzu bazyliki św. Marka w Wenecji
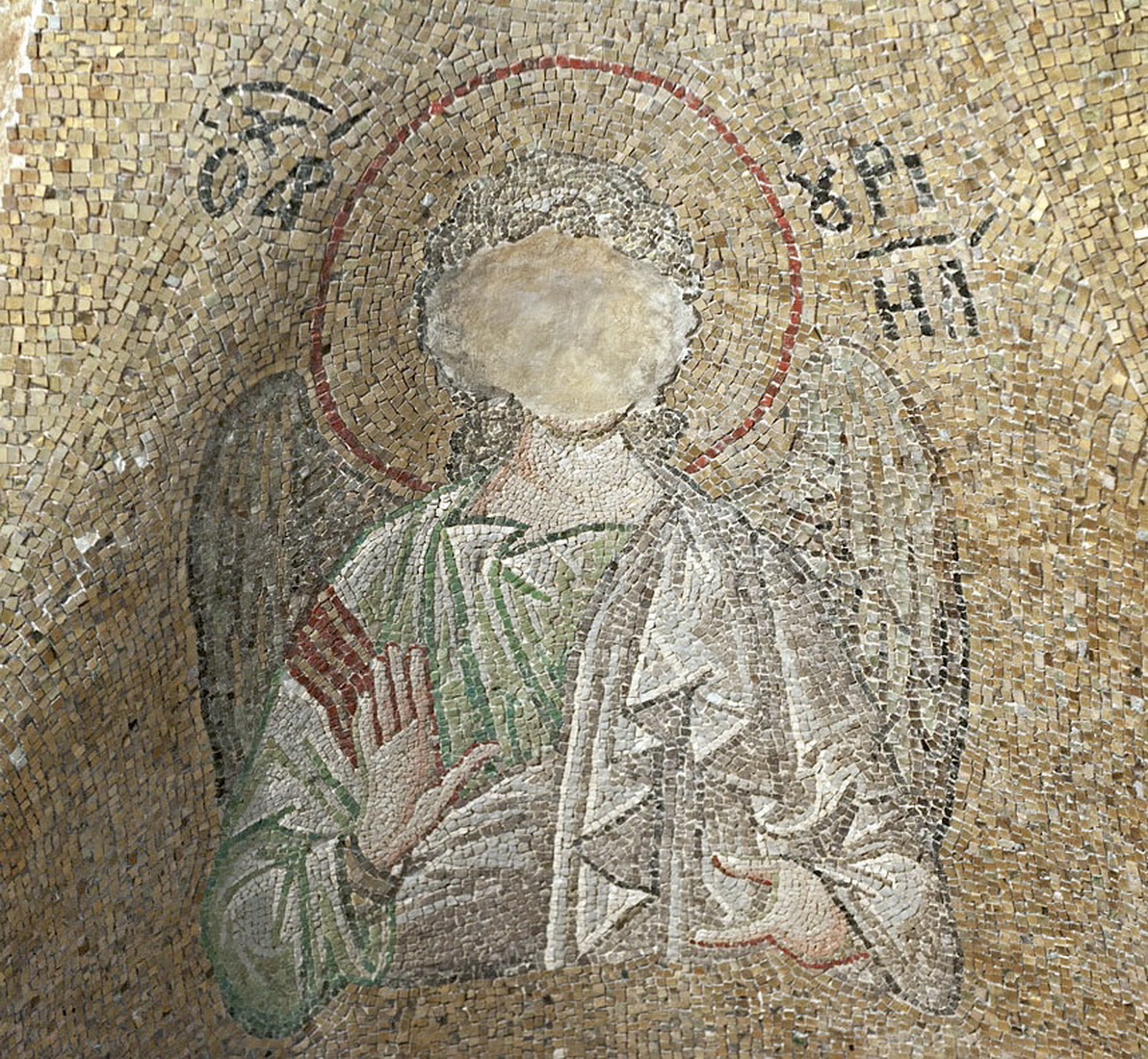
Mozaika z XIV wieku

## W Kościele anglikańskim
Anglikanie czczą archanioła Uriela. Jest uznawany za patrona sakramentu bierzmowania.
W niektórych kościołach episkopalnych Uriel jest uważany za strażnika piękna i światła oraz regenta słońca i konstelacji. W ikonografii występuje z kolumną jońską w prawej ręce. Symbolizuje ona doskonałość estetyczną i piękno stworzone przez człowieka. W lewej ręce ma laskę zwieńczoną słońcem.
W anglikańskich kalendarzach liturgicznych jest czczony w święto Archaniołów.
W Sea Girt w stanie New Jersey w USA znajduje się kościół św. Uriela Archanioła.
Motto Uniwersytetu Oksfordzkiego, Dominus illuminatio mea („Pan jest moim światłem”), to łacińskie tłumaczenie imienia Uriela. Słowa te pochodzą z Księgi Psalmów (Ps 27, 1). 

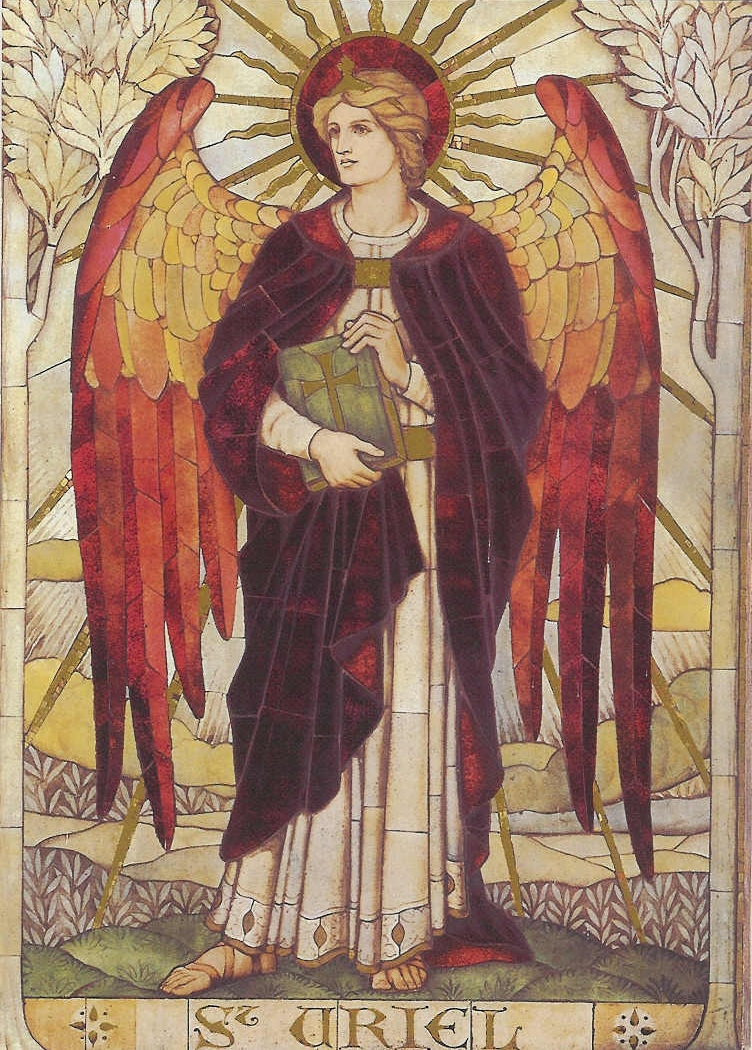
Witraż z Urielem w kościele św. Jana w Warminster, 1888
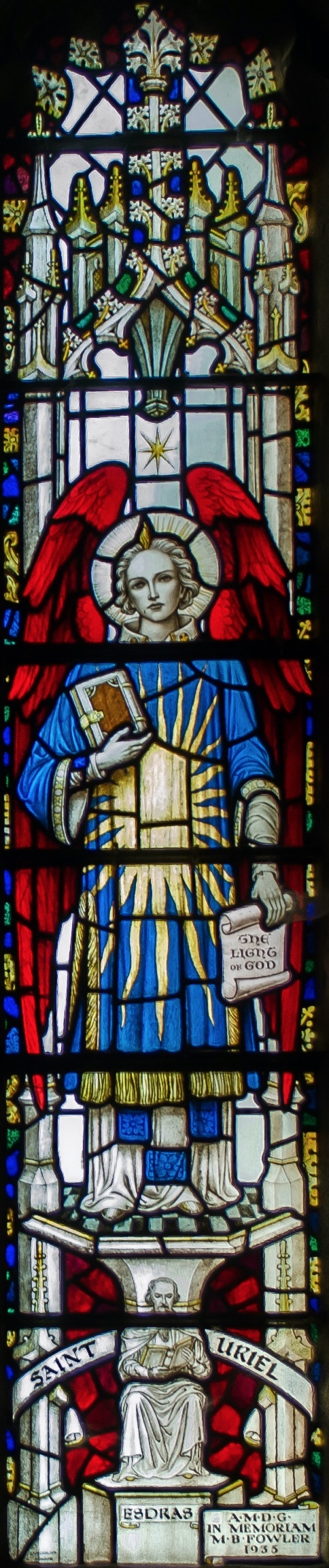
Uriel na witrażu w kościele Wszystkich Świętych w Stamford (Lincolnshire)
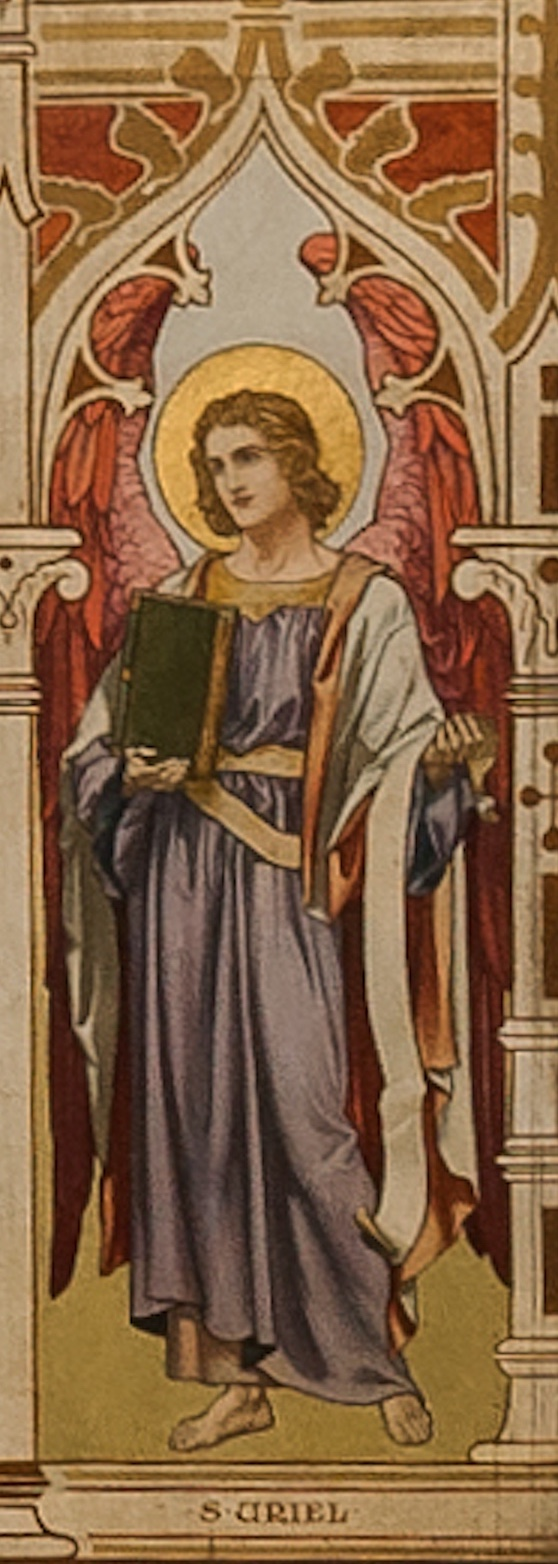
Uriel na witrażu w kościele św. Jerzego w Belfaście, lata 60. XIX wieku
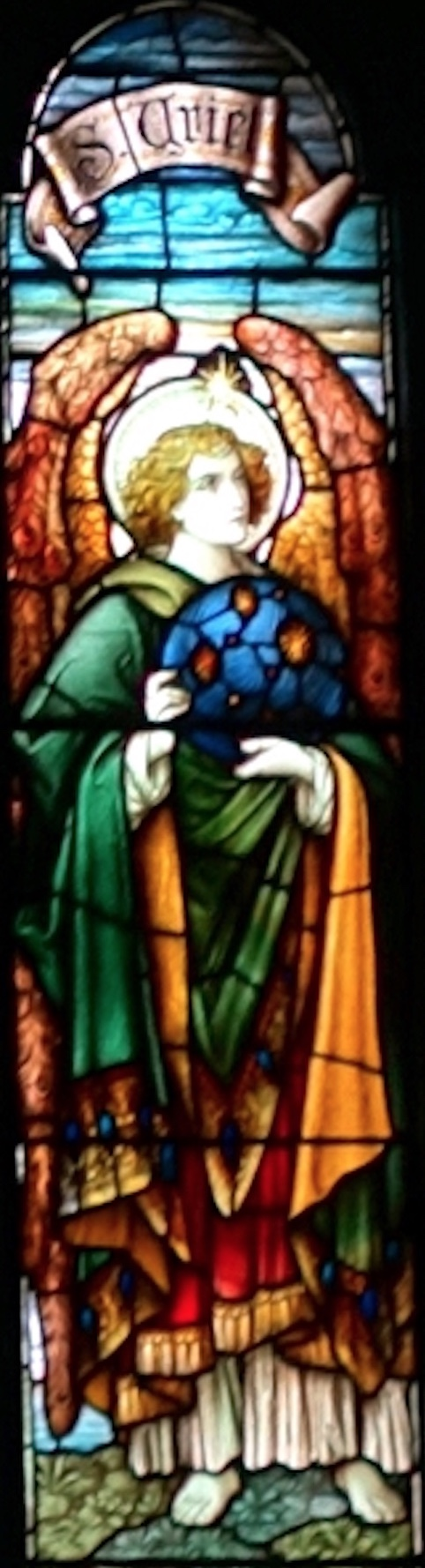
Uriel na witrażu w kościele pw. NMP w Lynton
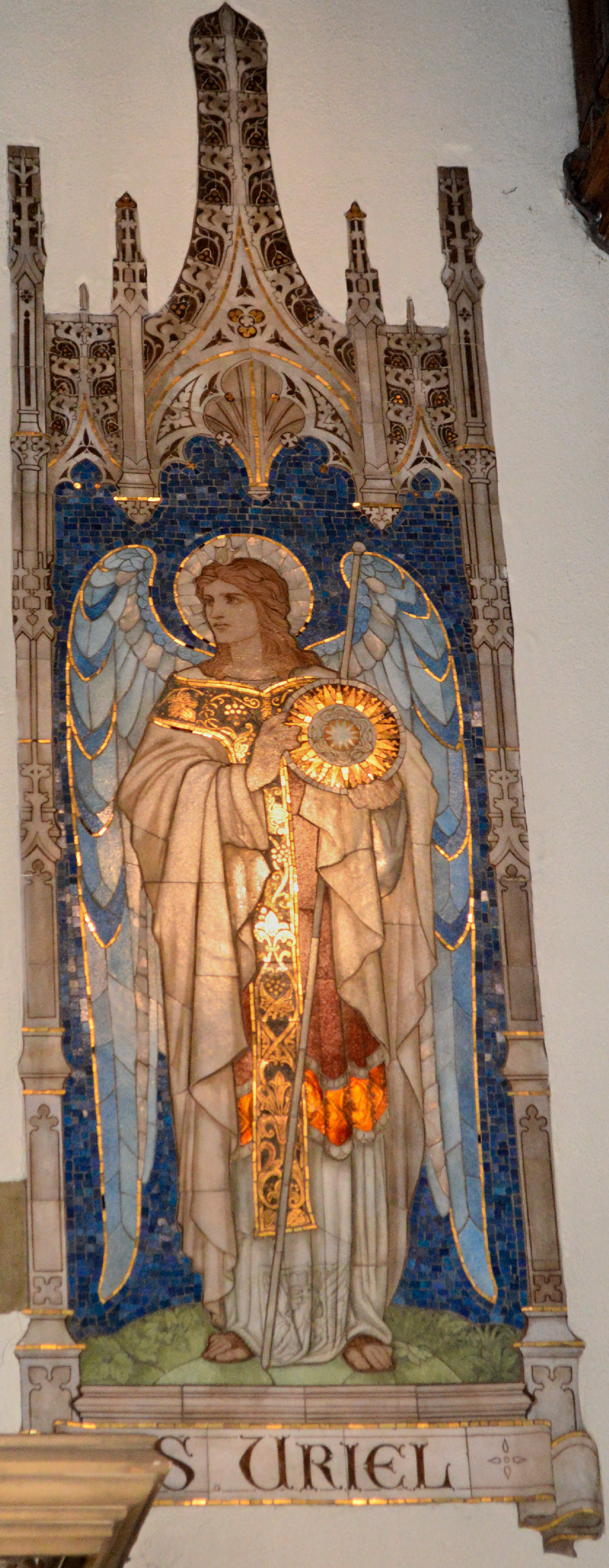
Mozaika Uriela w kościele św. Wawrzyńca w Effingham
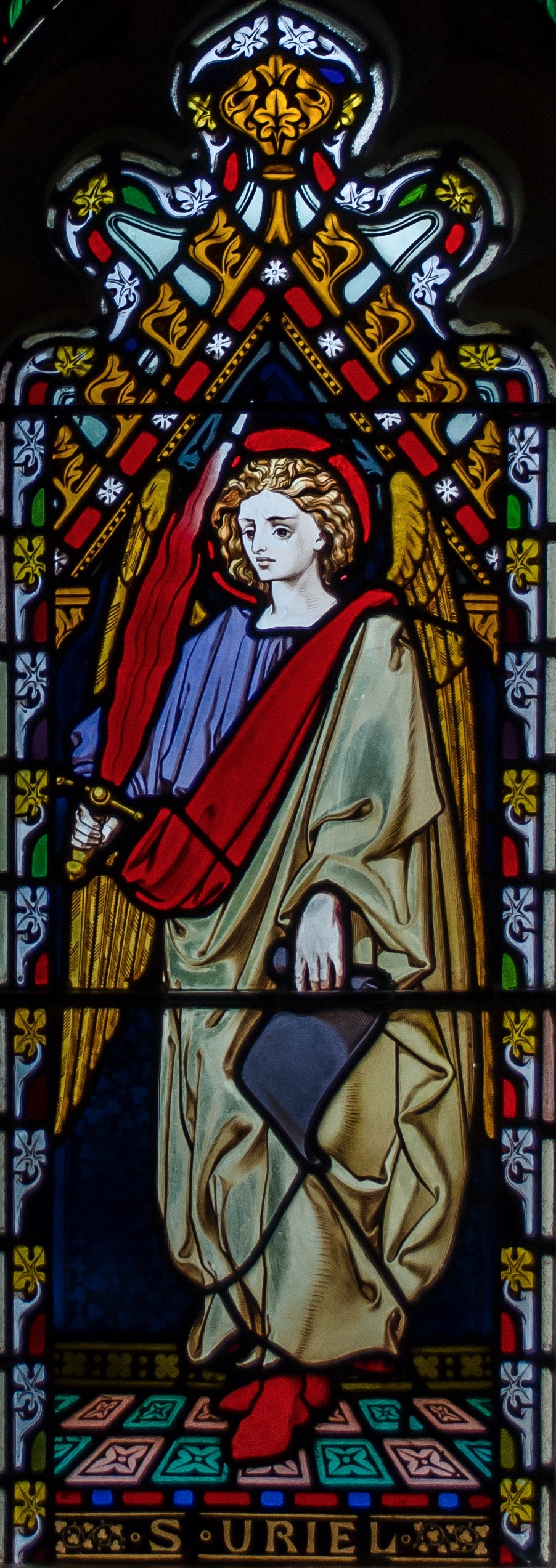
Witraż Uriela w kościele św. Jakuba w Ewhurst Green
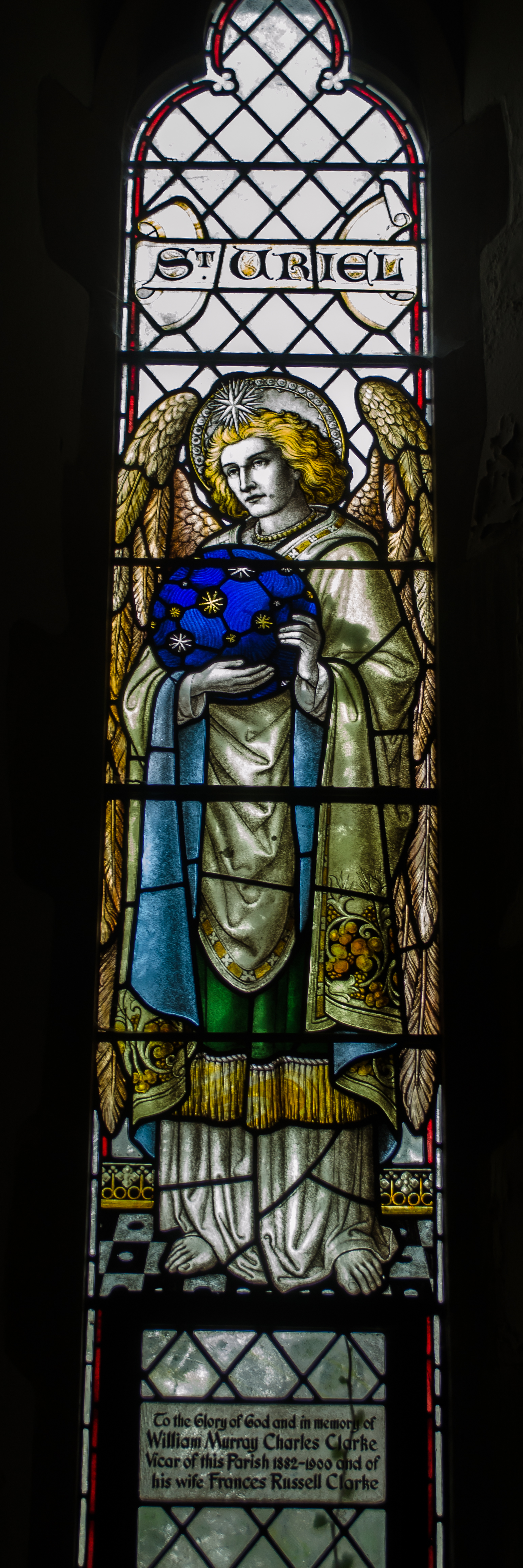
Witraż Uriela w kościele św. Michała w Tenterden
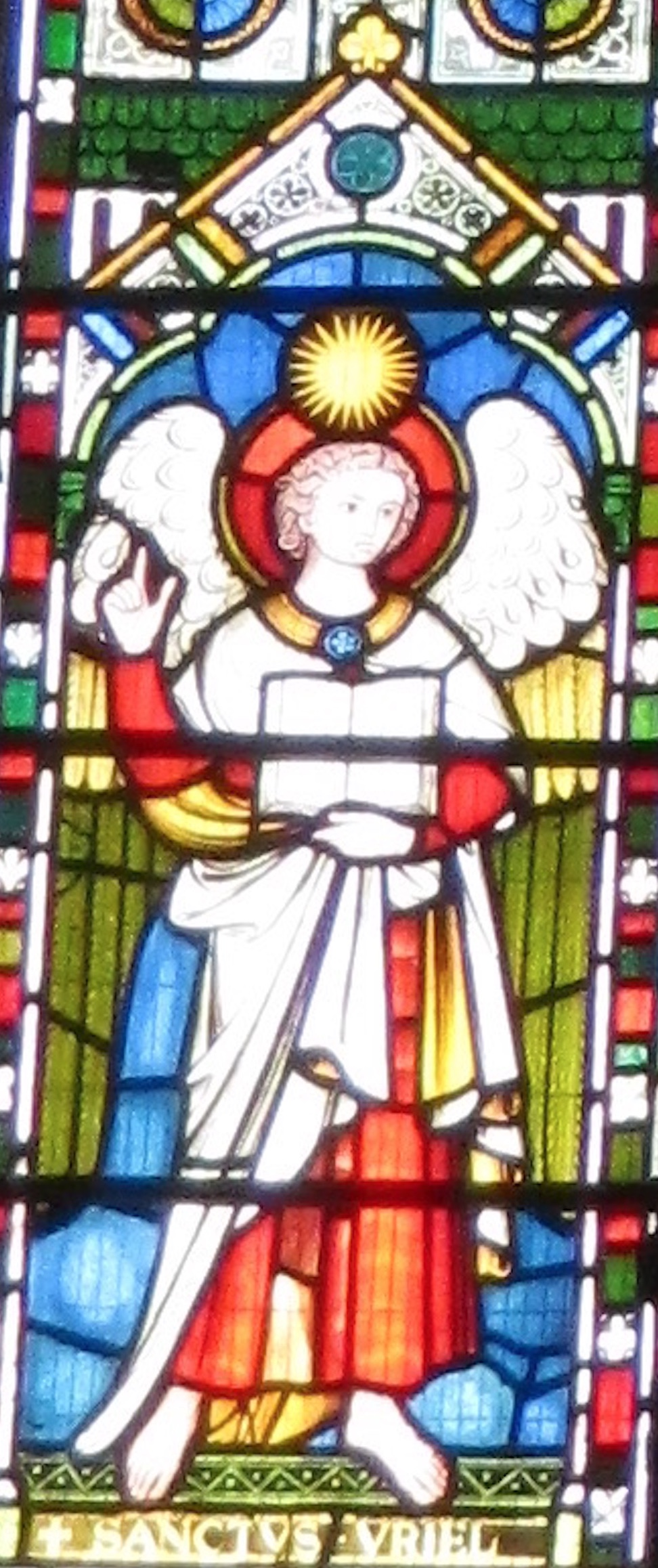
Witraż z Urielem w kościele św. Michała i Wszystkich Aniołów w Brighton, 1862
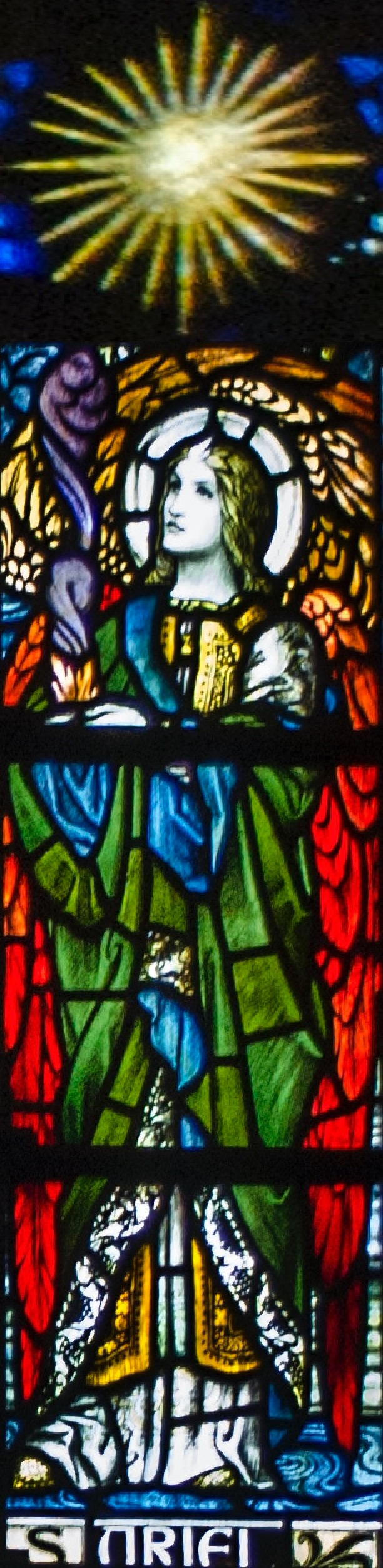
Uriel na witrażu z 1906 w katedrze w Worcesterze
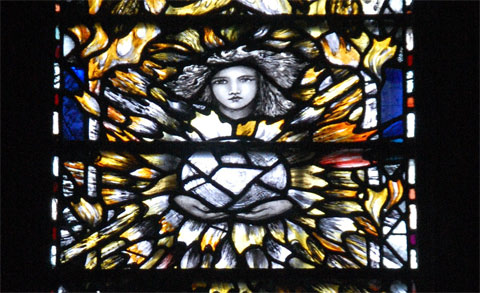
Uriel na witrażu w katedrze kanterberyjskiej
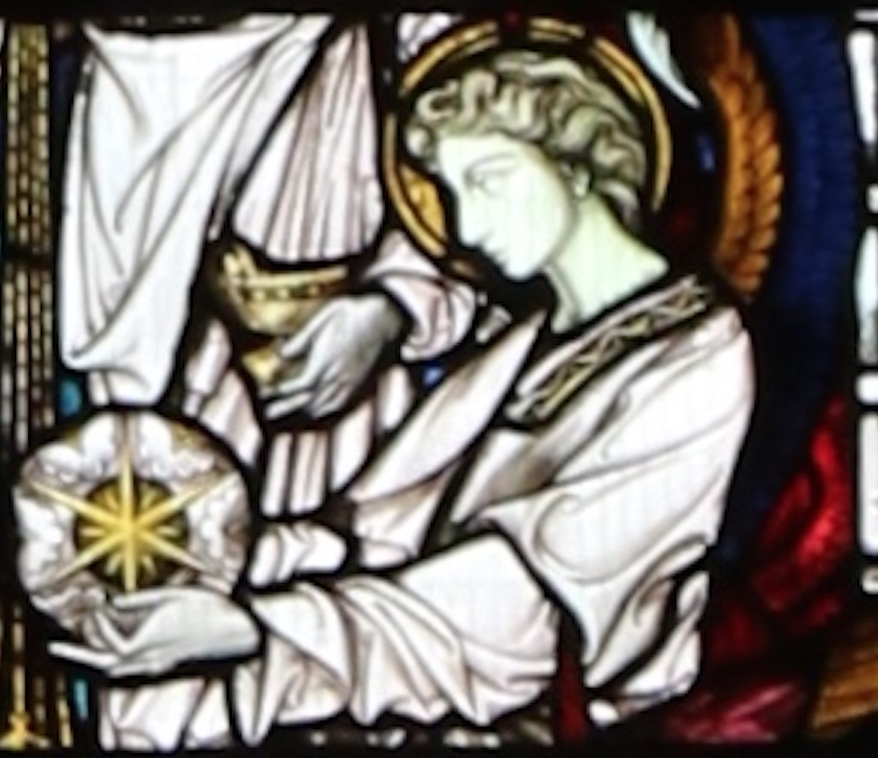
Witraż z Urielem w kościele św. Marcina w Bull Ring w Birmingham
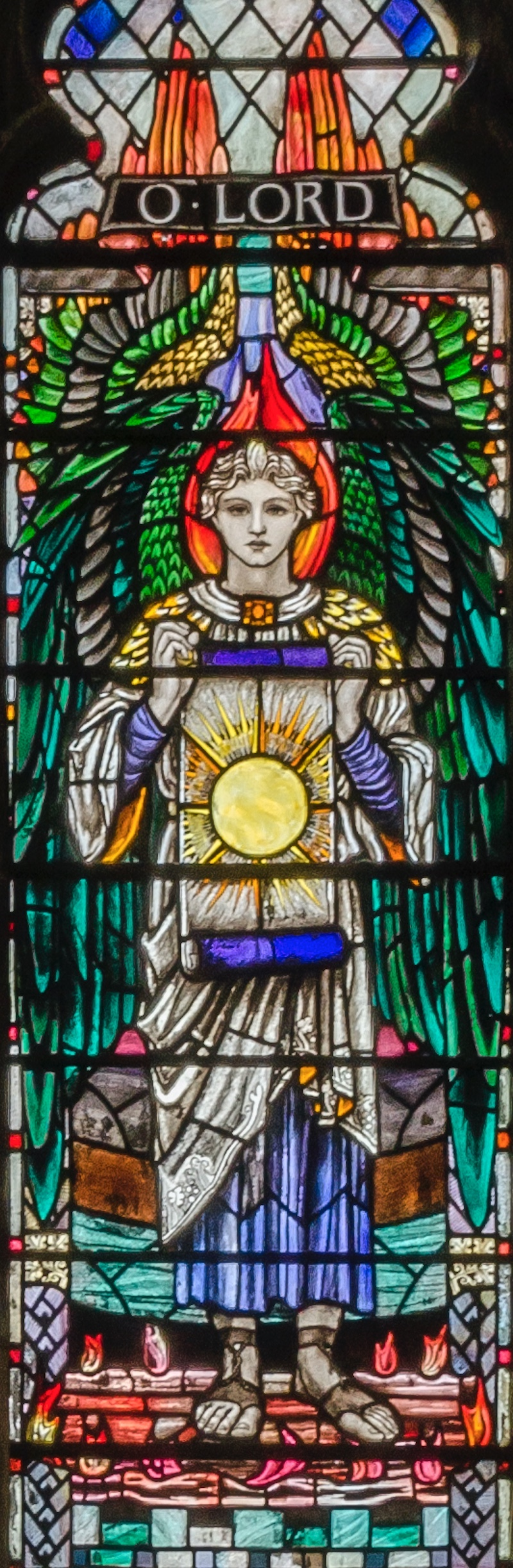
Witraż z Urielem w kościele Hull Minster w Kingston upon Hull
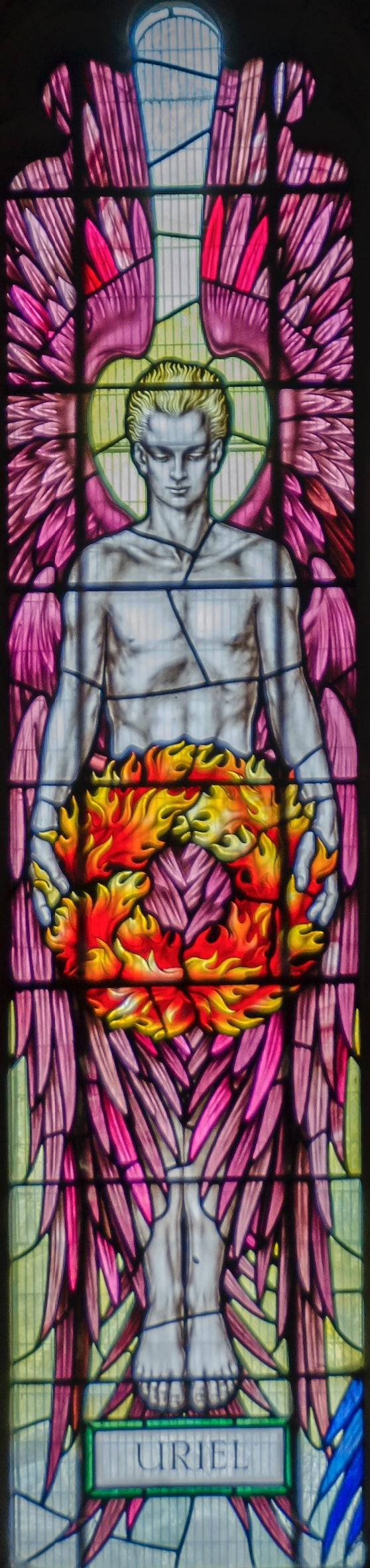
Uriel na witrażu w kościele św. Jakuba w Grimsby
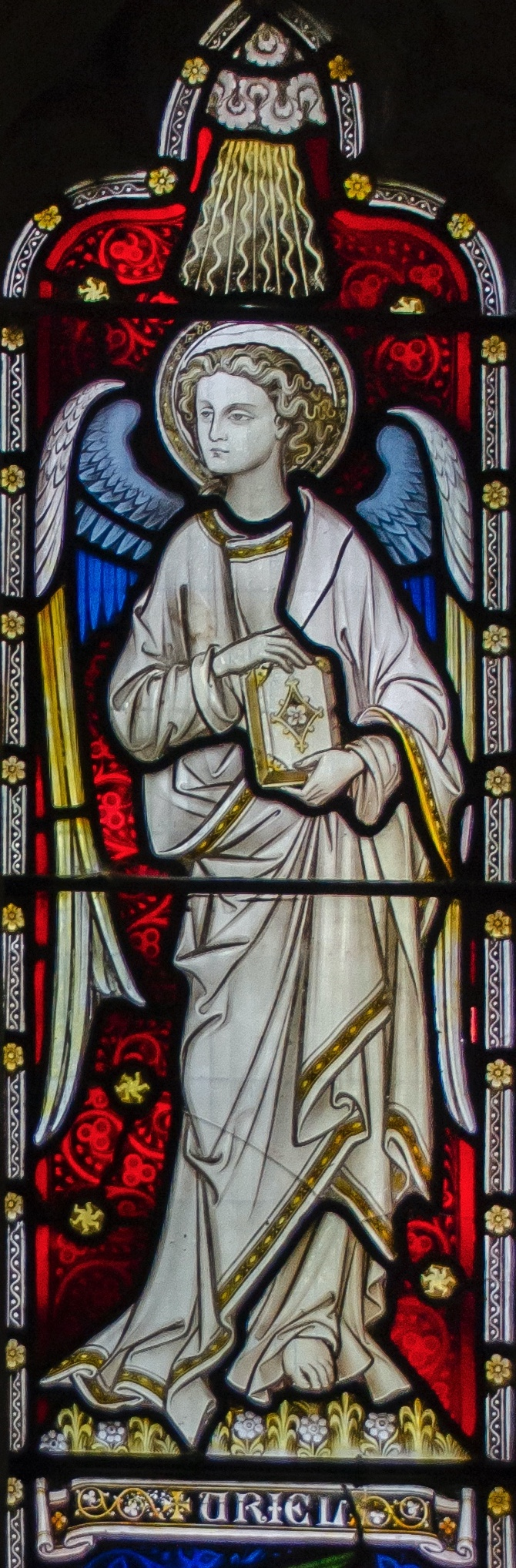
Uriel na witrażu w kościele św. Michała Archanioła w Halam
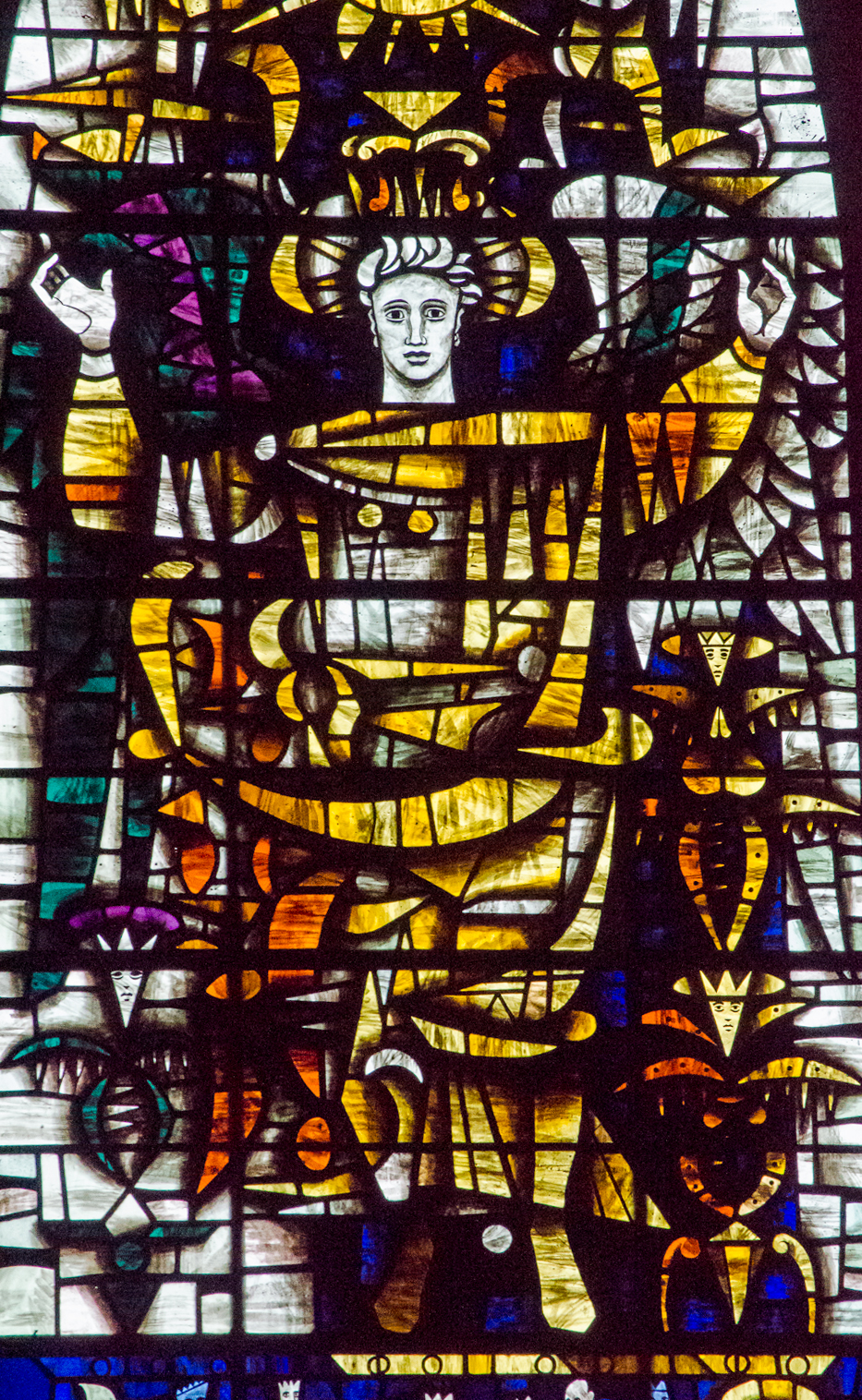
Witraż w katedrze w Lincoln
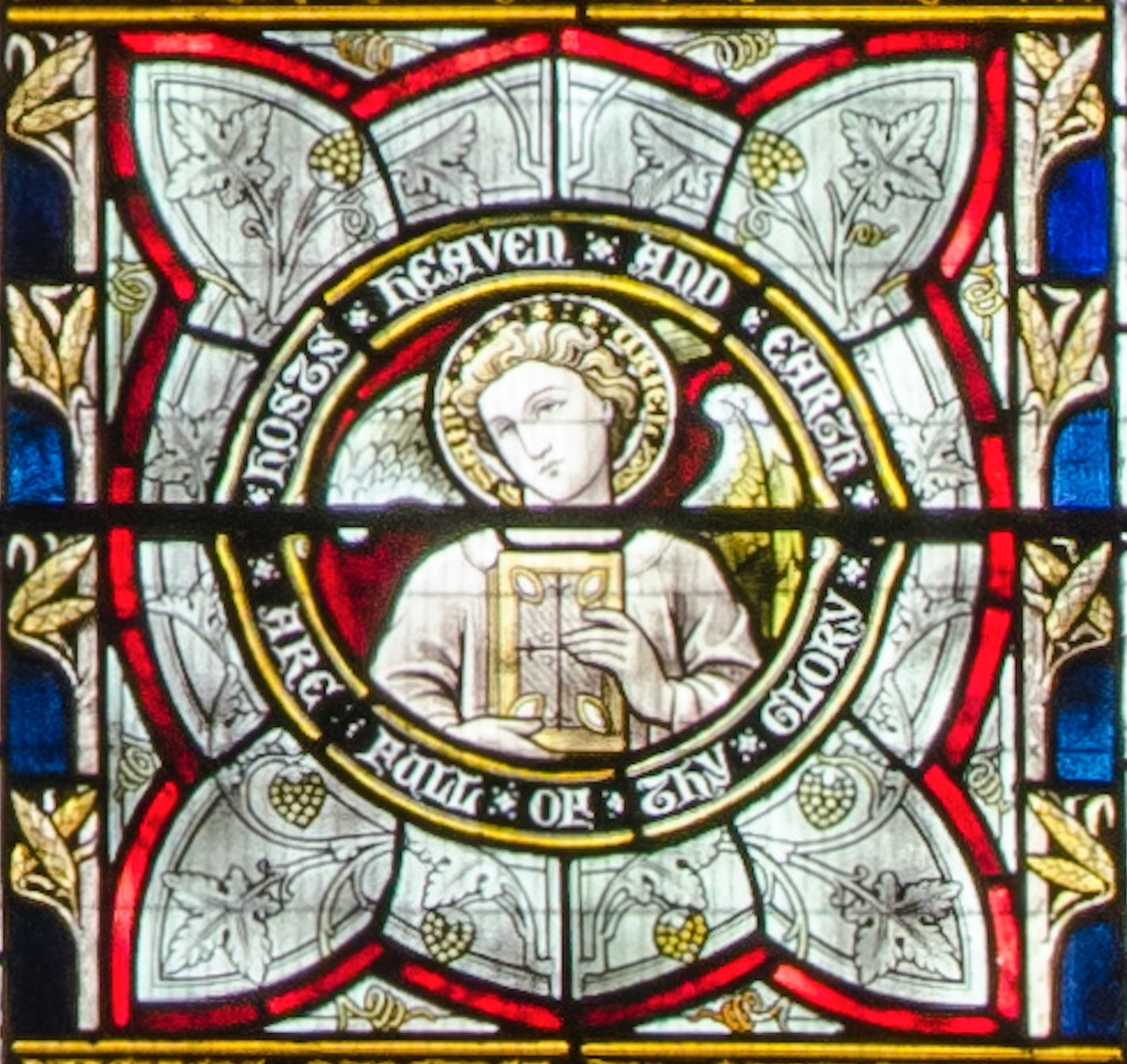
Uriel na witrażu z 1892 w Beverley Minster w Beverley
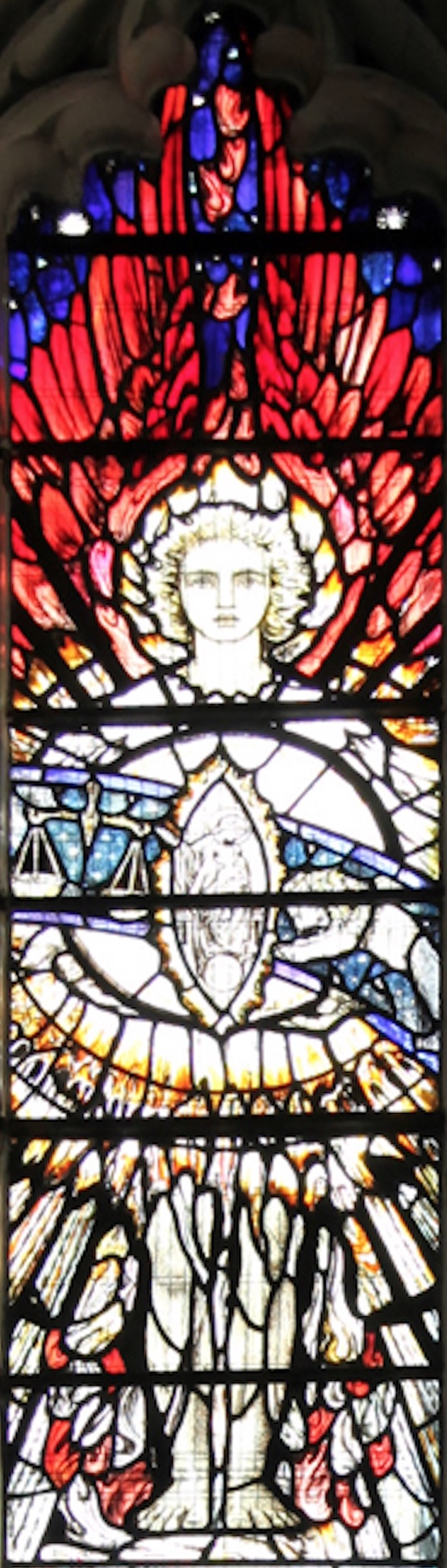
Uriel na witrażu w kościele św. Andrzeja w Chippenham
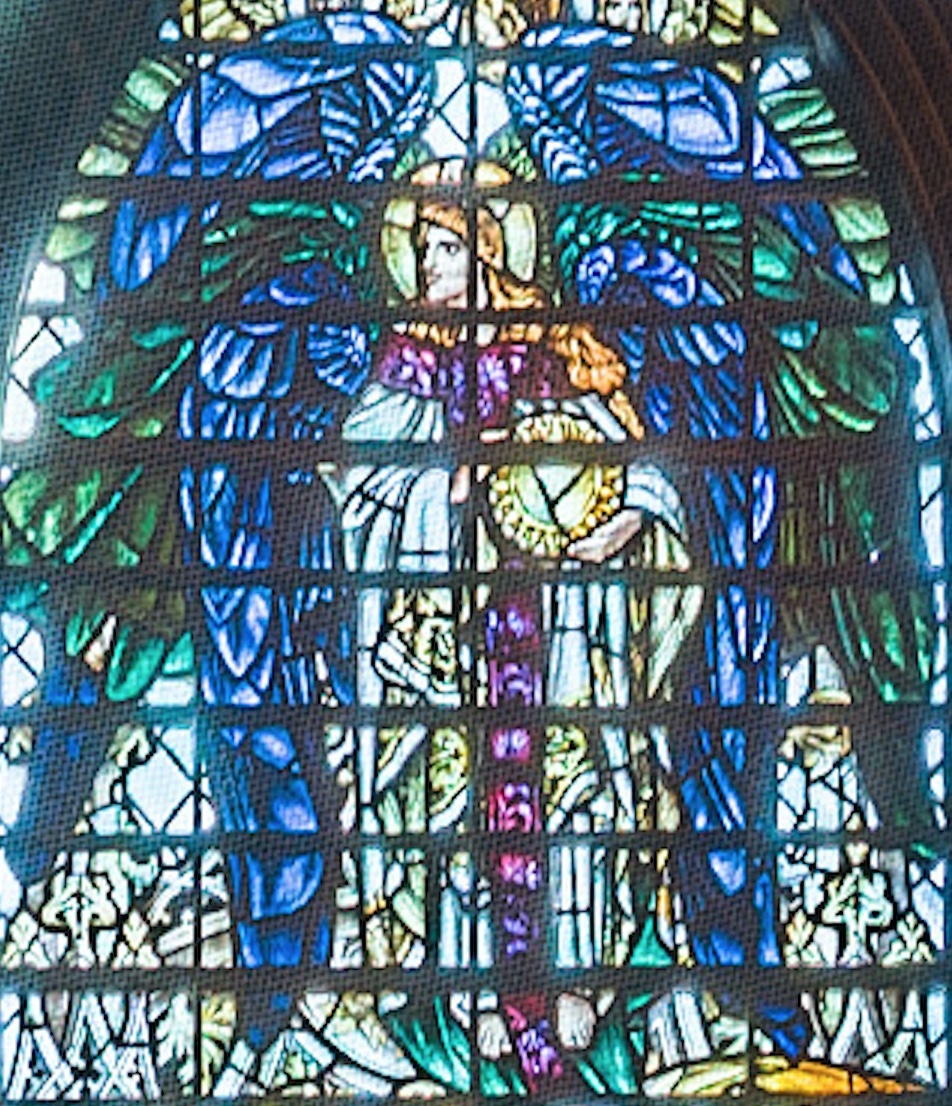
Uriel na witrażu w katedrze w Liverpoolu
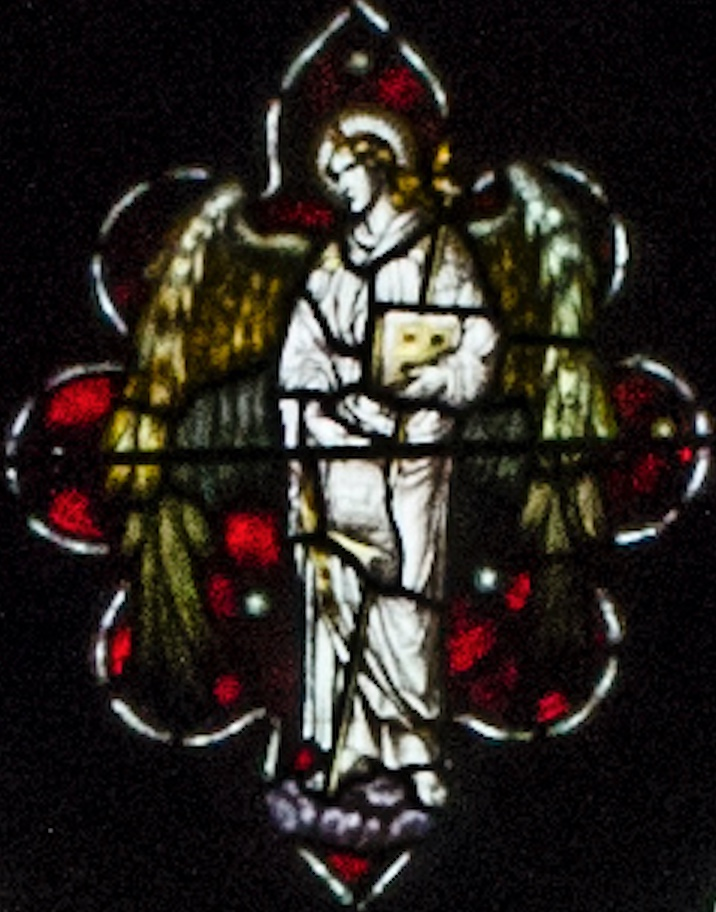
Witraż w kościele w Newent
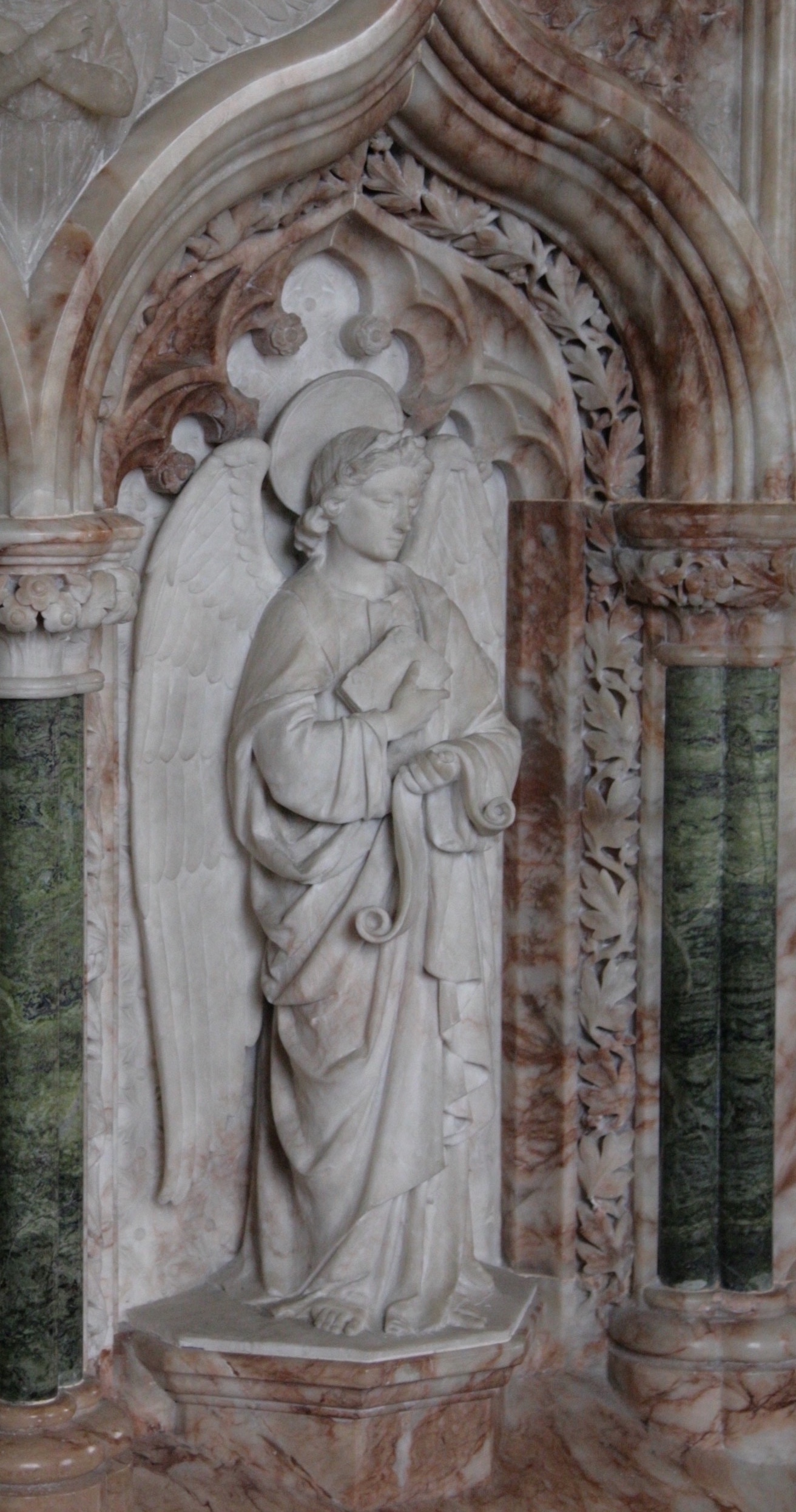
Płaskorzeźba Uriela (około 1891) na alabastrowym lektorium w kościele św. Michała i Wszystkich Aniołów w Hughenden Valley
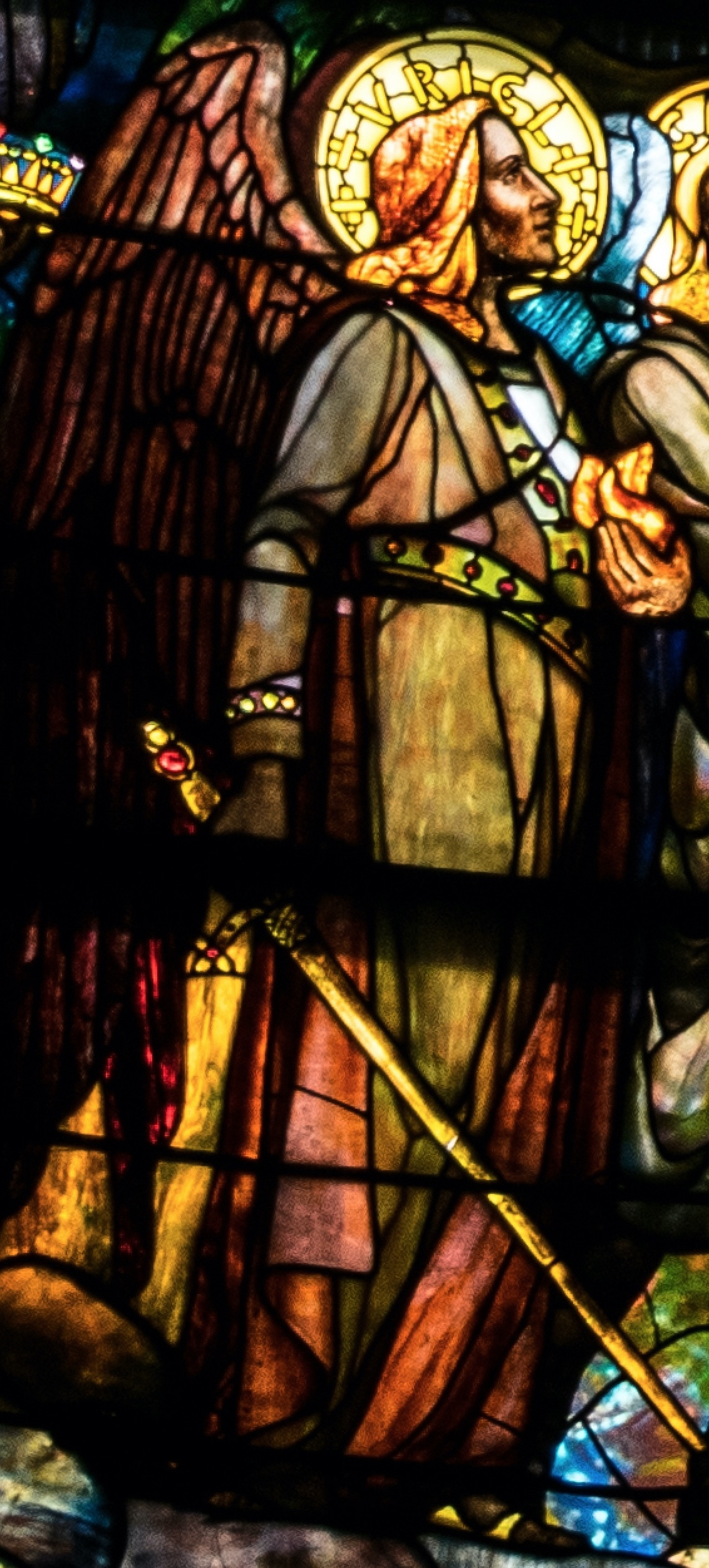
Uriel na witrażu z kościoła episkopalnego św. Michała na Manhattanie w Nowym Jorku
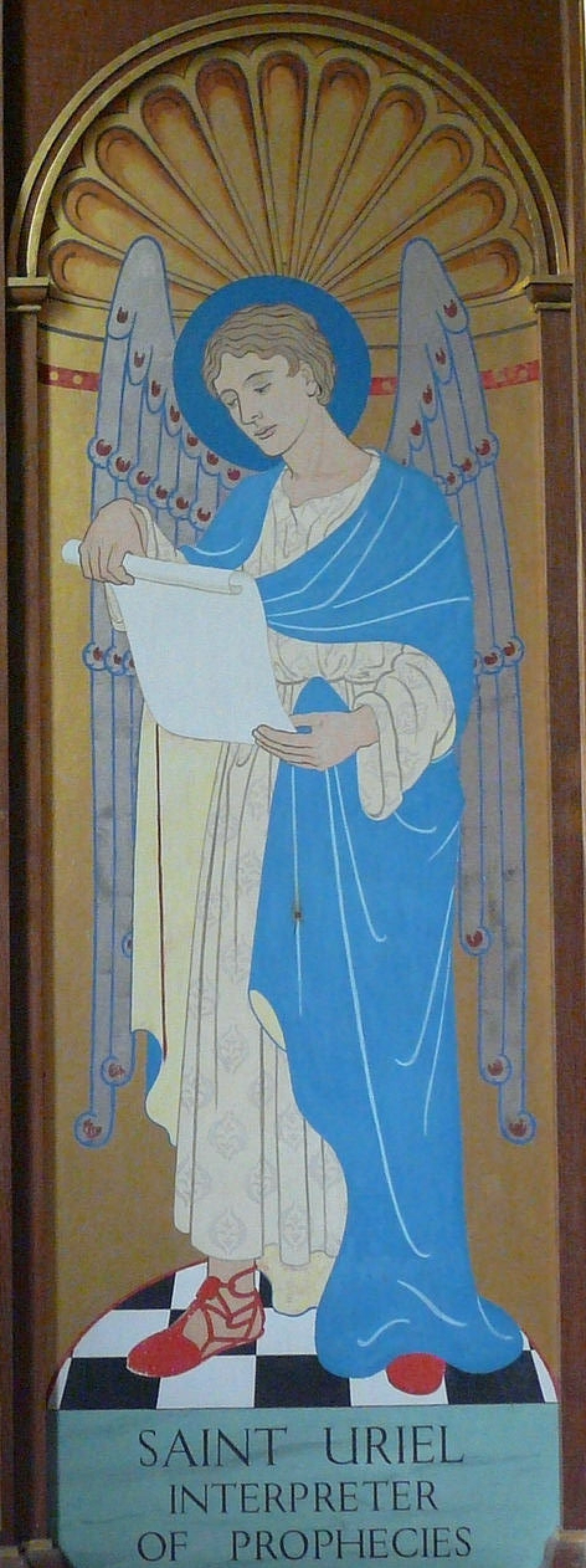
Saint Uriel, Interpreter of Prophecies, jeden z paneli na kościele św. Michała i Wszystkich Aniołów, Howick
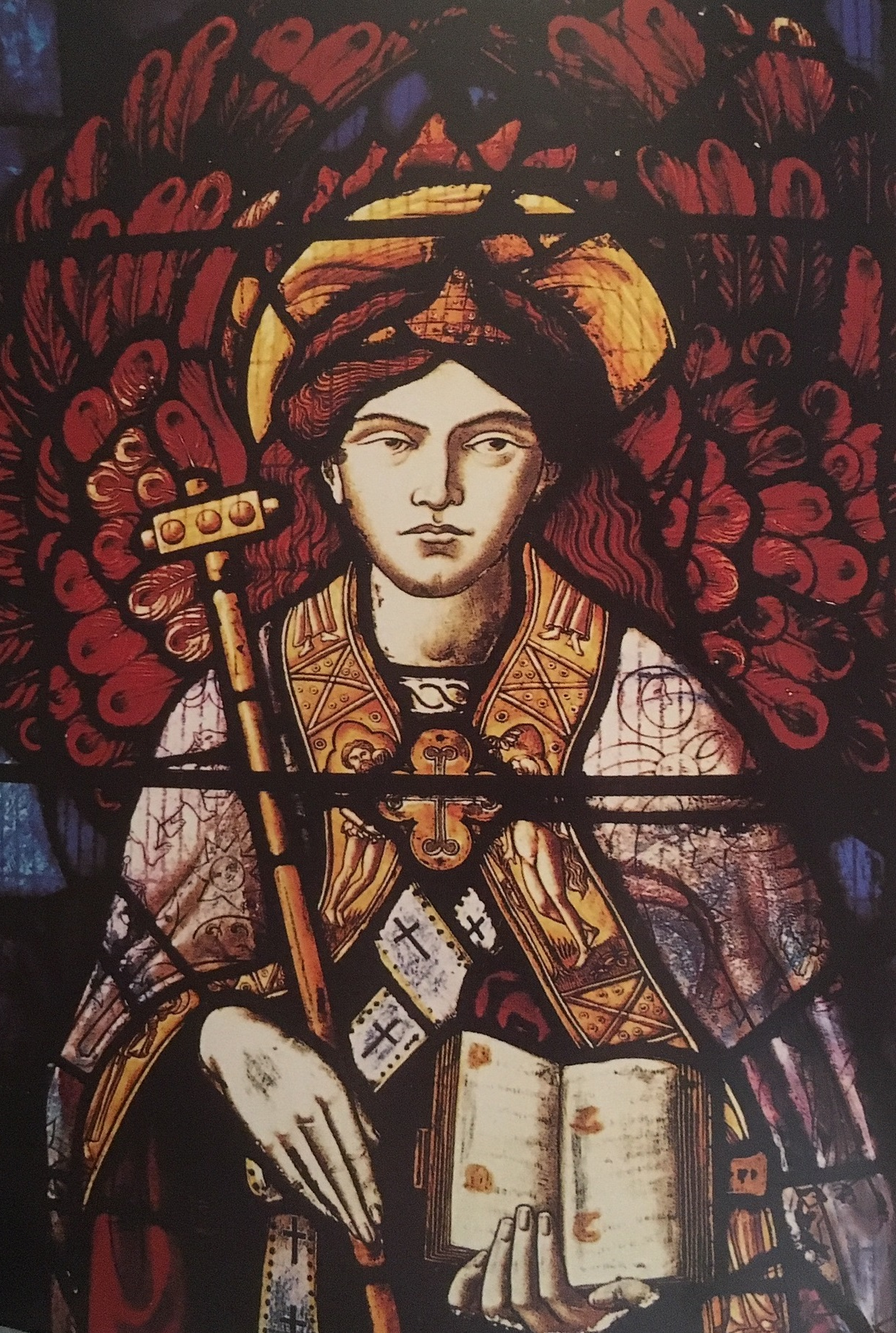
XIX-wieczny witraż przedstawiający Uriela autorstwa Forda Madoxa Browna, kościół Świętej Trójcy, Tansley
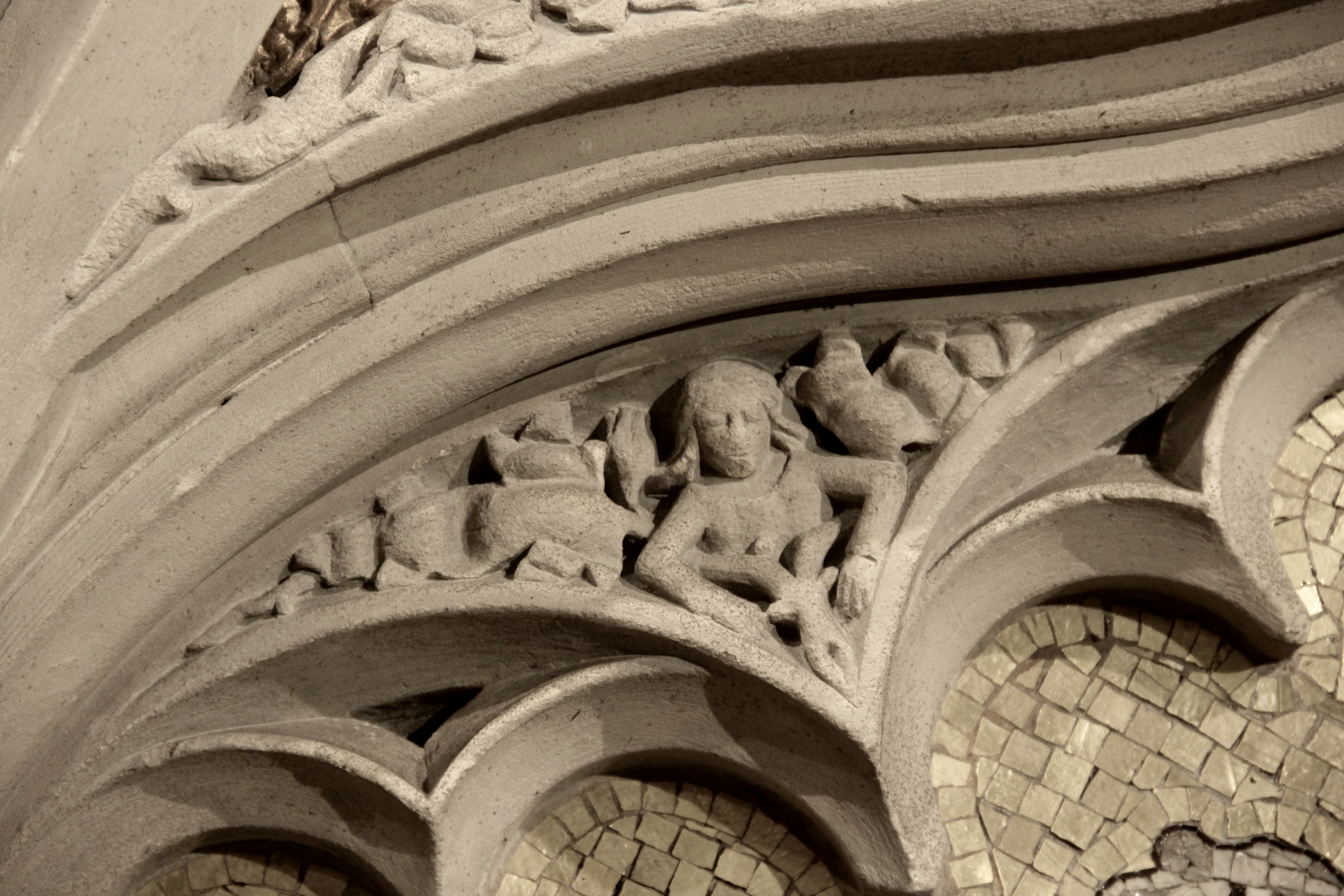
Fragment neoromańskiego portalu w Mill Hill Chapel w Leeds: Uriel w Edenie
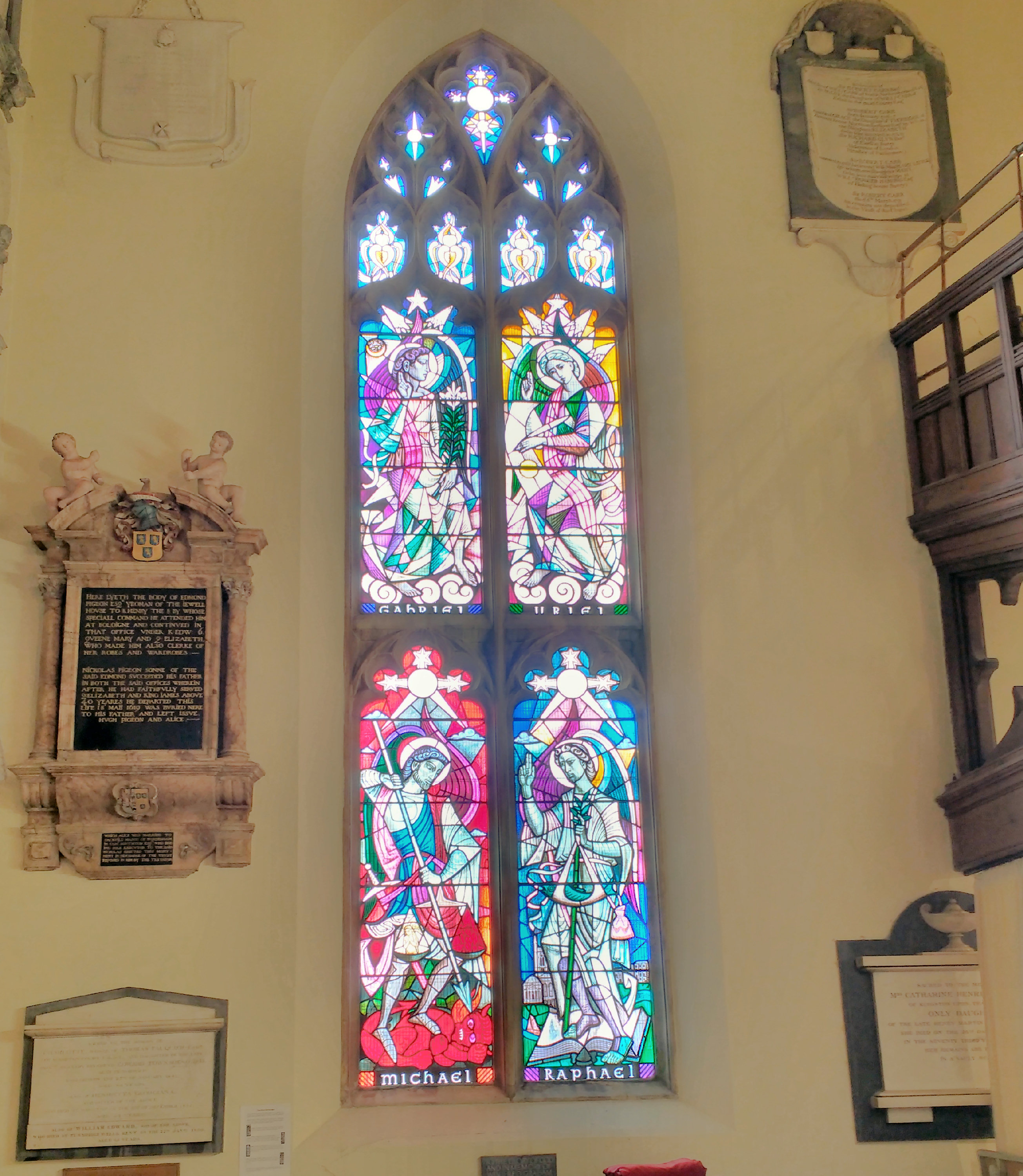
Witraże czterech Archaniołów w kościele w Hampton, Uriel w górnym prawym rogu

## W Kościołach protestanckich

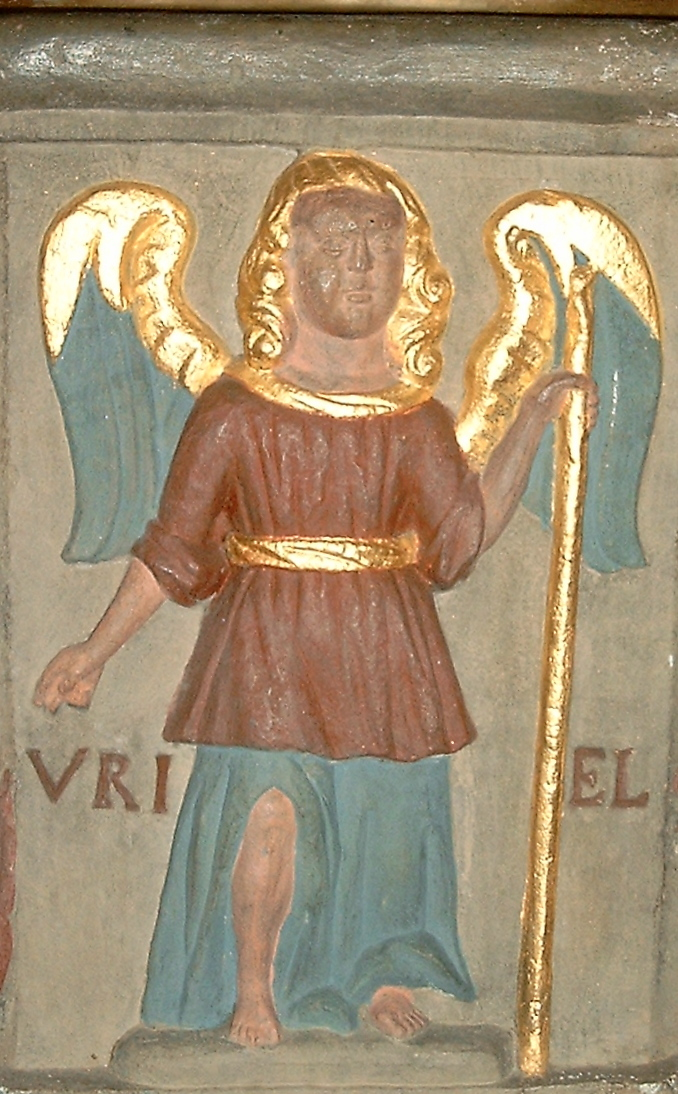
Płaskorzeźba Uriela w kościele św. Marcina w Seelze
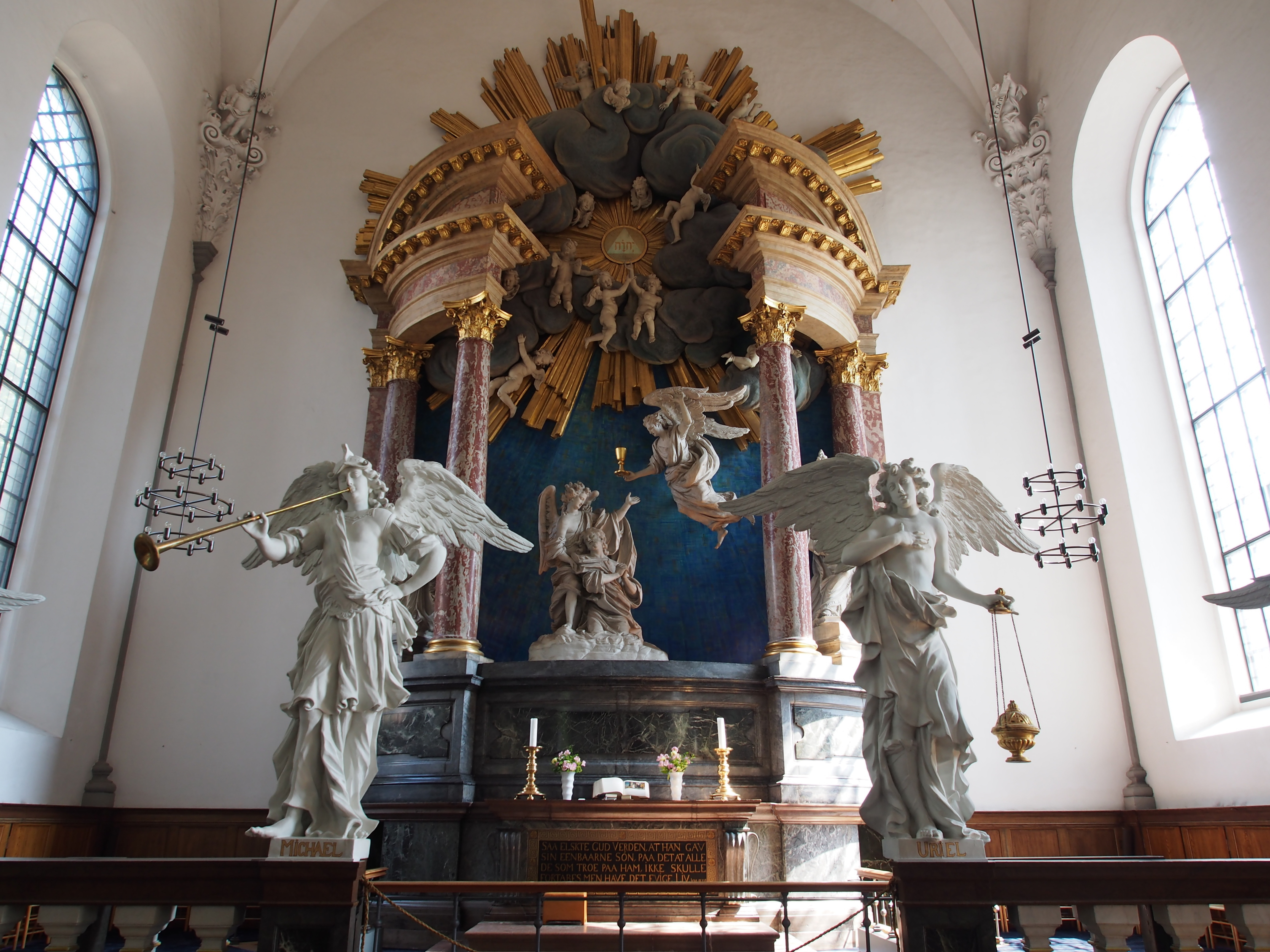
Archaniołowie Michał i Uriel (po prawej) przy ołtarzu głównym w kościele Najświętszego Zbawiciela w Kopenhadze
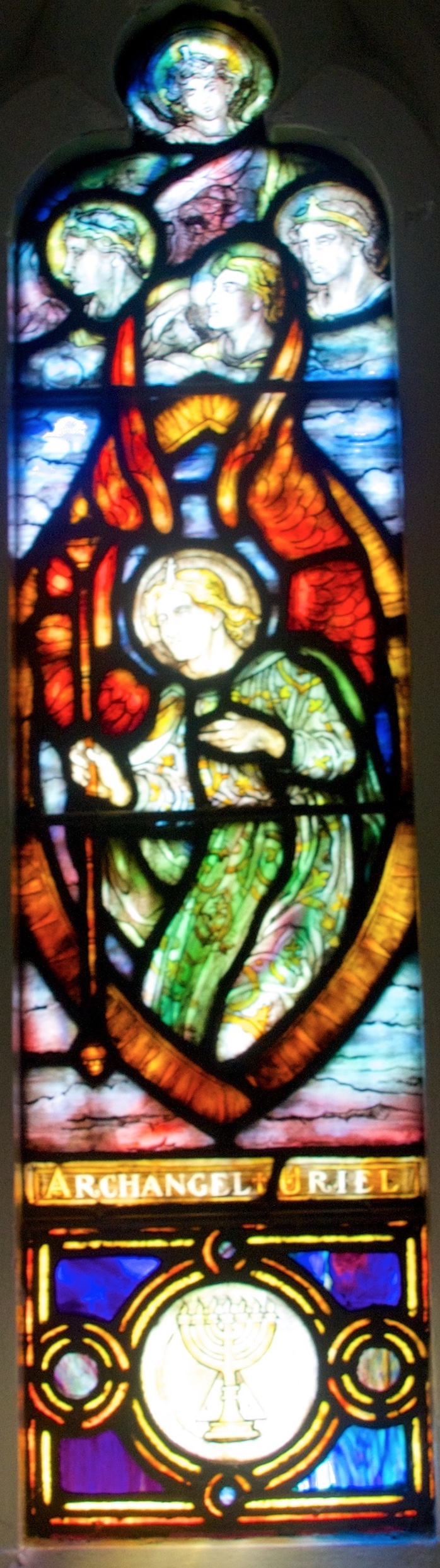
Uriel na witrażu w kaplicy św. Korneliusza na Governors Island w Nowym Jorku
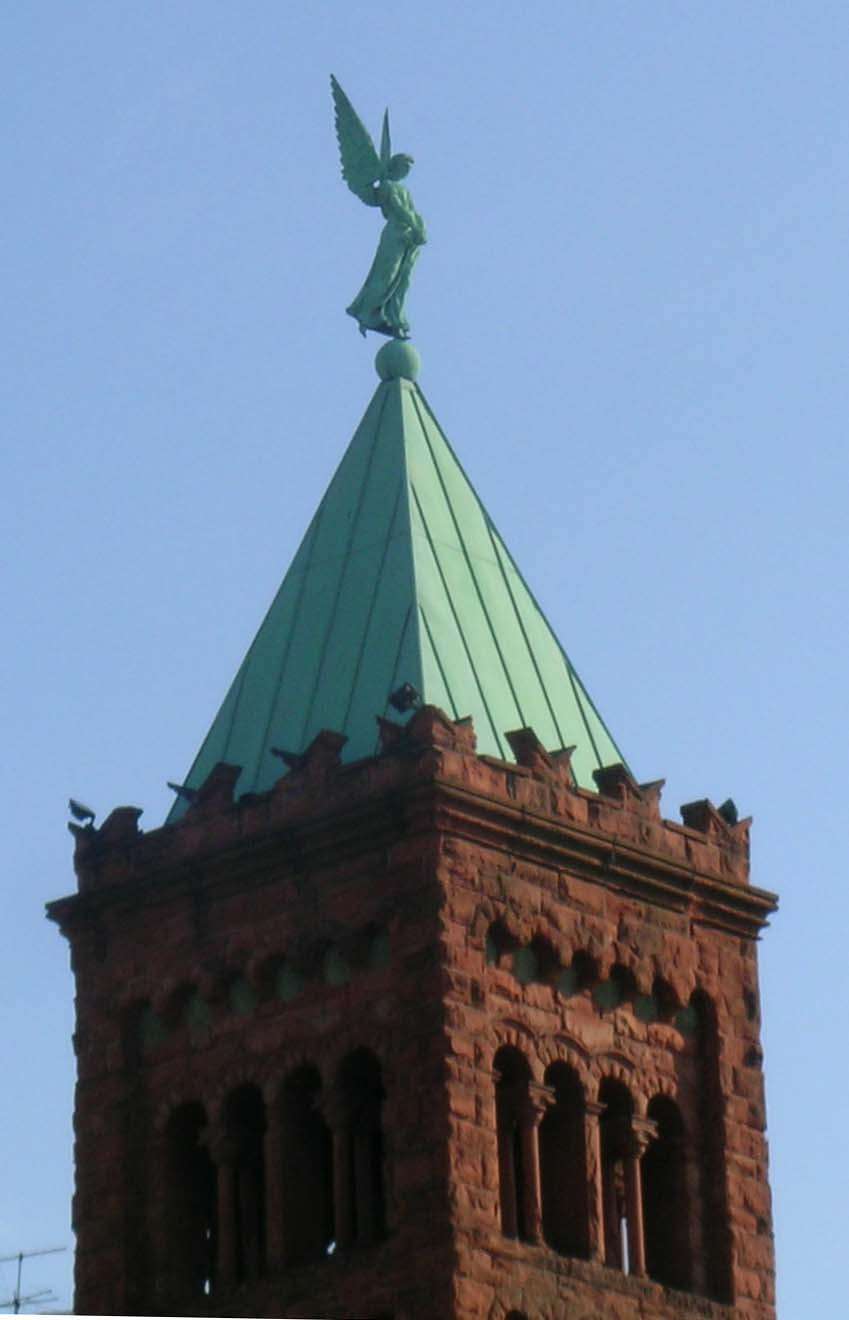
Rzeźba Uriela na szczycie wieży kościoła kongregacjonistycznego w Detroit
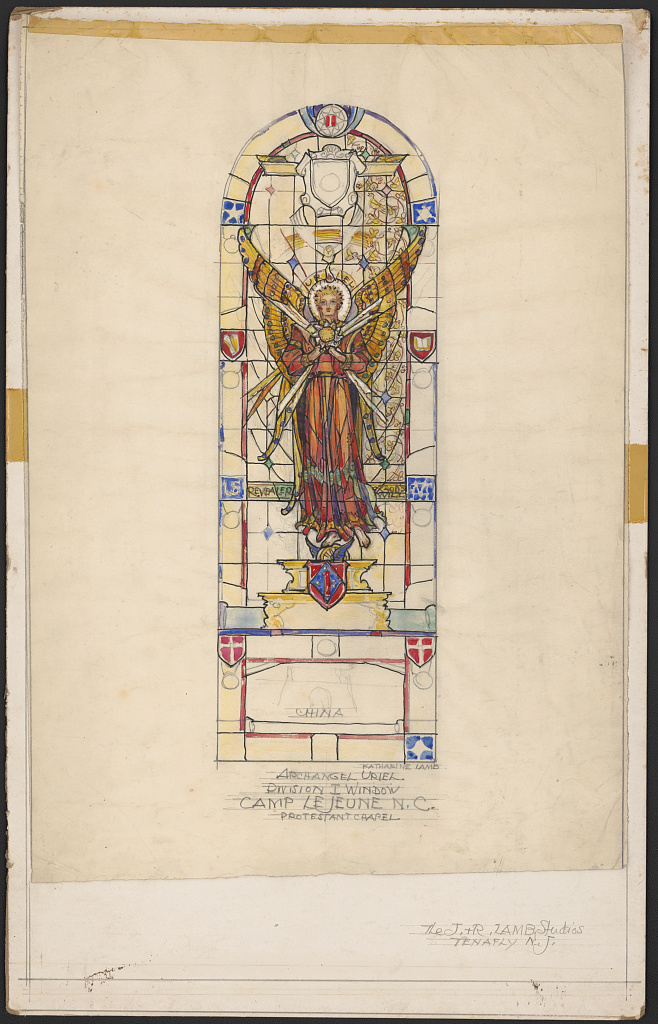
Projekt witraża z przedstawieniem Uriela do protestanckiej kaplicy w Marine Corps Base Camp Lejeune, około 1948
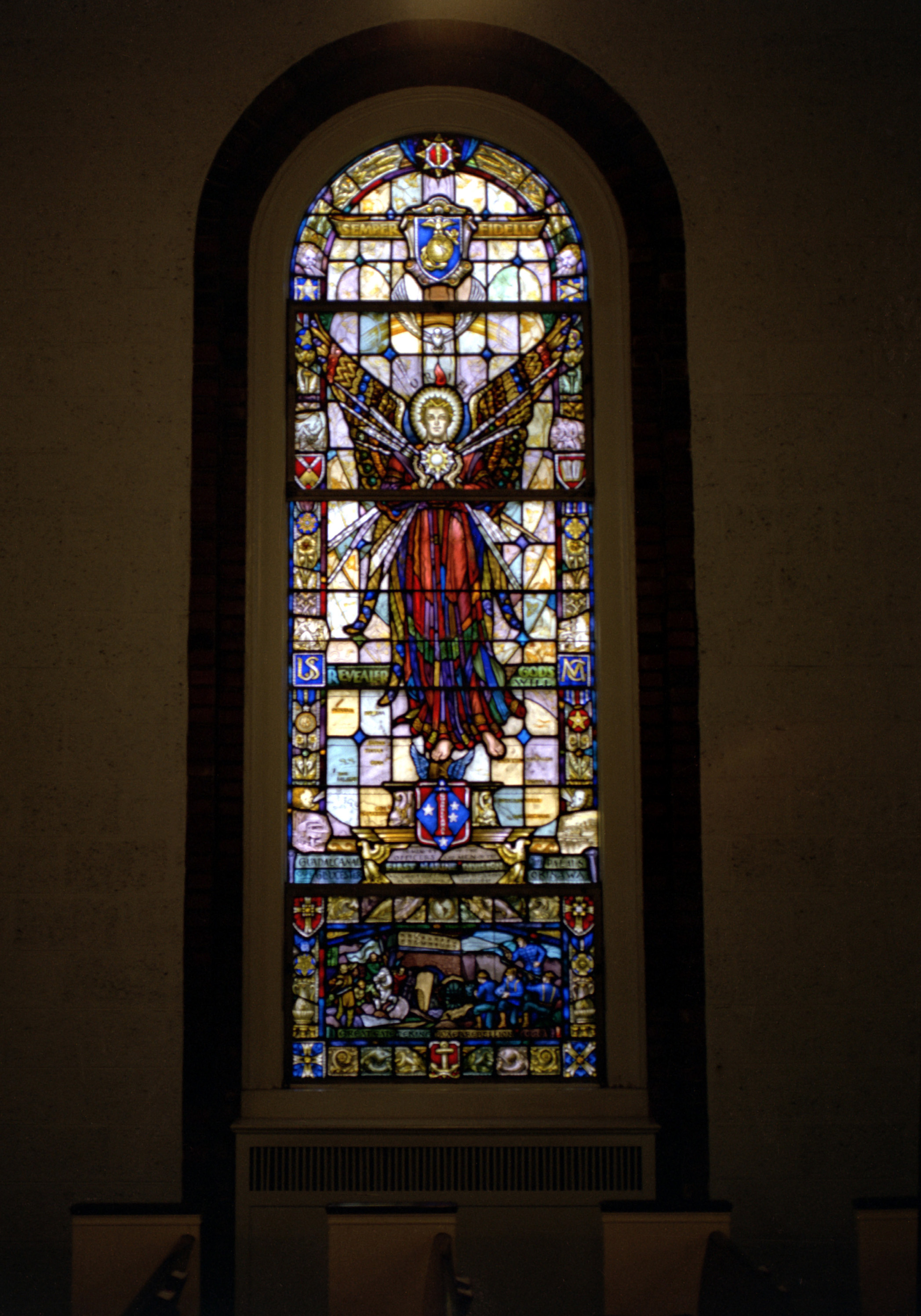
Witraż z Urielem w Mainside Protestant Chapel

## W Kościele koptyjskim
Chrześcijanie z Etiopii i Erytrei czczą Uriela 11 lipca. W homilii etiopskiej Uriel jest przedstawiany jako jeden z wielkich archaniołów i jako angelus interpres, który interpretował proroctwa Enochowi i Ezdraszowi, będąc pomocnikiem obu. W czasie ukrzyżowania Jezusa Uriel zanurzył swoje skrzydło we krwi i wodzie wypływającej z boku Chrystusa i napełnił nią kielich. Niosąc kielich, on i archanioł Michał pokropili całą Etiopię. W każdym miejscu, gdzie spadła kropla krwi, zbudowano kościół. W etiopskiej ikonografii Uriel jest często przedstawiany z kielichem wypełnionym krwią Chrystusa. 

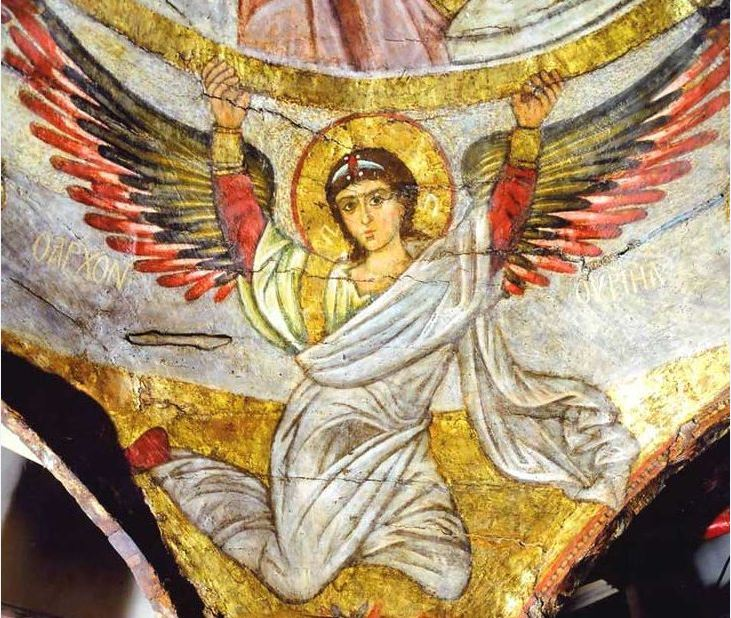
Uriel w kościele koptyjskim w Kairze, XIII wiek
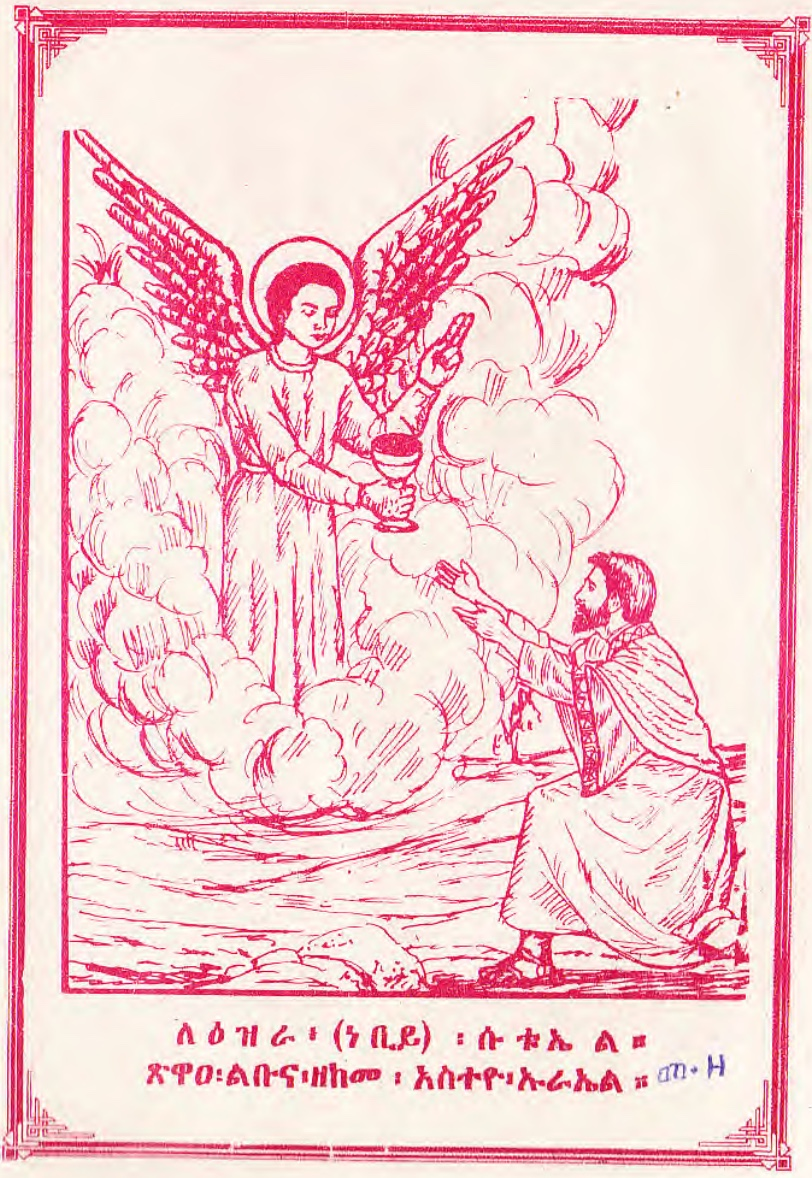
Ilustracja z koptyjskiej Homilii o Archaniele Urielu z podpisem w języku amharskim

## W herezjach chrześcijańskich i islamie
W pierwszej połowie XI wieku bułgarscy wyznawcy dualistycznej herezji bogomilizmu, żyjący w księstwie Ahtum w dzisiejszym Banacie, czcili Uriela. Zaświadczył o tym katolicki biskup regionu, Gerard z Csanád, który objął urząd po 1028.
W XV wieku Uriel został przywołany podczas małego egzorcyzmu opisanego przez Roberta Ambelaina w arabskiej astrologii (jednak bez wskazania daty, miejsca pochodzenia i innych danych: Conjuro te diabolo per sanctum Michaelem, sanctum Gabrielem, sanctum Raphaelem, sanctum Urielem.

## Uriel w okultyzmie i ezoteryce
W literaturze apokryficznej i okultystycznej Uriela utożsamiano z Arielem, Nurielem, Urjanem, Jeremielem, Razjelem, Wretilem, Surielem, Puruelem, Fanuelem, Jehoelem, Izrafelem oraz aniołem Jakubem-Izraelem.
Alchemik John Dee utrzymywał, że Uriel podarował mu „cudowne zwierciadło”.
W hermetycznej kabale imię Uriela jest zapisywane jako Auriel. Uważany jest za archanioła Północy i żywiołu Ziemi. Zgodnie z nauczaniem współczesnego hermetycznego Zakonu Złotego Brzasku Uriel jest archaniołem Północy i Ziemi. Jest związany ze środowiskiem naturalnym. W ikonografii jest przedstawiany trzymający łodygi dojrzałej pszenicy. Jest ubrany w szaty cytrynowe, rdzawe, oliwkowe i czarne.
We współczesnym eseńskim ruchu ezoterycznym Ouriel jest uważany za archanioła lata i żywiołu ognia.

## W kulturze popularnej
John Milton pisał o Urielu w Paradise Lost. Służy tam jako oczy Boga. Milton opisał Uriela jako archanioła, jednego z tych siedmiu, co najbliżej tronu Bożego stoją oraz jako regenta Słońca, którego w Niebiosach Najprzenikliwszym (...) nazwano z duchów (III, 802–804, 853–855). W Hierarchy of Blessed Angels Thomasa Heywooda (1635) Uriel jest opisany jako anioł ziemi. Lista Heywooda obejmuje aniołów czterech wiatrów: Uriela (południe), Michała (wschód), Rafaela (zachód; służył również południu wraz z Urielem) i Gabriela (północ).
W wierszu The Golden Legend Henry’ego Wadswortha Longfellowa (1851) Uriel jest jednym z aniołów siedmiu planet jako opiekun Marsa. Jako opiekun tej planety pojawia się w A Theological Discourse of Angels Benjamina Camfielda (1678).
W The State of Innocence Dryden przedstawił Uriela zstępującego z nieba na rydwanie ciągniętym przez białe konie. Jak przypuszcza Anscar Vonier, Uriel „jest duchem, który stał u bram raju utraconego z mieczem ognistym w dłoni”.  
W Diable kulawym Alaina-René Lesage’a Uriel to imię upadłego anioła. Ralph Waldo Emerson napisał wiersz o Urielu, opisując go jako młodego boga w raju.  
Uriel pojawia się w książkach Deana Koontza i Clive’a Barkera, serialu telewizyjnym „Supernatural”, serii gier wideo „Darsiders”, w komiksach manga i grach fabularnych.

## Upamiętnienie
Uriel pojawia się również w malarstwie świeckim i na cmentarzach. Imię archanioła nosi instytucja edukacyjna Saint Uriel Education.

## Galeria

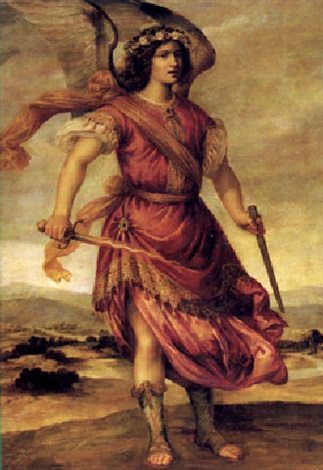
Uriel na obrazie przypisywanym Bartolomé Románowi (1596–1647)
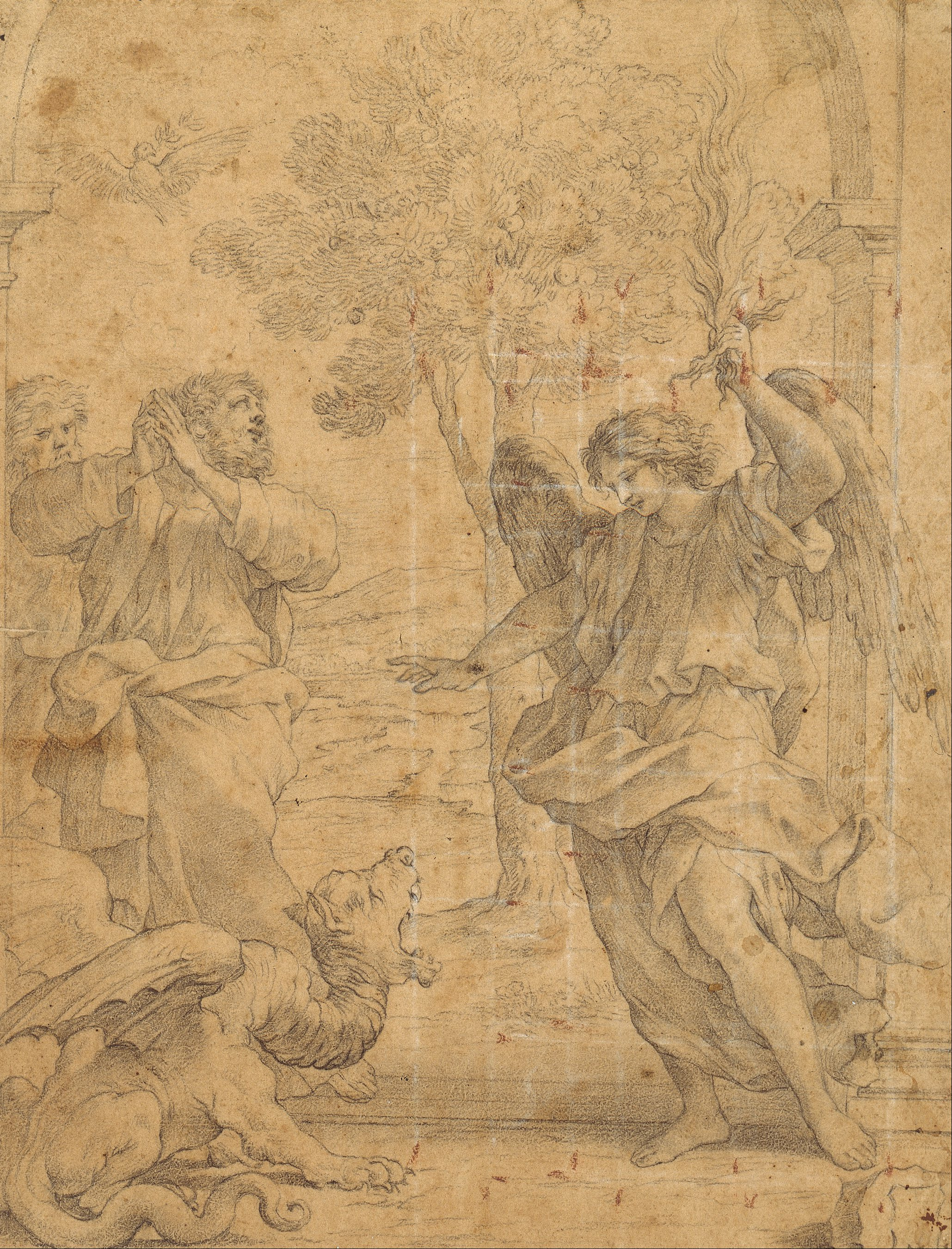
Giovanni Francesco Romanelli, Archanioł Uriel i Smok, rycina z 1637
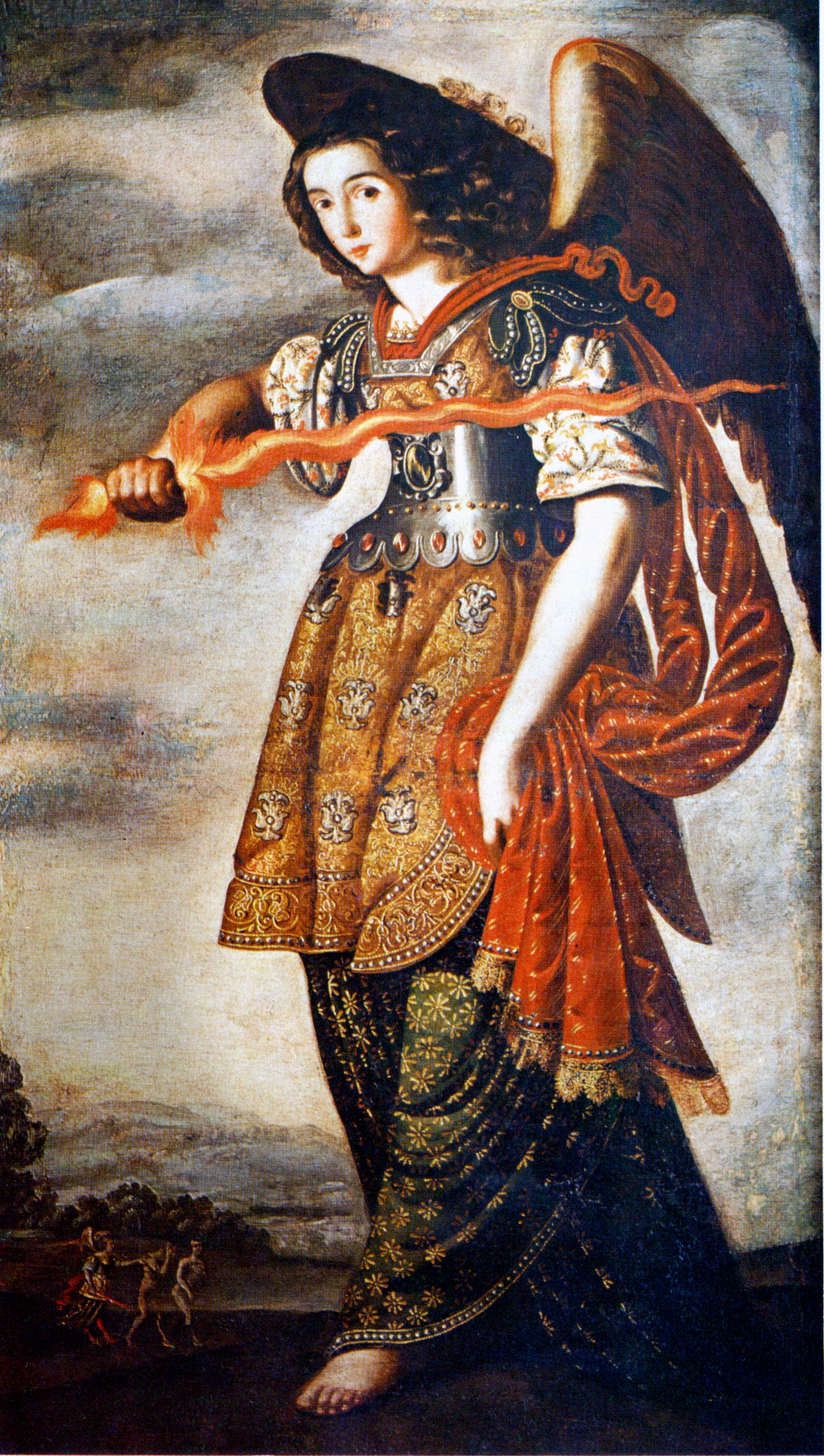
Obraz nieznanego autora z 1645
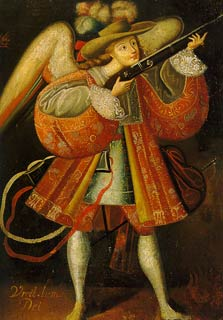
Archanioł Uriel, anonimowy mistrz w Calamarca w Boliwii, około 1750
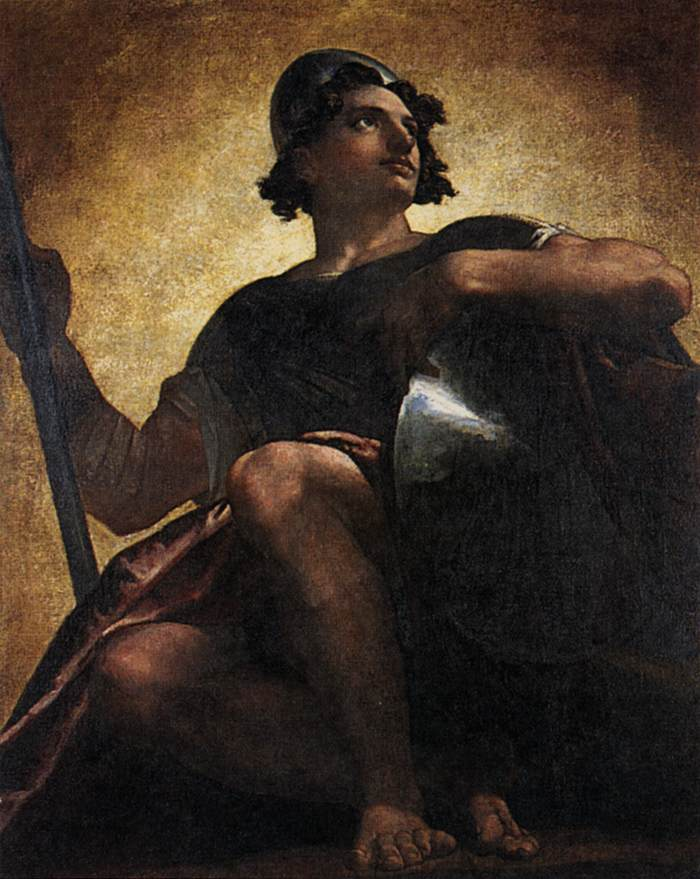
Washington Allston, Uriel Standing in the Sun, 1817
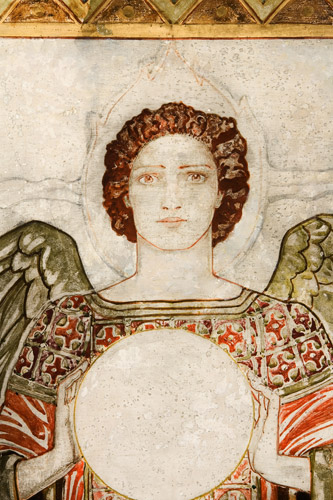
John Duncan, Archangel Uriel, około 1919
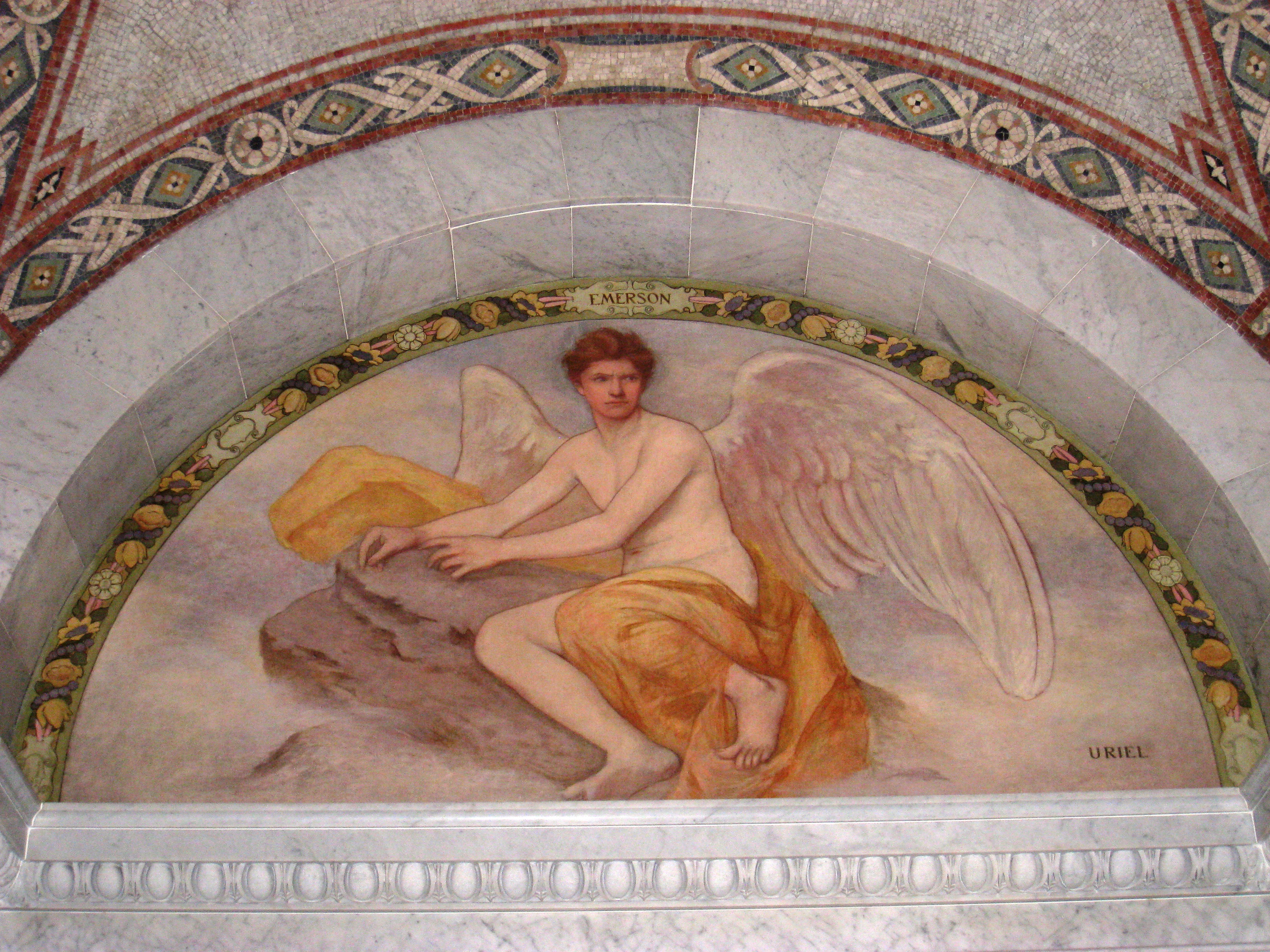
Obraz autorstwa Henry’ego Olivera Walkera w Bibliotece Kongresu w Waszyngtonie
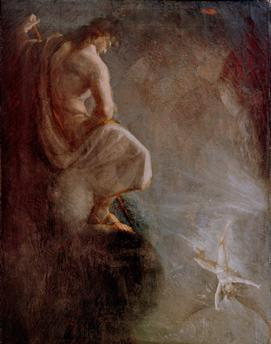
Johann Heinrich Füssli, Uriel obserwuje Lucyfera spadającego na ziemię, 1802
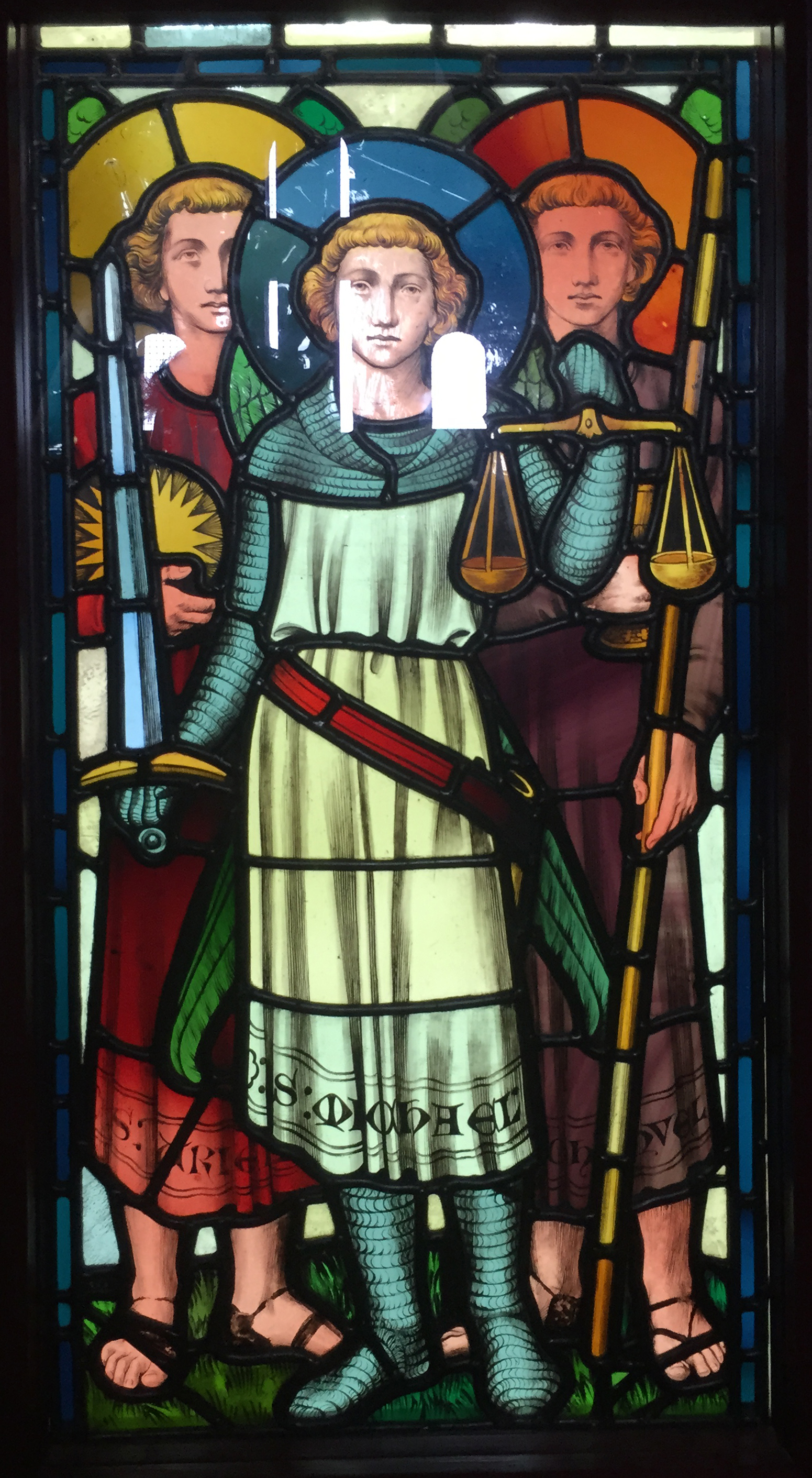
Witraż projektu Williama Burgesa (1827–1881) w zamku Coch, Uriel po lewej ze słońcem
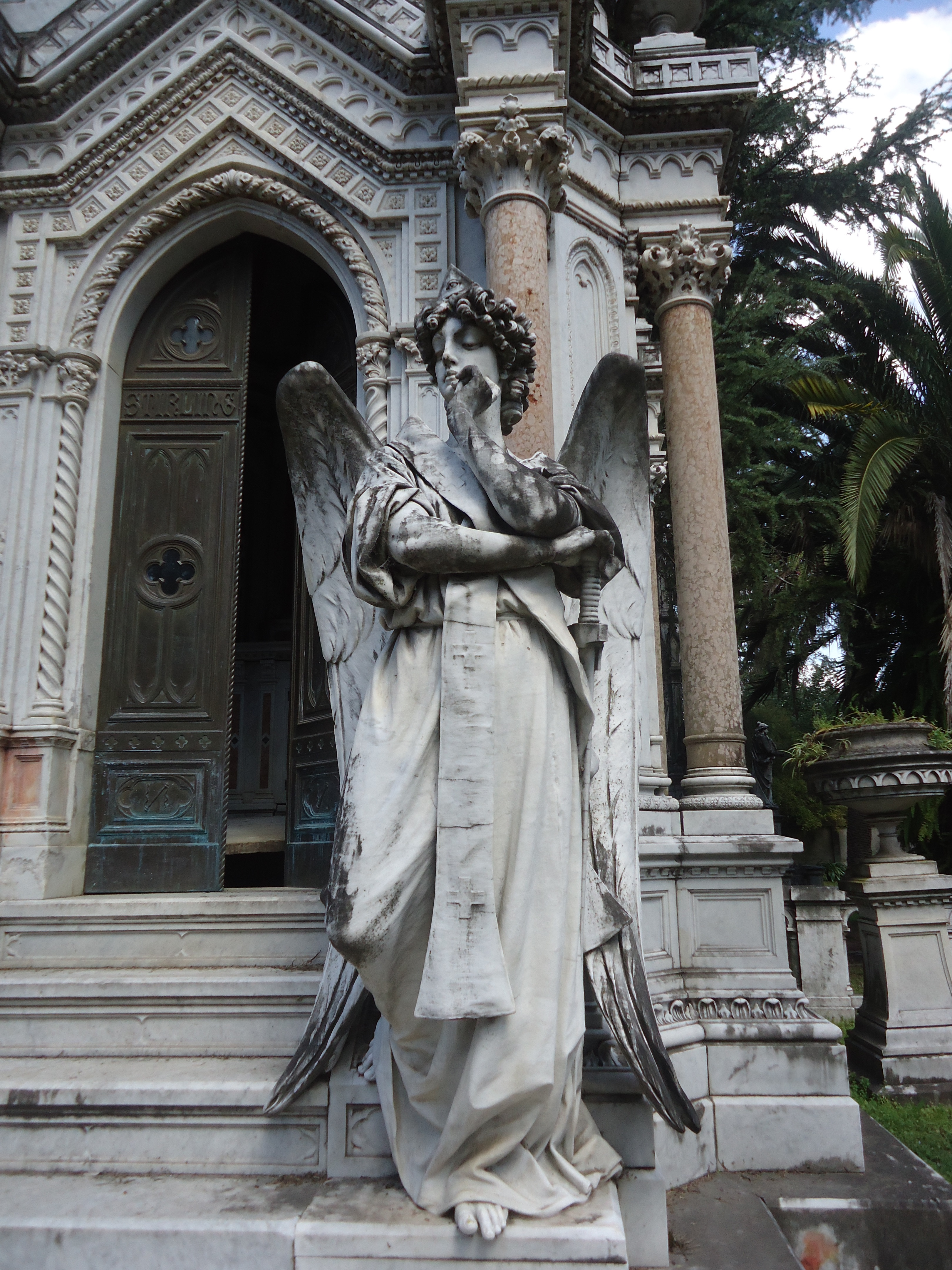
Rzeźba Uriela na cmentarzu w Paysandú
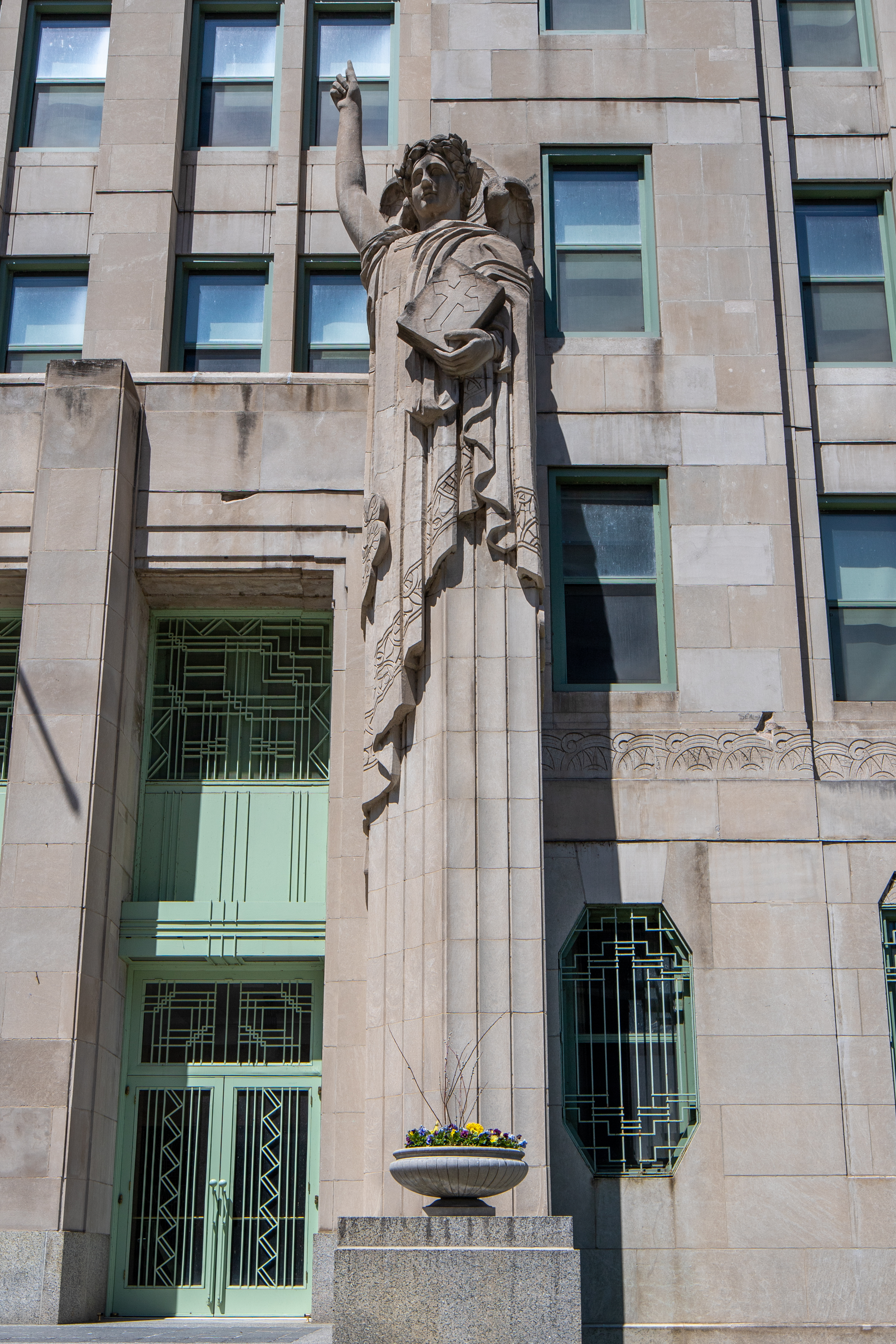
Uriel na fasadzie katolickiego żeńskiego Mundelein College (Uniwersytet Loyola w Chicago)